# Liste der Baudenkmäler in Bad Neustadt an der Saale
Auf dieser Seite sind die Baudenkmäler in der unterfränkischen Stadt Bad Neustadt an der Saale zusammengestellt. Diese Tabelle ist eine Teilliste der Liste der Baudenkmäler in Bayern. Grundlage ist die Bayerische Denkmalliste, die auf Basis des Bayerischen Denkmalschutzgesetzes vom 1. Oktober 1973 erstmals erstellt wurde und seither durch das Bayerische Landesamt für Denkmalpflege geführt wird. Die folgenden Angaben ersetzen nicht die rechtsverbindliche Auskunft der Denkmalschutzbehörde.
 Diese Liste gibt den Fortschreibungsstand vom März 2023 wieder und enthält 200 Baudenkmäler.

## Ensembles

### Ensemble Altstadt Bad Neustadt an der Saale
Zwischen der Urpfarrei Brendlorenzen an der Brend und dem alten Königshof Salz an der Saale liegt auf einer Bodenwelle über der Einmündung der Brend in die fränkische Saale die unabhängig entstandene Siedlung. Im 9./11. Jahrhundert Obersalz genannt, wurde die Stadt erstmals 1232 als Neustadt überliefert. Ihr Siedlungskern liegt im Bereich um Stadtpfarrkirche, Marktplatz und Kellereigasse, dem sich als Neustadt die Teile um Hohn- und Spörleinstraße anschlossen. Der sich hieraus ergebende herzförmige Stadtgrundriss zeigt die Anpassung eines Rastersystems an die Geländeform, was bei gotischen Stadtanlagen der Regel entspricht. Die vom Südwesten nach Nordosten, ehemals von Tor zu Tor verlaufende Hauptstraße (Hohn- und Spörleinstraße) entsendet in ihrem mittleren Verlauf einen geräumigen, langrechteckig gedehnten Marktplatz rechtwinklig nach Nordwesten. Die Nebengassen verlaufen durchweg zur Hauptstraße parallel. Die Grundstücke entwickeln sich als schmale Handtücher weit in die Baublöcke hinein und tragen in der Regel ehemalige Ackerbürgeranwesen mit dem Wohnhaus zur Straße und Wirtschaftsgebäuden in rückwärtiger Staffelung. Eine Erschließung der Rückgebäude durch die hintere Parallelgasse ist in den meisten Fällen nicht gegeben, die Einfahrt in den Hof erfolgt durch ein Tor in der Straßenfront. Die Straßenbilder ergeben sich aus der geschlossenen Reihung von Giebelhäusern. Eine Ausnahme bildet die dem westlichen Stadtrand folgende Bauerngasse, deren ehemalige Bauernanwesen jeweils eine breitere Straßenfront besitzen; die Wohnhäuser sind dort meist traufseitig gestellt. Für das Stadtbild bestimmend sind zwei- bis dreigeschossige Halbwalmdachhäuser des 18./19. Jahrhunderts in Fachwerkbauweise mit verputzten Außenwänden. Einige ältere Giebelhäuser, teilweise mit freigelegtem Fachwerk, stehen am Markt und in der Hauptstraße. Dort ist die alte Bausubstanz auch mit Neubauten durchmischt, die Erdgeschosse erscheinen durchweg für Ladeneinbauten ausgehöhlt. Die Hohnstraße gewinnt in ihrem unteren Verlauf durch den Torturm des Hohntores in Renaissanceformen und durch zwei Gasthöfe mit reichen Barockfassaden ein besonderes Gepräge. Beherrschend steht in der Spörleinstraße der frühbarocke Bau des ehemaligen Würzburger Amtshauses. Der Pfarrbezirk liegt im Norden der Stadt abgerückt, der klassizistische Turm der Stadtpfarrkirche wirkt allerdings in das Platzbild des Marktes bestimmend hinein. Weitere monumentale Inseln innerhalb der ackerbürgerlichen Stadtstruktur bilden das ehemalige Karmelitenkloster, der ehemalige Klosterhof des Klosters Bildhausen und die ehemalige Würzburger Amtskellerei. Als Besonderheit ist die Stadtbefestigung mit Zwingermauer, drei Rundtürmen und Grabenbereich fast durchweg erhalten geblieben. Umgrenzung: Stadtmauer. Aktennummer E-6-73-114-1.

### Ensemble Ortskern Brendlorenzen
Das Ensemble umfasst einen Teil des außerordentlich langgestreckten Straßendorfes, welches bereits im frühen Mittelalter mit dem Zusammenwachsen der Orte Brend und Lorenzen entstand. Die Straße ist von Bauernhöfen begleitet, deren Wohnhäuser, in leicht versetzter Giebelstellung, durch Hoftormauern miteinander verbunden sind. Die Satteldachhäuser, viele noch aus dem 18. Jahrhundert und mit Ergänzungen des 19. Jahrhunderts, besitzen häufig verputzte Fachwerkobergeschosse. Das historische Ortsbild mit den erhaltenen Scheunenrändern und Gärten ist von einigen Neubauten gestört. Umgrenzung: Hauptstraße 106, 108, 110, 112, 114-139, 141, 143, 145, 147, 149, 151, 153. Aktennummer: E-6-73-114-2.

## Stadtbefestigung Neustadt

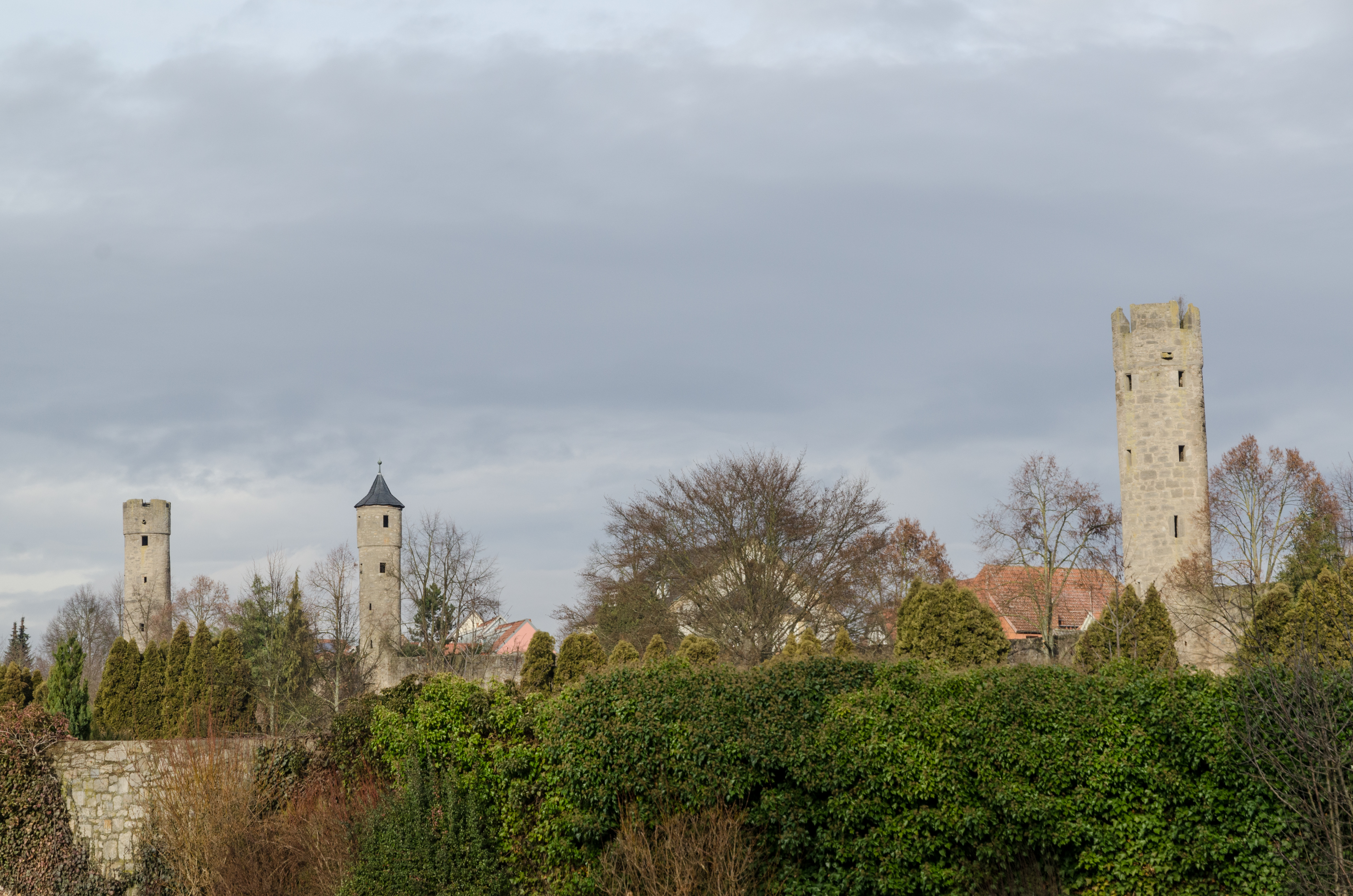
Gut erhaltener westlicher Mauerabschnitt mit drei Rundtürmen

Die Stadtbefestigung wurde im 13. Jahrhundert angelegt, im 16. Jahrhundert wesentlich erneuert und ausgebaut. Sie ist in ihrem gesamten Verlauf erhalten, allerdings nicht in der ursprünglichen Höhe. Von den beiden Haupttoren ist der Torturm des Hohntores (vgl. Hohnstraße 39) erhalten, anstelle des Spörleintors nach Abbruch 1846 zwei Pfeiler errichtet (vgl. Spörleinstraße, zwei Torpfeiler), zwei Pforten (Kirchen- und Salzpforte) befinden sich in der nord-südlichen Querrichtung, der Zwinger besteht noch auf langen Strecken, die ehemalige Zwingermauer im Bereich nordwestlich des Hohntors heute als Friedhofsmauer genutzt (siehe Friedhof, Schweinfurter Straße 2). Drei hohe Rundtürme verstärken den westlichen Mauerabschnitt: Rundturm mit Zinnenabschluss beim Hohntor am Friedhof, mittlerer Rundturm mit Kegeldach, nordwestlicher Rundturm mit Erker und Zinnenabschluss. Die Südostecke wurde im 16. Jahrhundert durch einen oberen Bastionsturm und einen Rundturm mit Kegeldach vor der Zwingermauer verstärkt. Der Mauerverlauf befindet sich entlang der Grundstücke Alte Pfarrgasse ungerade Nummern 1–19; Apothekengasse 21, 23, 25, Bauerngasse ungerade Nummern 1–43, Hohnstraße 33, 35, 37, 39, Roßmarktstraße gerade Nummern 4–50, Salzpforte 3, 6 1/2, 8, Schuhmarktstraße 20, 25, Spörleinstraße 2, 10, Steingasse ungerade Nummern 5–17. Im Bereich Gerberspfad-Goethestraße die auslaufende Zwingermauer mit Reliefs und Inschriften als Mahnmal für die Opfer der Kriege und der Gewalt umgestaltet. Aktennummer: D-6-73-114-2.
Beginnend vom Hohntor sind im Uhrzeigersinn folgende Teile der Stadtbefestigung erhalten.

| Lage                     | Objekt  | Beschreibung | Akten-Nr.     | Bild           |
| ------------------------ | ------- | --- | ------------- | -------------- |
| Hohnstraße 39 (Standort) | Hohntor | Sechsgeschossiger Torturm mit tonnengewölbter Durchfahrt und Volutengiebeln, seitlich dreigeschossiger Wendelstein, stadtauswärts polygonaler Gußerker und barocke Nischenfigur, Heiliger Kilian, das Innere 1977–1979 modern ausgebaut, stadteinwärts zwei Wappensteine, Julius Echter von Mespelbrunn und Stadtwappen, unter maßgeblicher Beteiligung von Niklas Bayer 1578–80 errichtet | D-6-73-114-41 | weitere Bilder |

- Hohnstraße 39 (Lage): Stadtmauer, 13.–16. Jahrhundert, D-6-73-114-41
- Bauerngasse 1 (Lage): Stadtmauer, 13.–16. Jahrhundert, D-6-73-114-14
- Bauerngasse 13 (Lage): Rundturm mit Zinnenabschluss, D-6-73-114-2
- Bauerngasse 21 (Lage): Stadtmauer, 13.–16. Jahrhundert, D-6-73-114-22
- Bauerngasse 25 (Lage): Rundturm mit Kegeldach, D-6-73-114-2
- Bauerngasse 29 (Lage): Stadtmauer, 13.–16. Jahrhundert, D-6-73-114-24
- Bauerngasse 33 (Lage): Nordwestlicher Rundturm mit Erker und Zinnenabschluss, D-6-73-114-2
- Bauerngasse 39 (Lage): Stadtmauer, 13.–16. Jahrhundert, D-6-73-114-27
- Schuhmarktstraße 25 (Lage): Stadtmauer mit Zwingermauer und Halbschalenturm, 13.–16. Jahrhundert, D-6-73-114-2
- Schuhmarktstraße 20 (Lage): Stadtmauer mit Zwingermauer und Halbschalenturm, 13.–16. Jahrhundert, D-6-73-114-2
- Kirchpforte (Lage): Dreifache Stadtmauer mit Durchlass, D-6-73-114-2
- Alte Pfarrgasse 3 (Lage): Stadtmauer, 13./16. Jahrhundert, D-6-73-114-3
- Alte Pfarrgasse 5 (Lage): Stadtmauer, 13./16. Jahrhundert, D-6-73-114-2
- Alte Pfarrgasse 7 (Lage): Stadtmauer, 13./16. Jahrhundert, D-6-73-114-258
- Alte Pfarrgasse 15 (Lage): Stadtmauer, 13./16. Jahrhundert, D-6-73-114-2
- Alte Pfarrgasse 17 (Lage): Stadtmauer, 13./16. Jahrhundert, D-6-73-114-2
- Spörleinstraße 10 (Lage): Stadtmauer, 13./16. Jahrhundert, D-6-73-114-101
- Am Zollberg, von der Kirchpforte bis zum Spörleinstor (Lage): Stadtmauer, 13./16. Jahrhundert, D-6-73-114-101
- Am Zollberg (Lage): Zwei Torpfeiler mit Vasenaufsätzen, an Stelle des Spörleinstores, 1846, D-6-73-114-97
- Äußere Stadtmauer (Lage): Stumpf eines Halbschalenturms, D-6-73-114-2
- Äußere Stadtmauer (Lage): Stumpf eines rechteckigen Turms, D-6-73-114-2
- Innere Stadtmauer (Lage): Oberer Bastionsturm, 16. Jahrhundert, D-6-73-114-2
- Äußere Stadtmauer (Lage): Rundturm, mit Kegeldach, den oberen Bastionsturm verstärkend, D-6-73-114-84
- Roßmarktstraße 24 (Lage): Stadtmauer, 13.–16. Jahrhundert, D-6-73-114-82
- Roßmarktstraße 16 (Lage): Stadtmauer, 13.–16. Jahrhundert, D-6-73-114-80
- Roßmarktstraße 10, 12 (Lage): Stadtmauer, 13.–16. Jahrhundert, D-6-73-114-78
- Salzpforte (Lage): Salzpforte, D-6-73-114-2
- Hohnstraße 35 (Lage): Stadtmauer, 13.–16. Jahrhundert, D-6-73-114-39
- Hohnstraße 37 (Lage): Stadtmauer, 13.–16. Jahrhundert, D-6-73-114-39

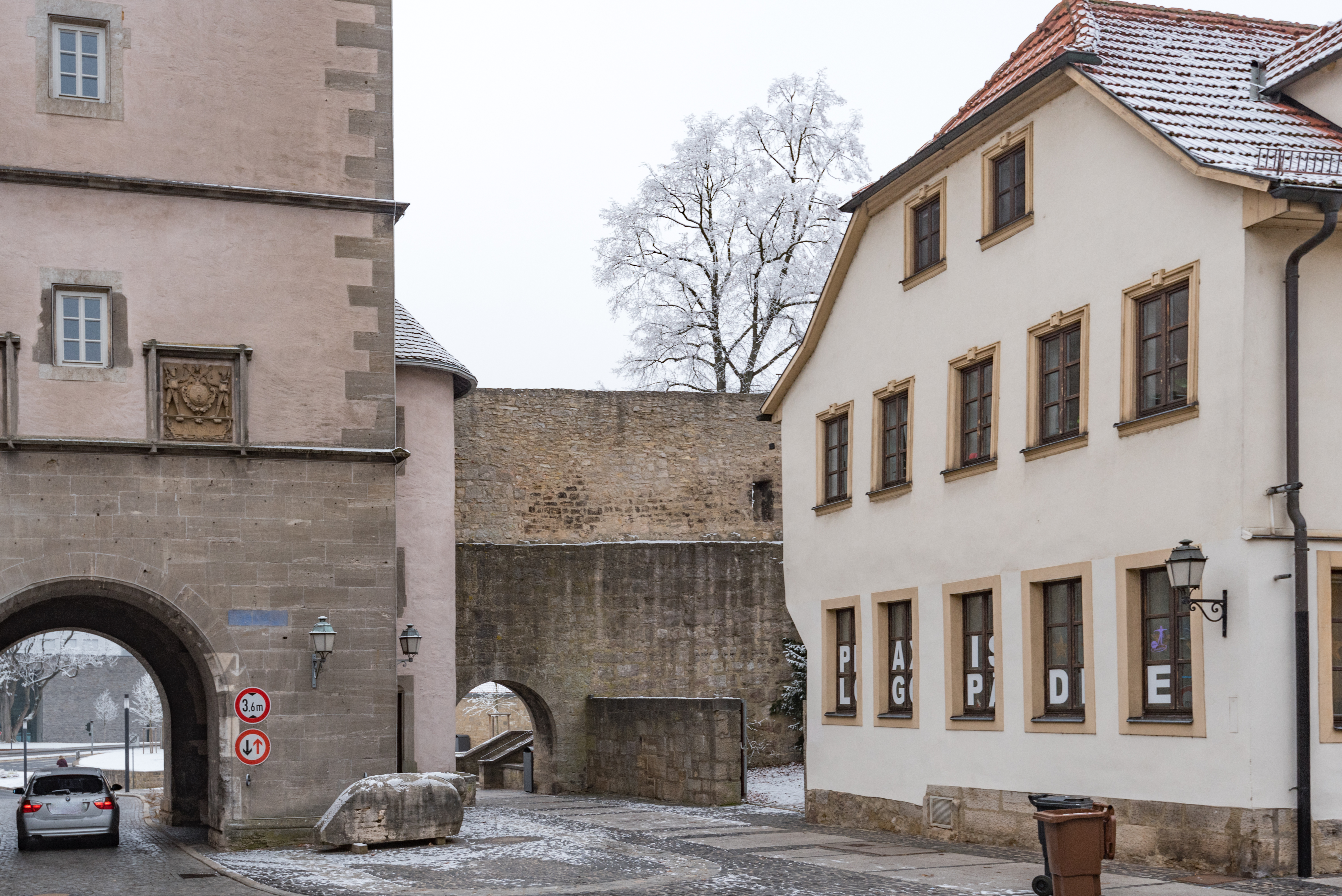
Stadtmauer Hohnstraße 39
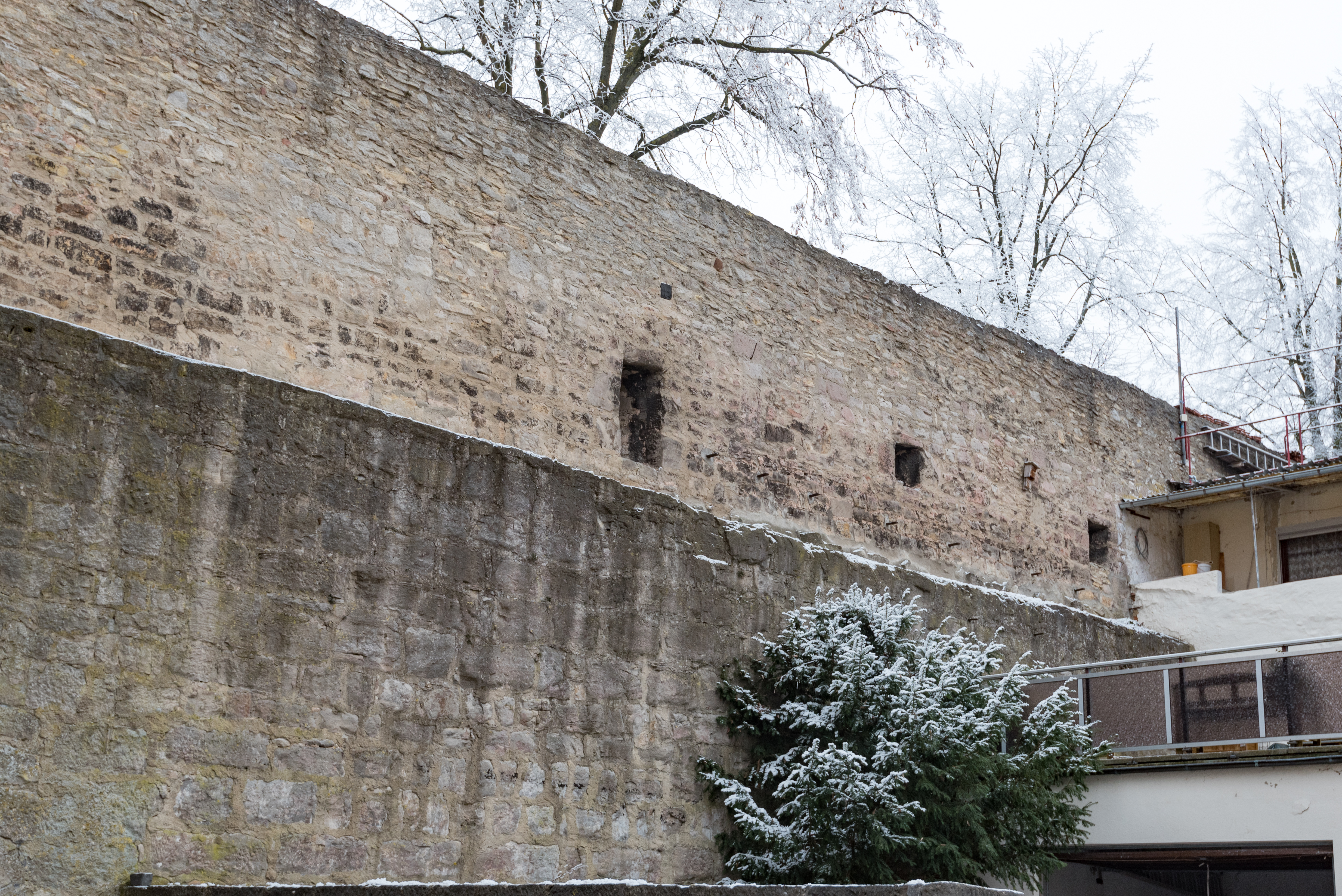
Stadtmauer Bauerngasse 1
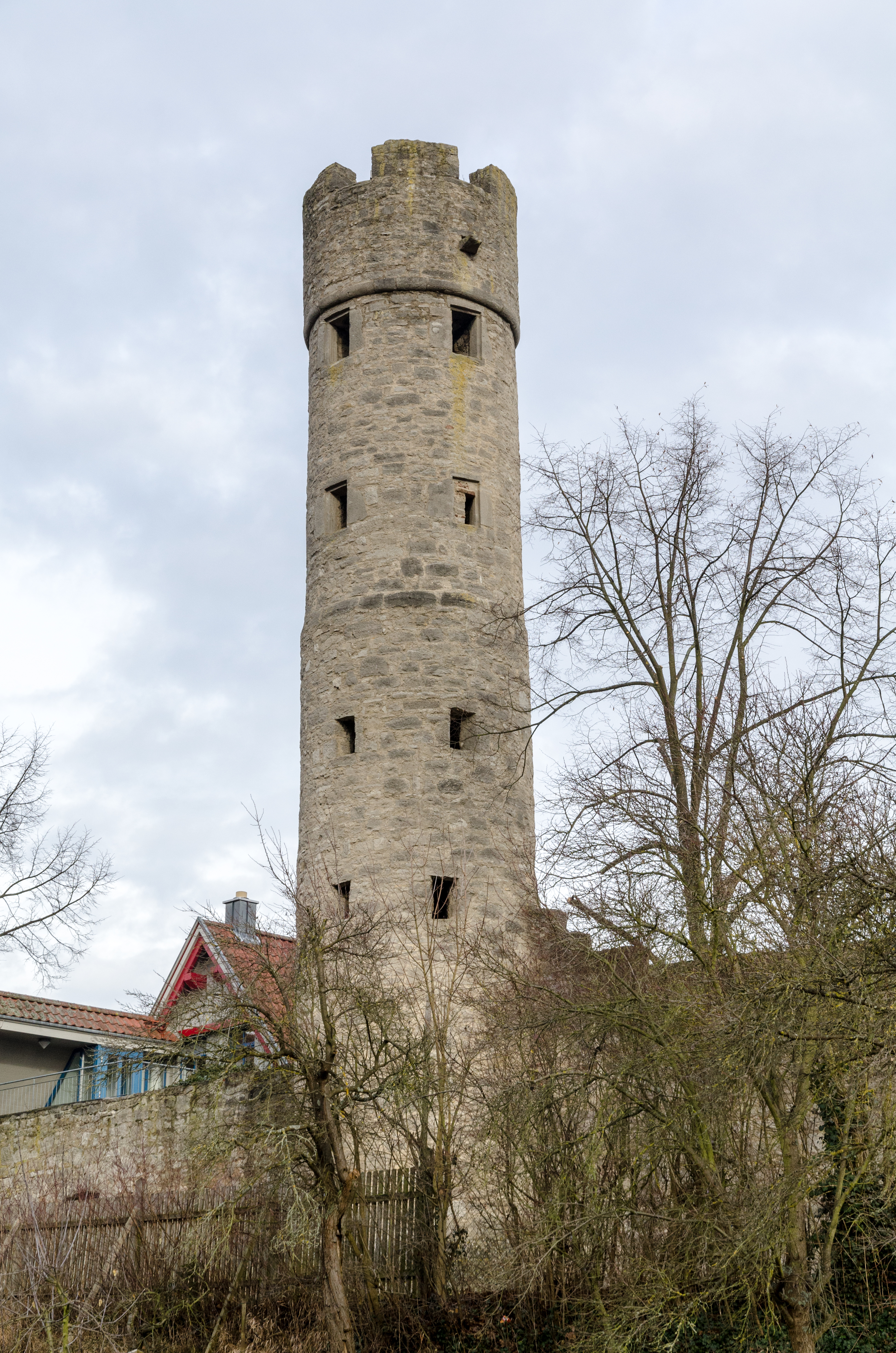
Rundturm Bauerngasse 13
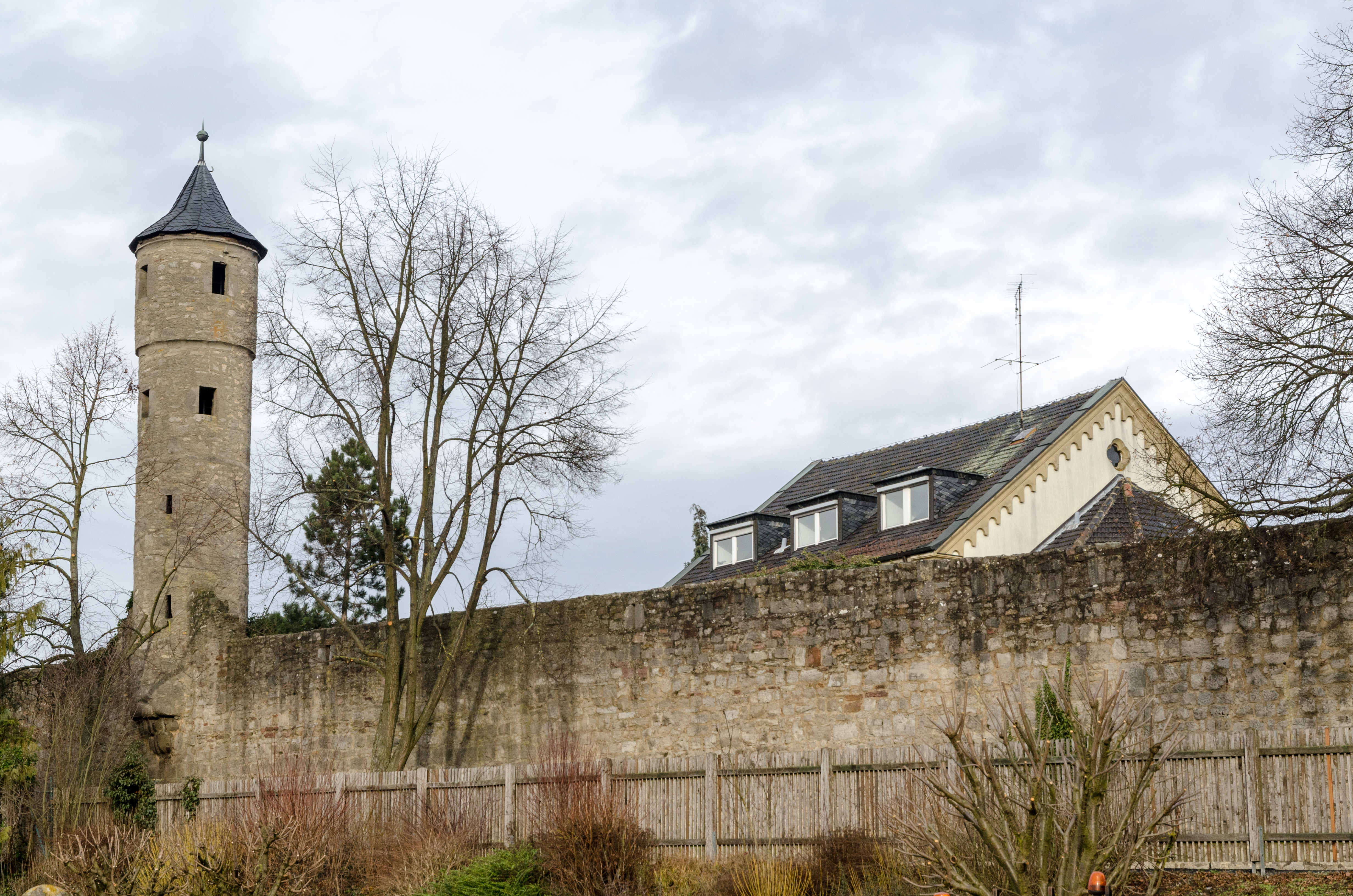
Stadtmauer bei Bauerngasse 21, 23, 25
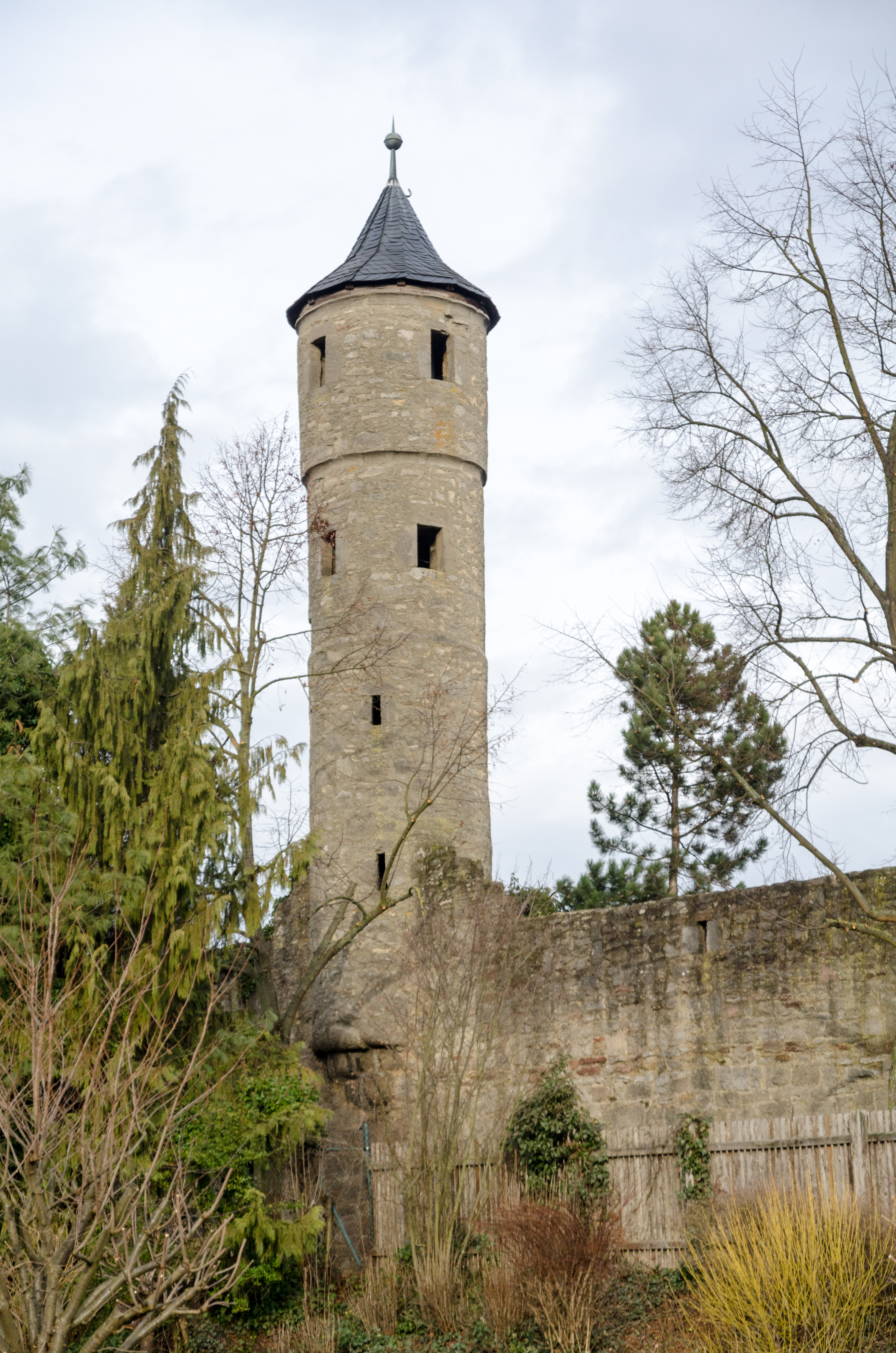
Rundturm Bauerngasse 25
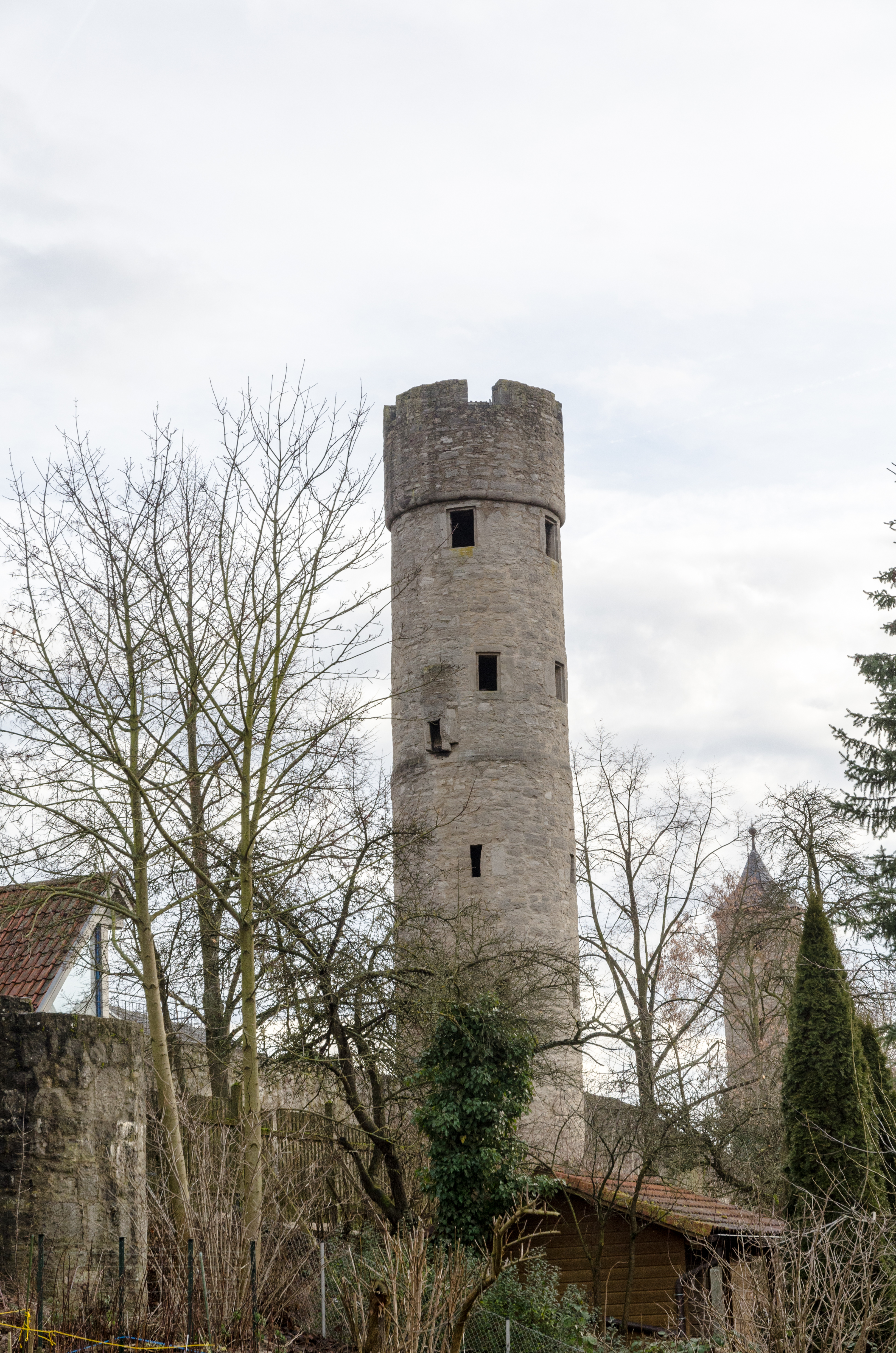
Rundturm Bauerngasse 33
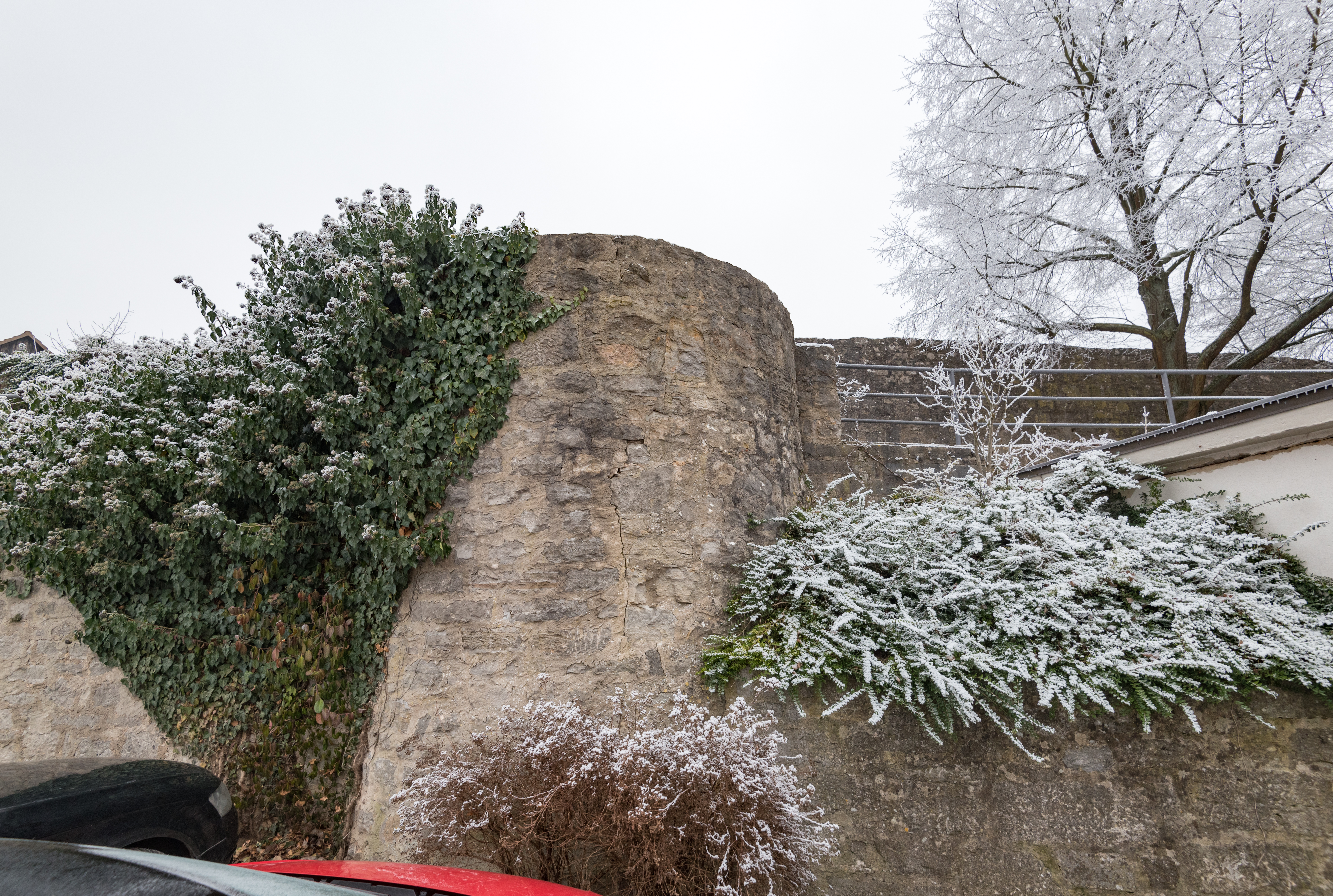
Halbschalenturm der Zwingermauer Schumarktstraße 25
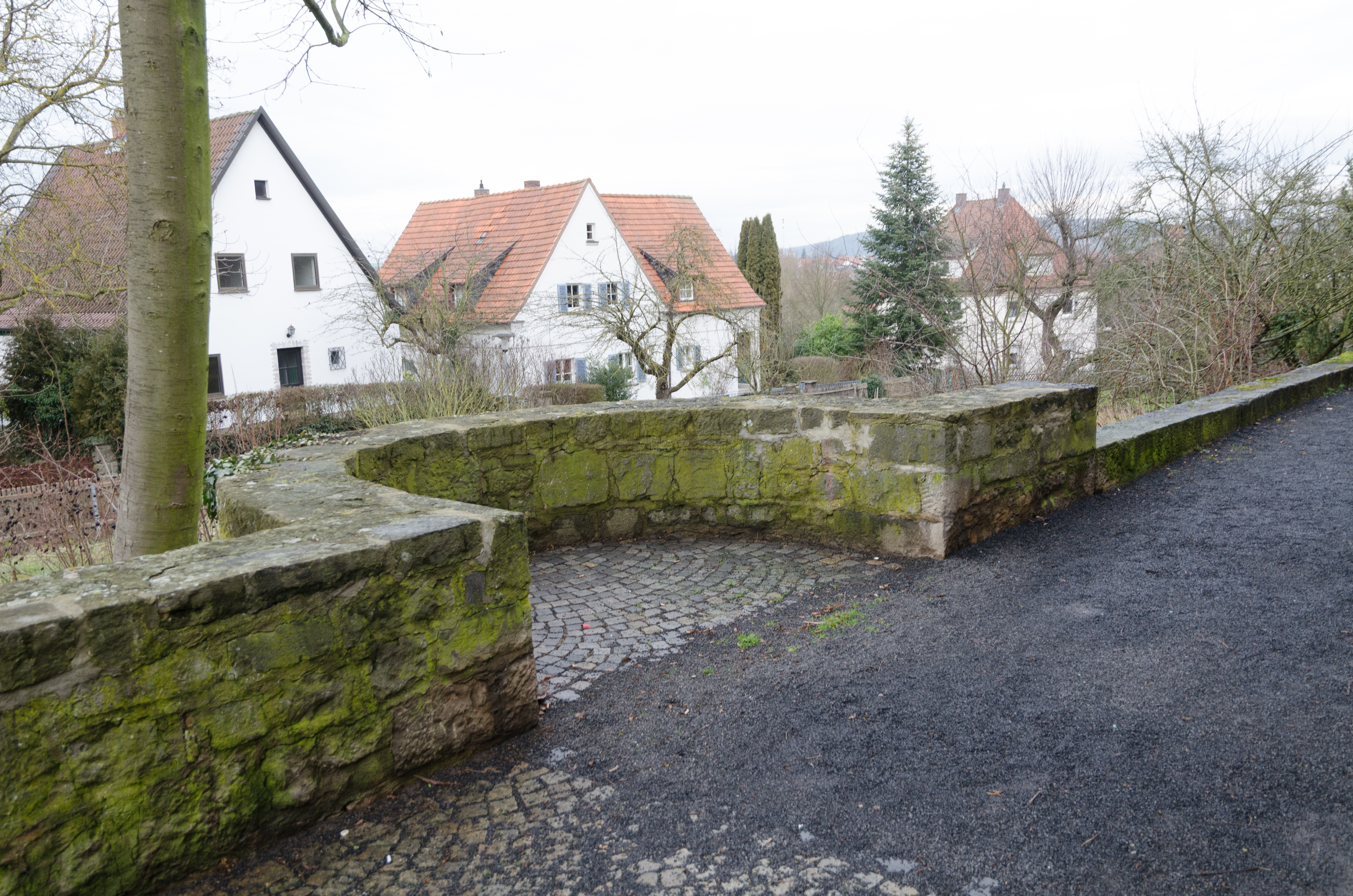
Halbschalenturm der Zwingermauer Schumarktstraße 20
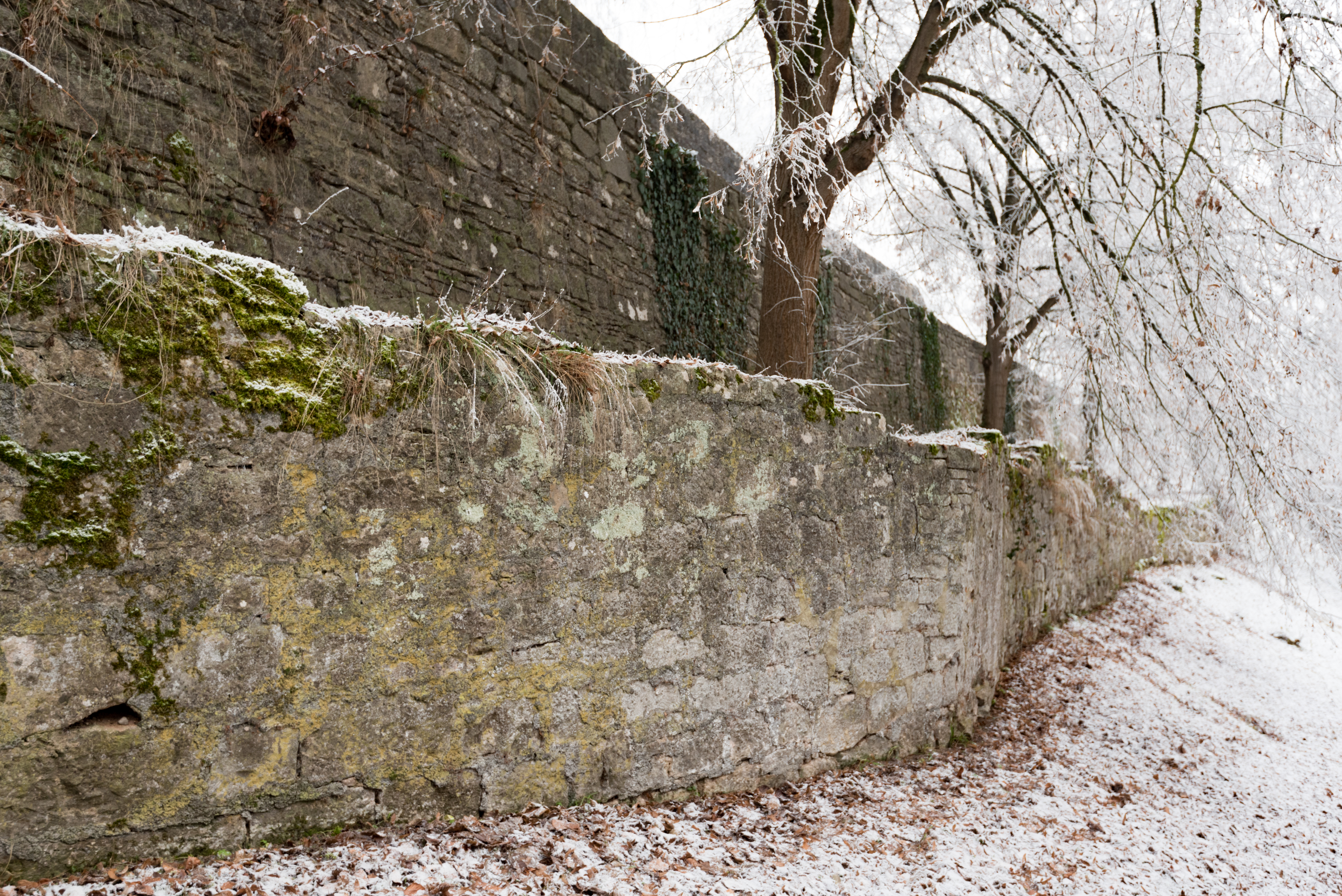
Obere Zwingermauer westlich der Kirchpforte
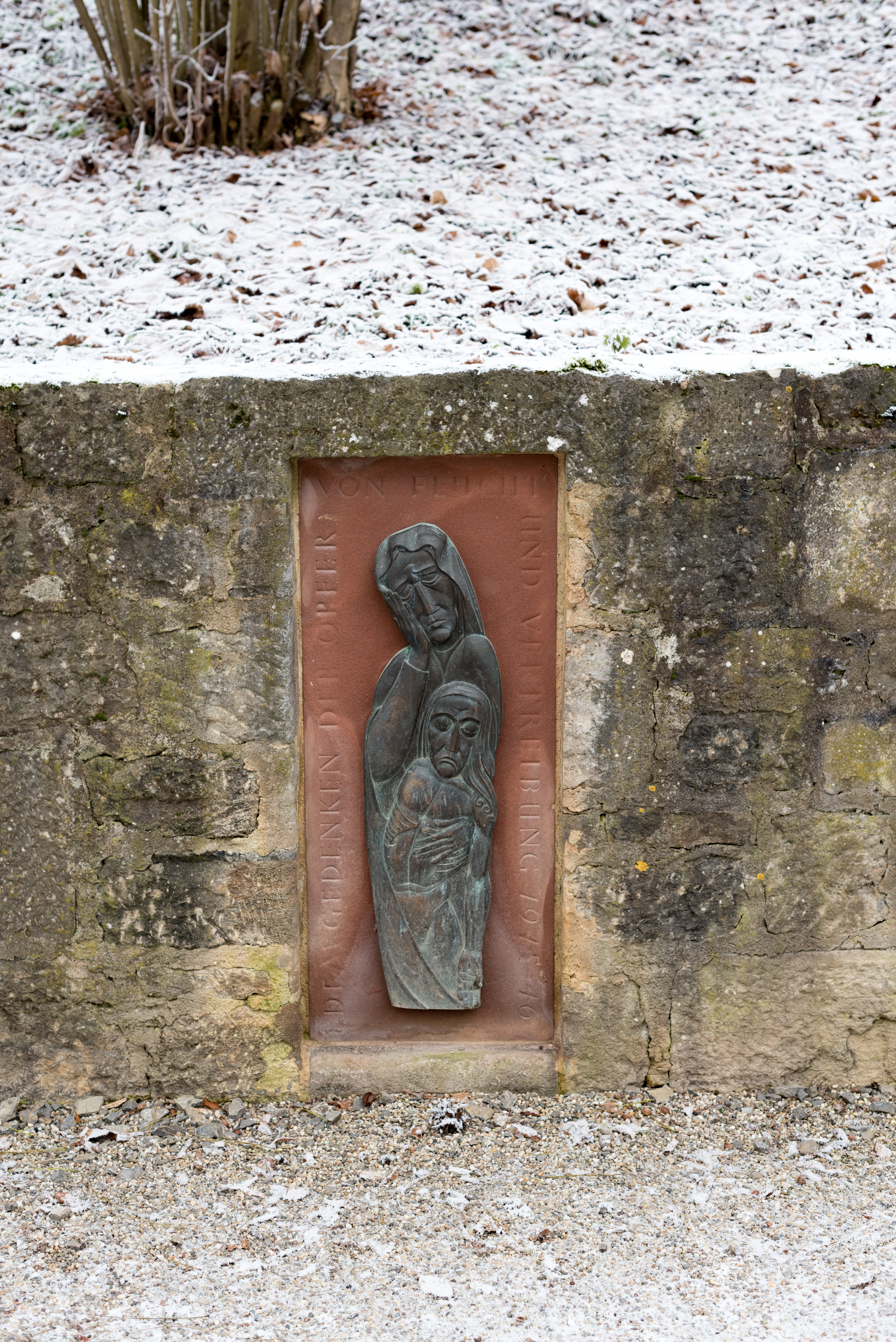
Unterste Zwingermauer an der Kirchpforte Goethestraße
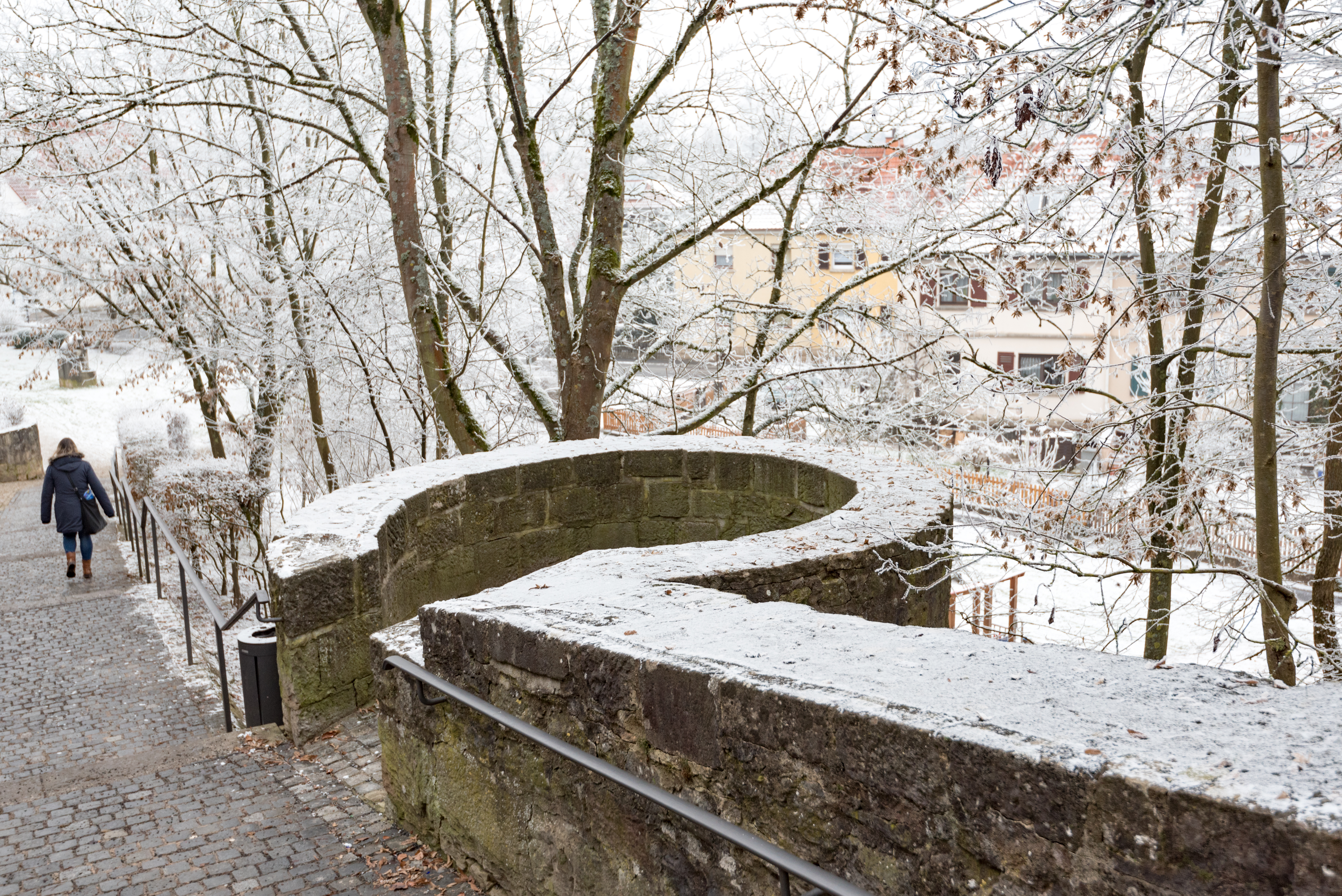
Halbschalenturm an der Kirchpforte
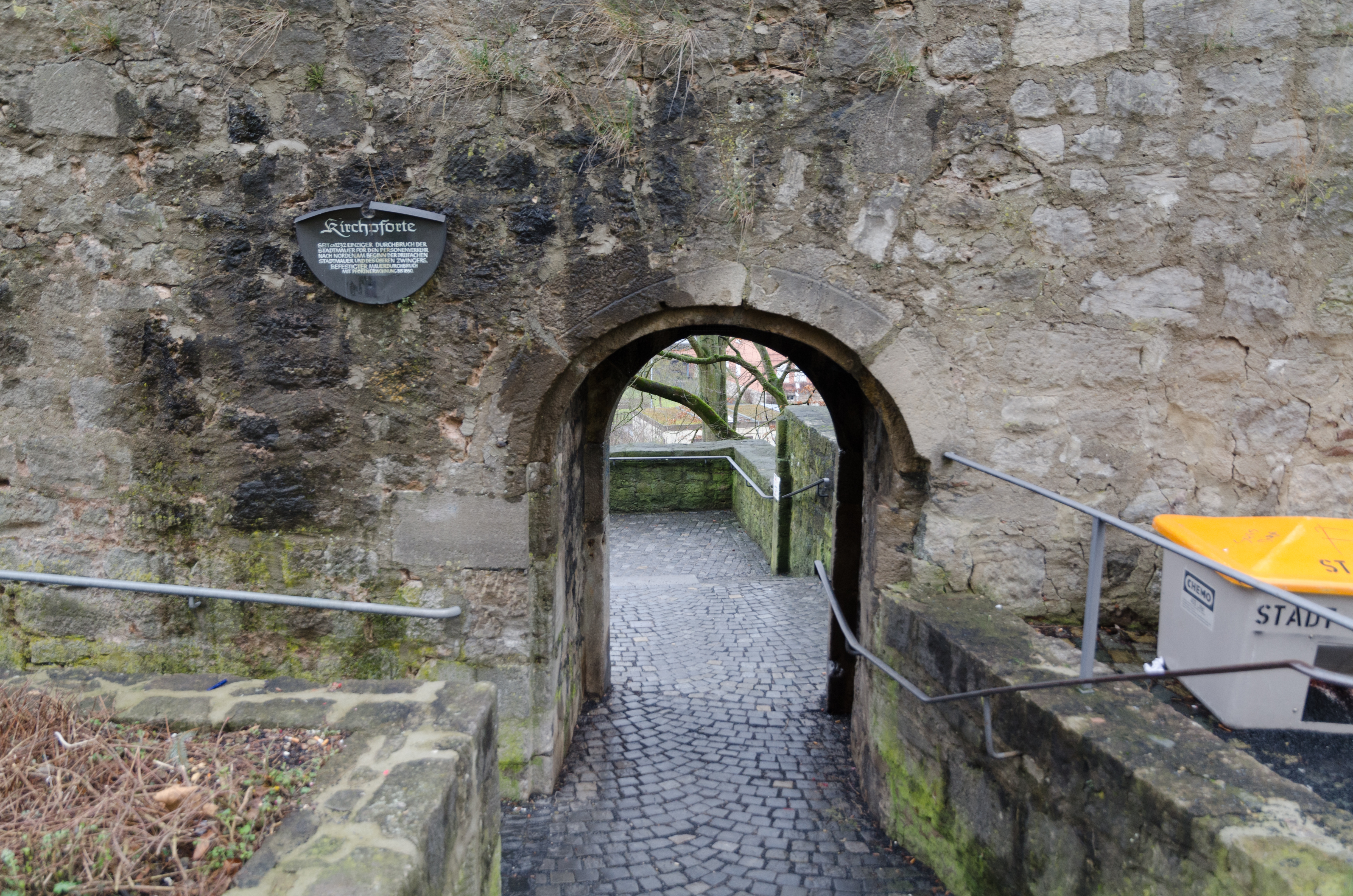
Kirchpforte Stadtseite
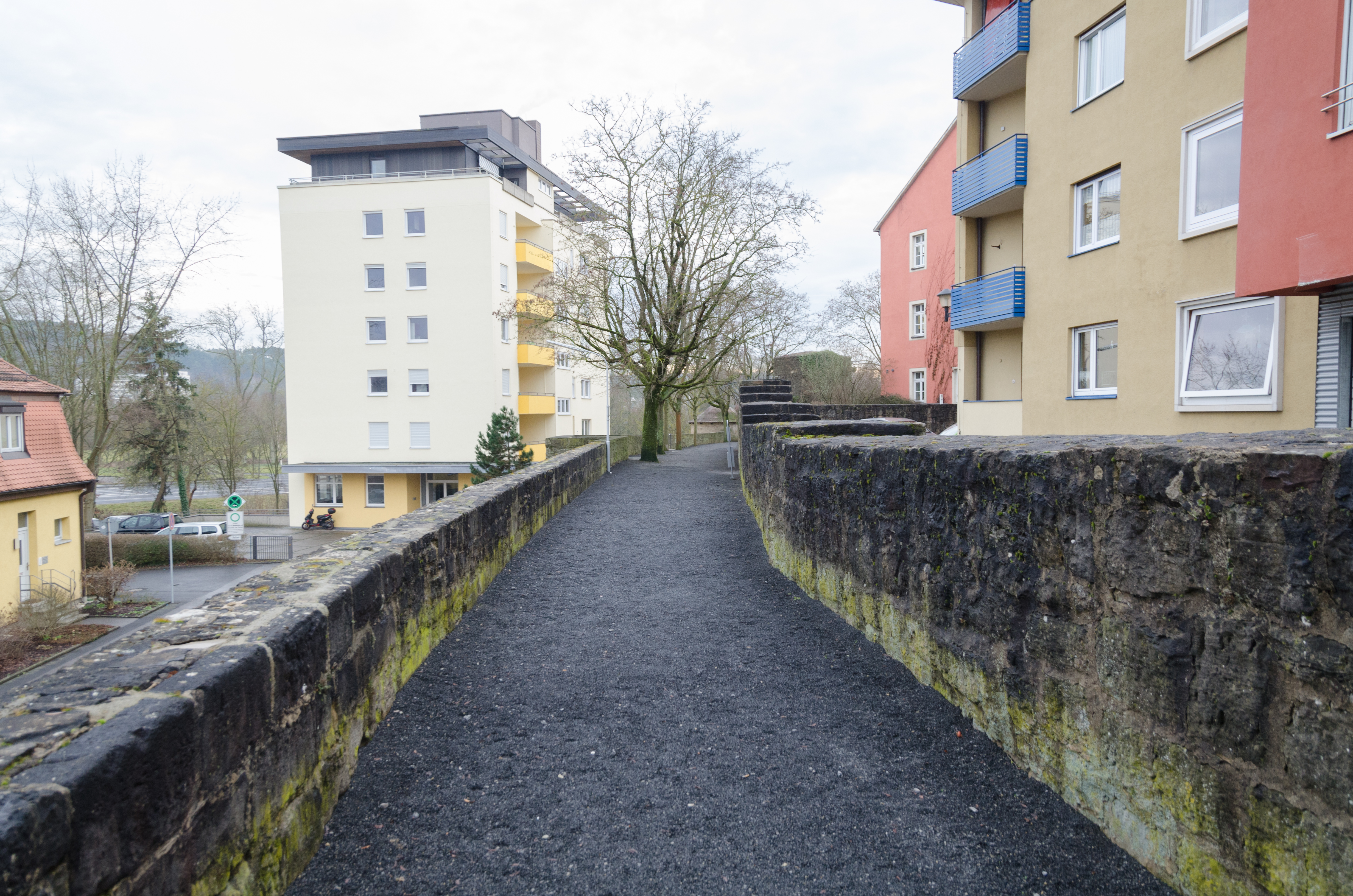
Zwinger Am Zollberg
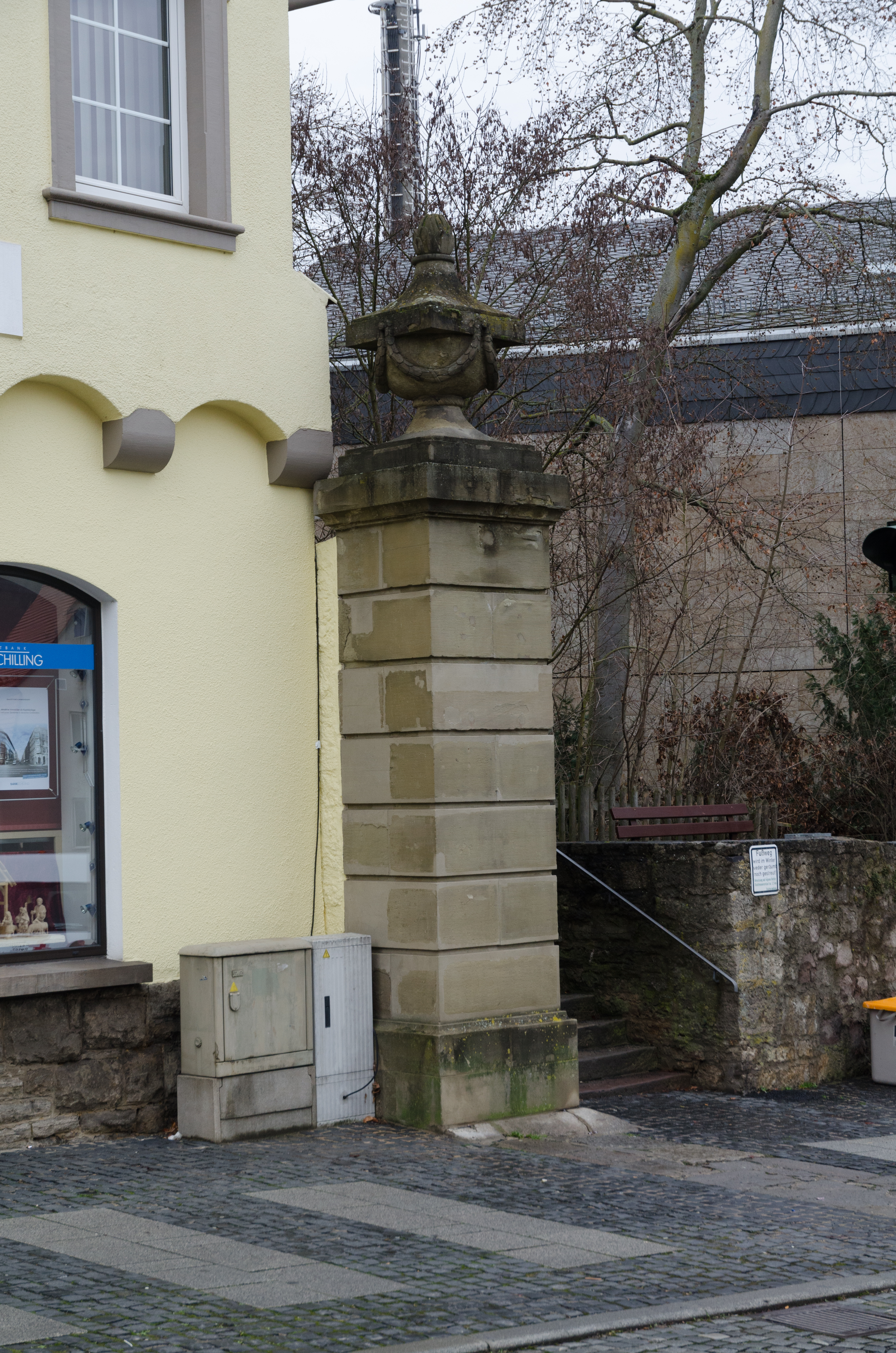
Nördlicher Torpfeiler Am Zollberg
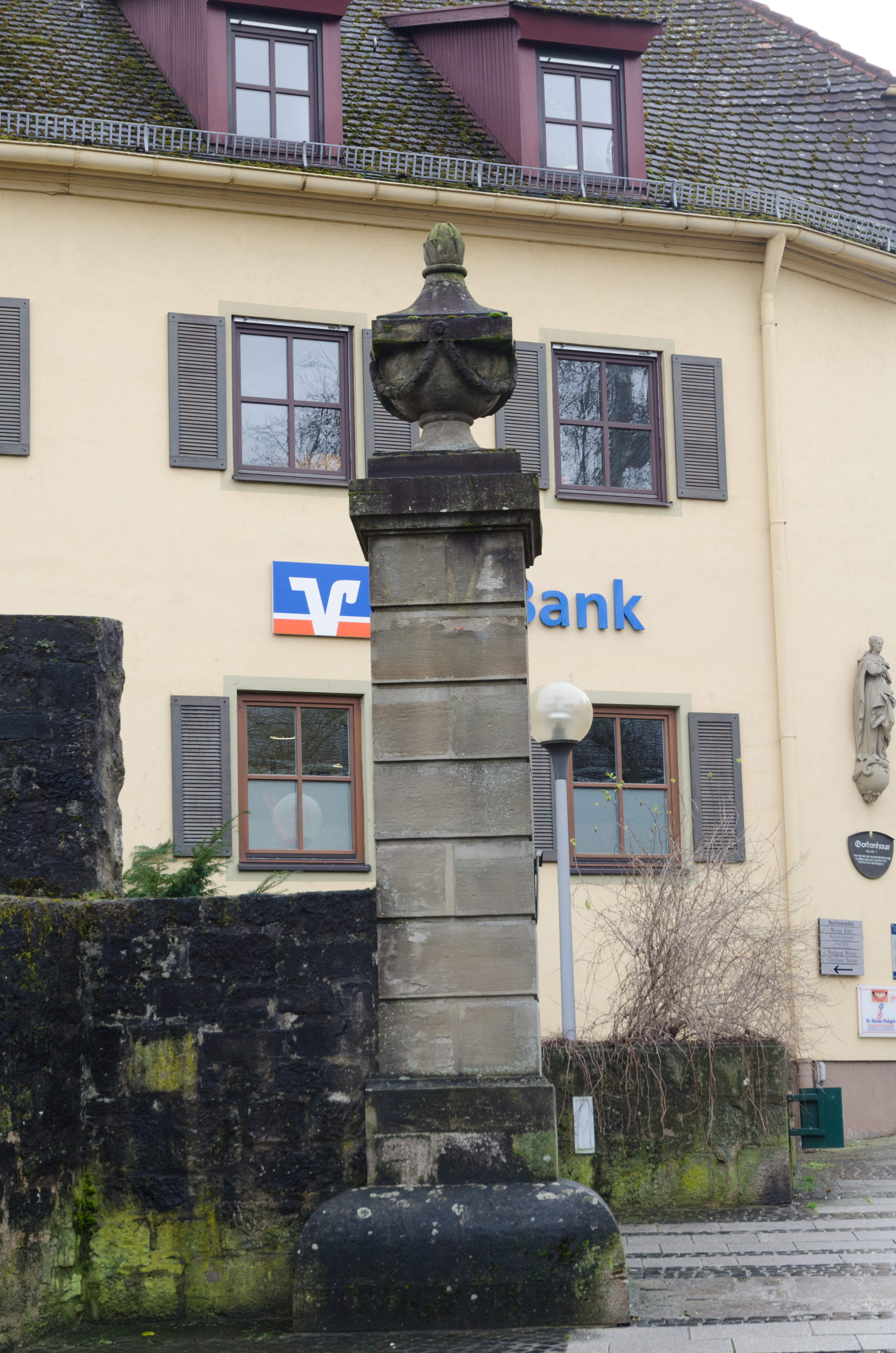
Südlicher Torpfeiler Am Zollberg
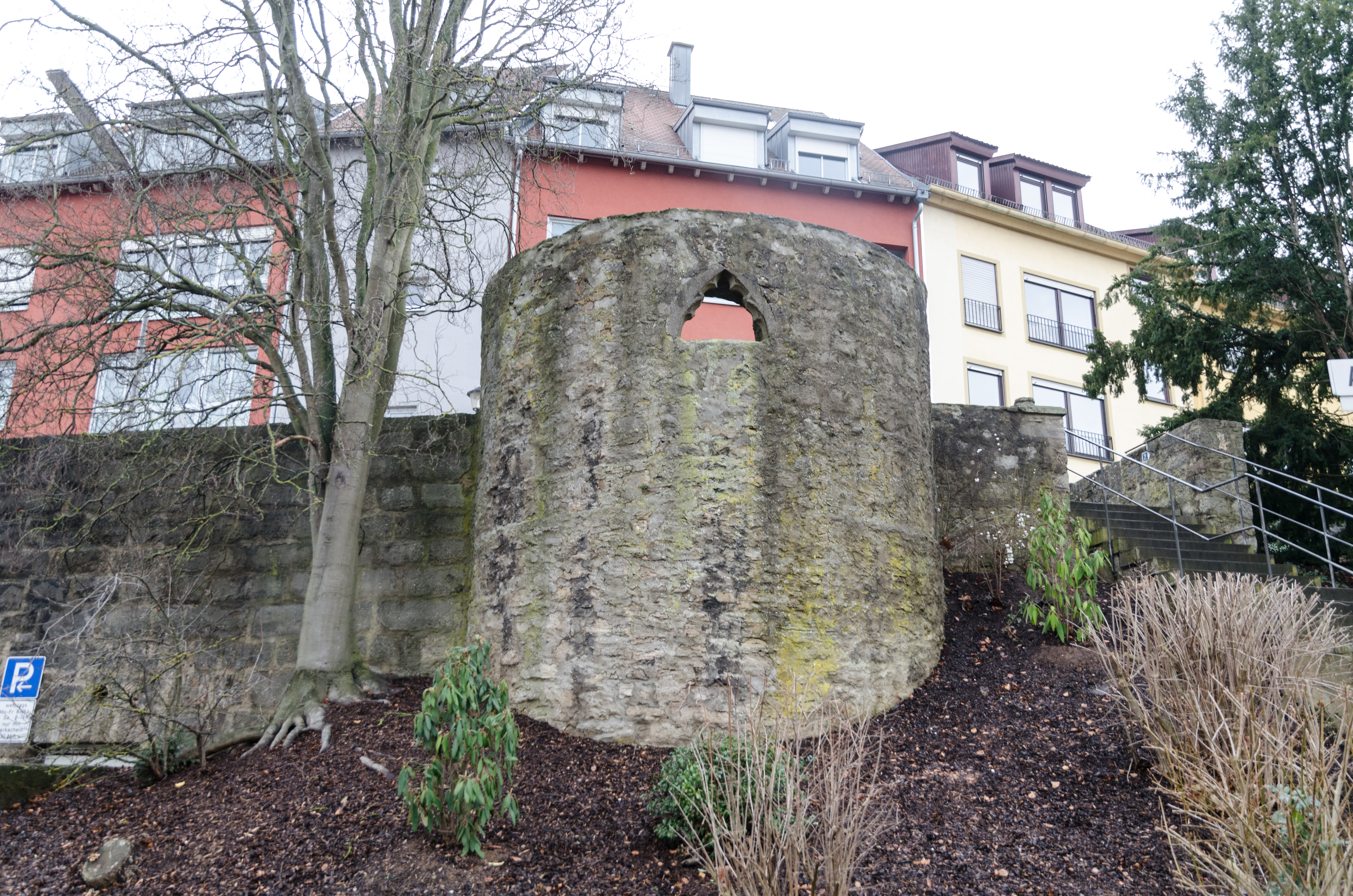
Turmstumpf, Roßmarktstraße 31
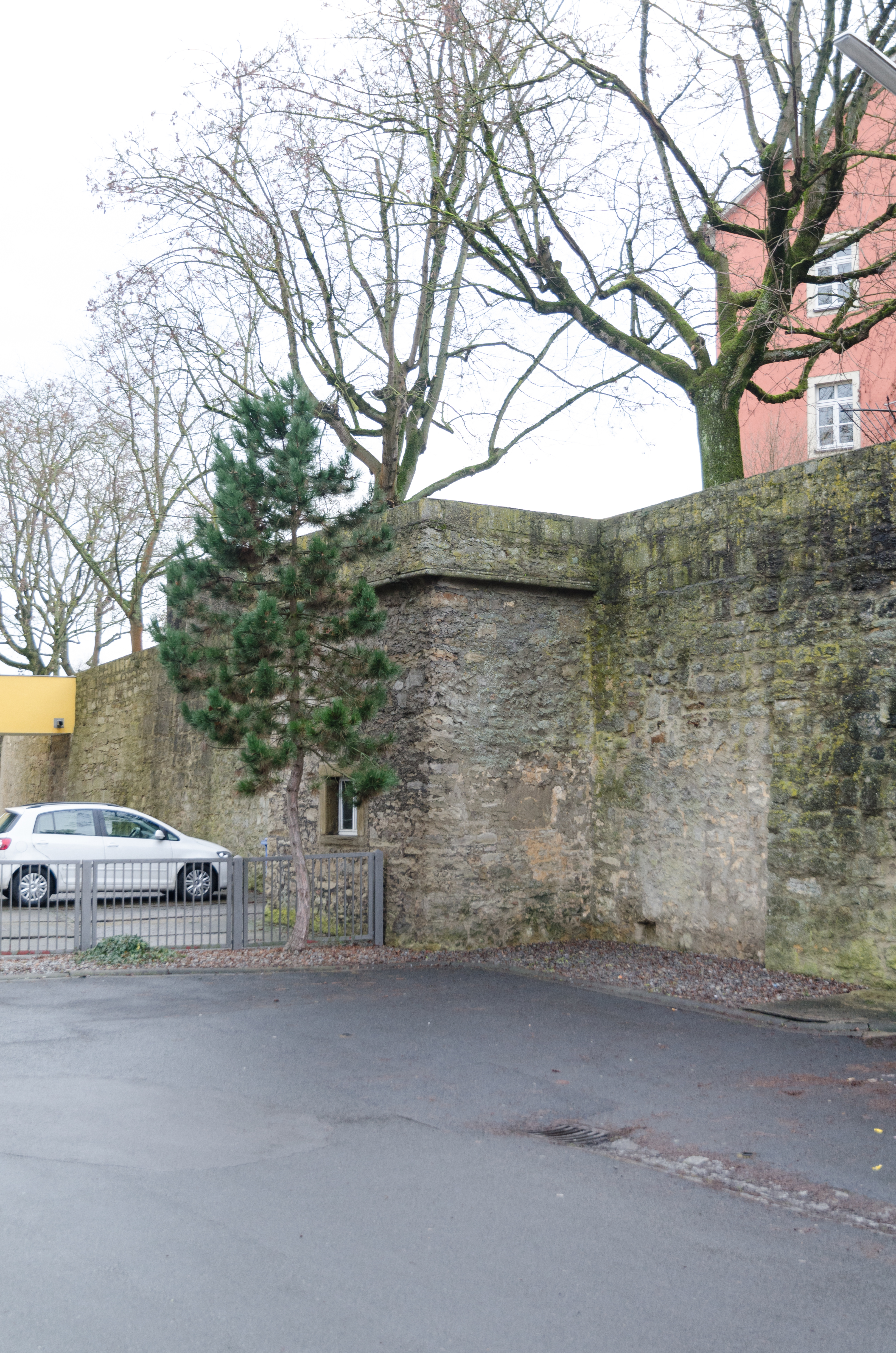
Turmstumpf, Roßmarktstraße 50
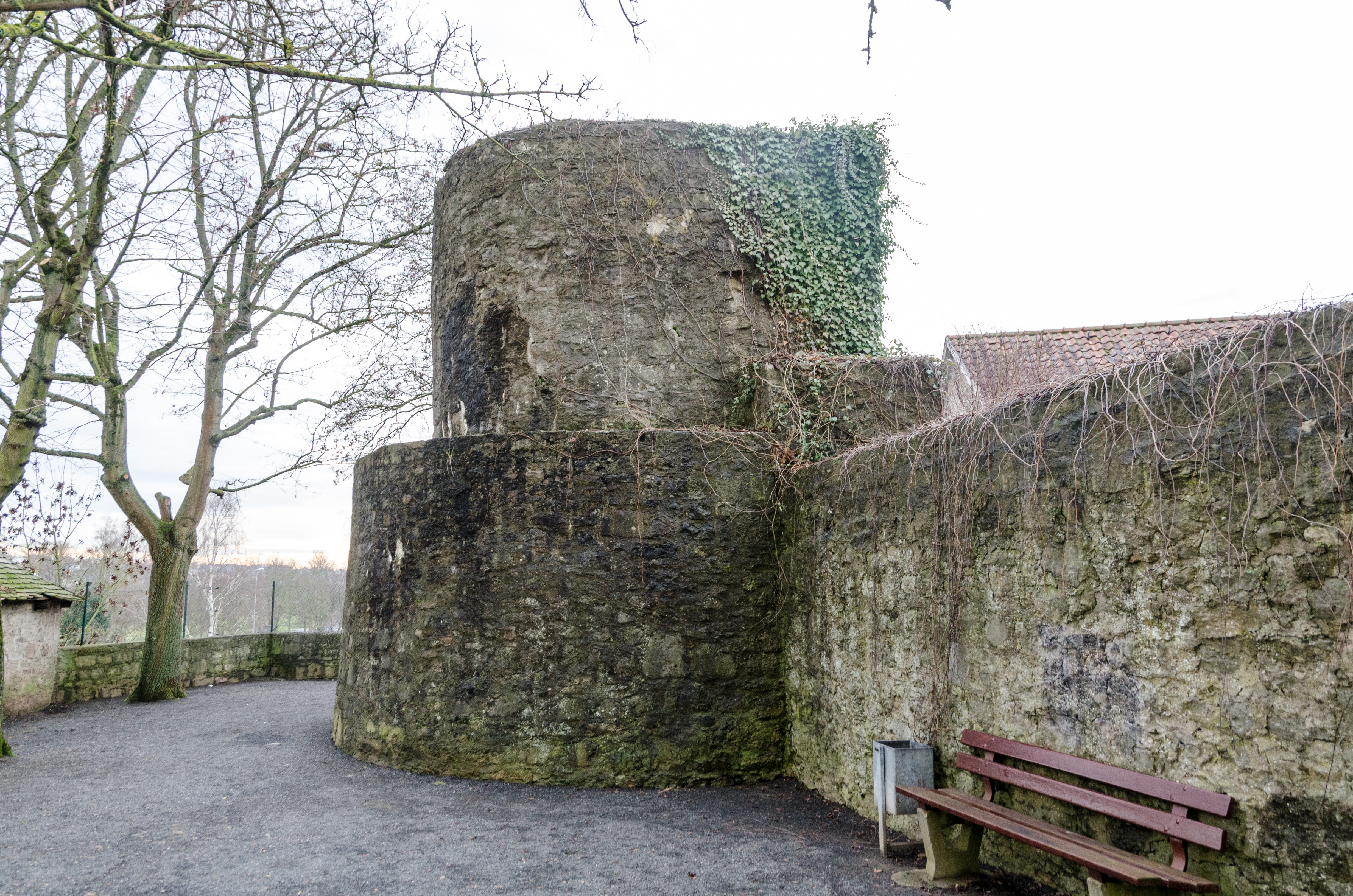
Oberer Bastionsturm
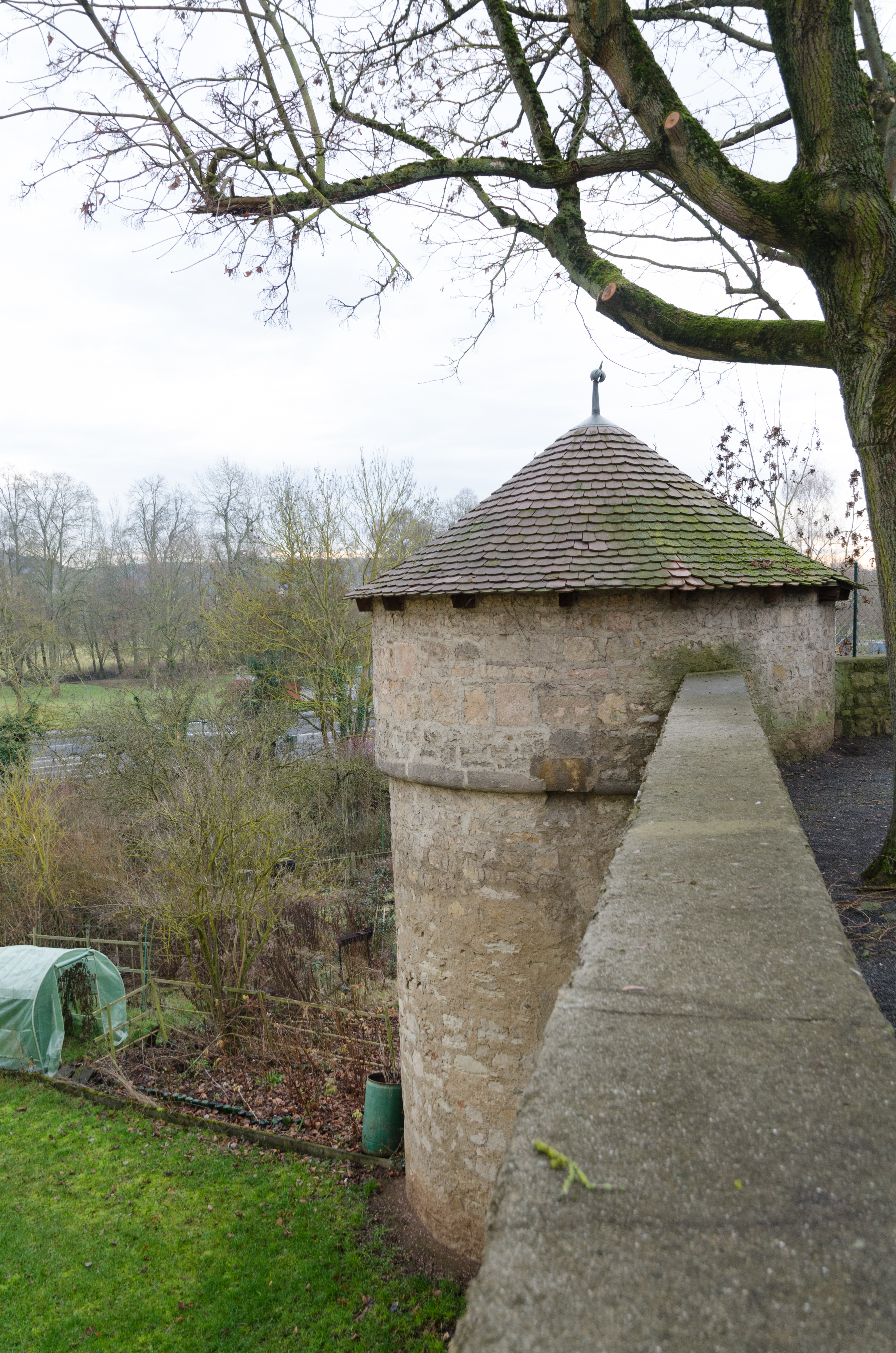
Rundturm mit Kegeldach
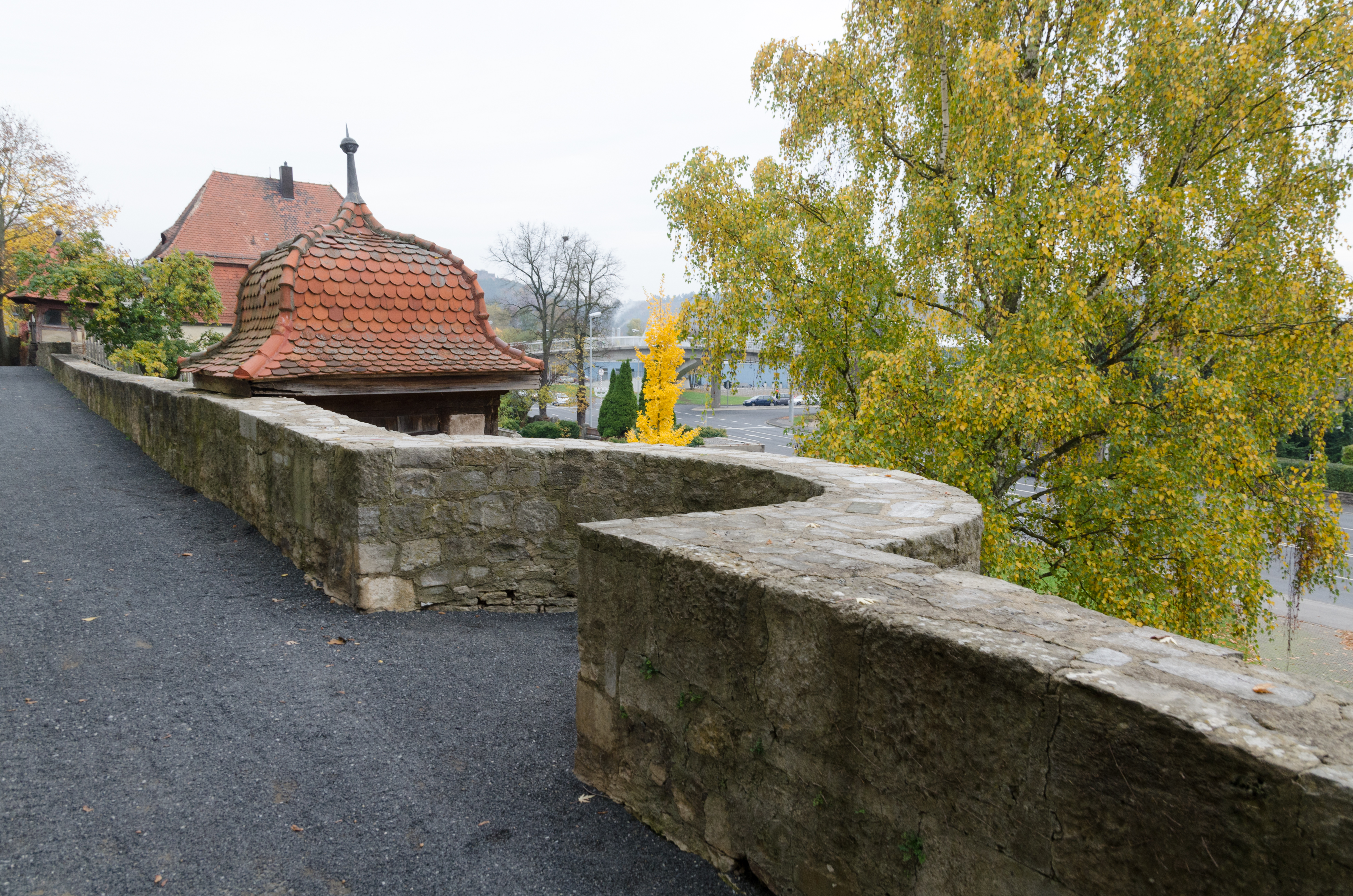
Westlich Salzpforte
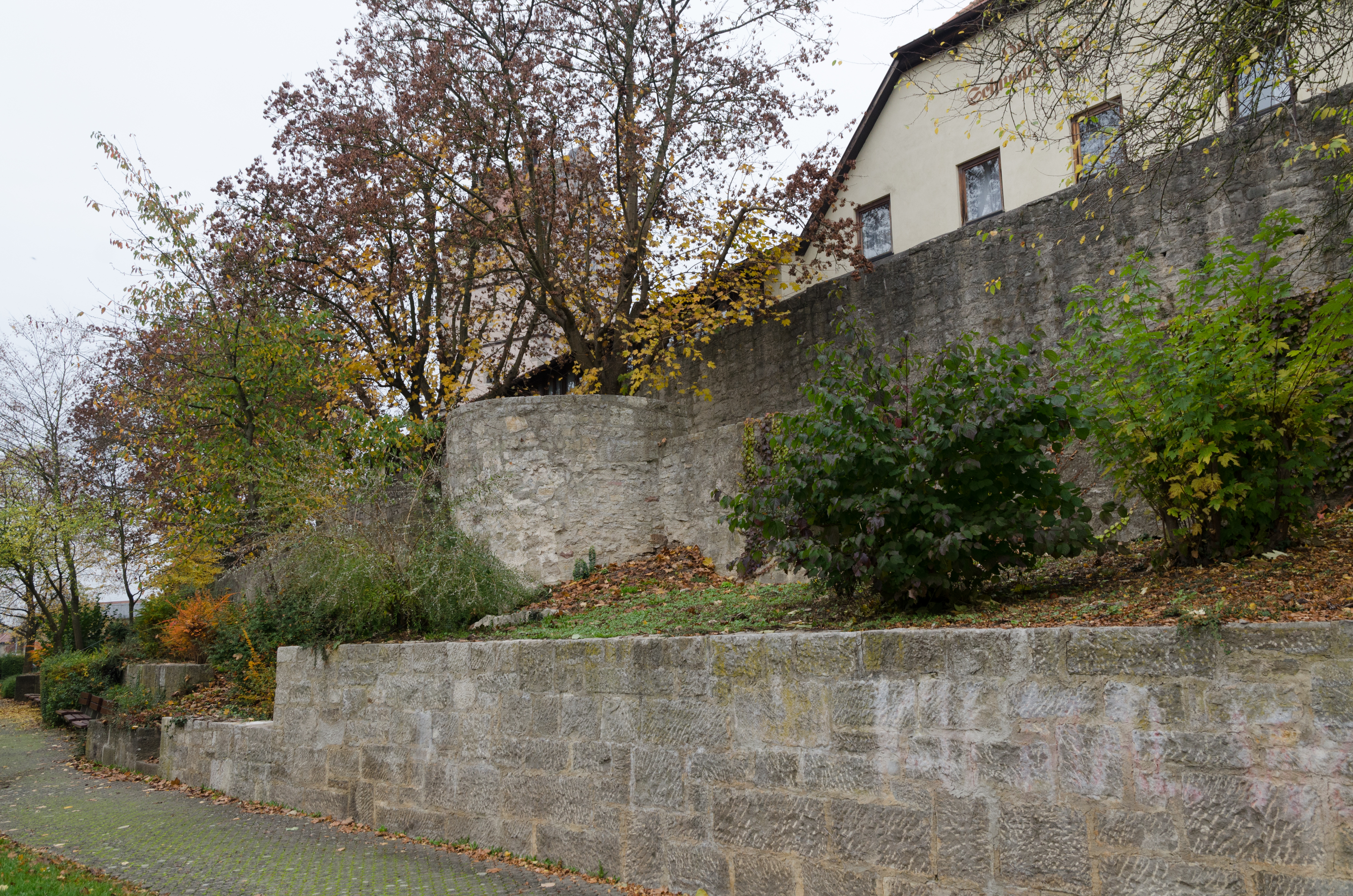
Westlich Salzpforte
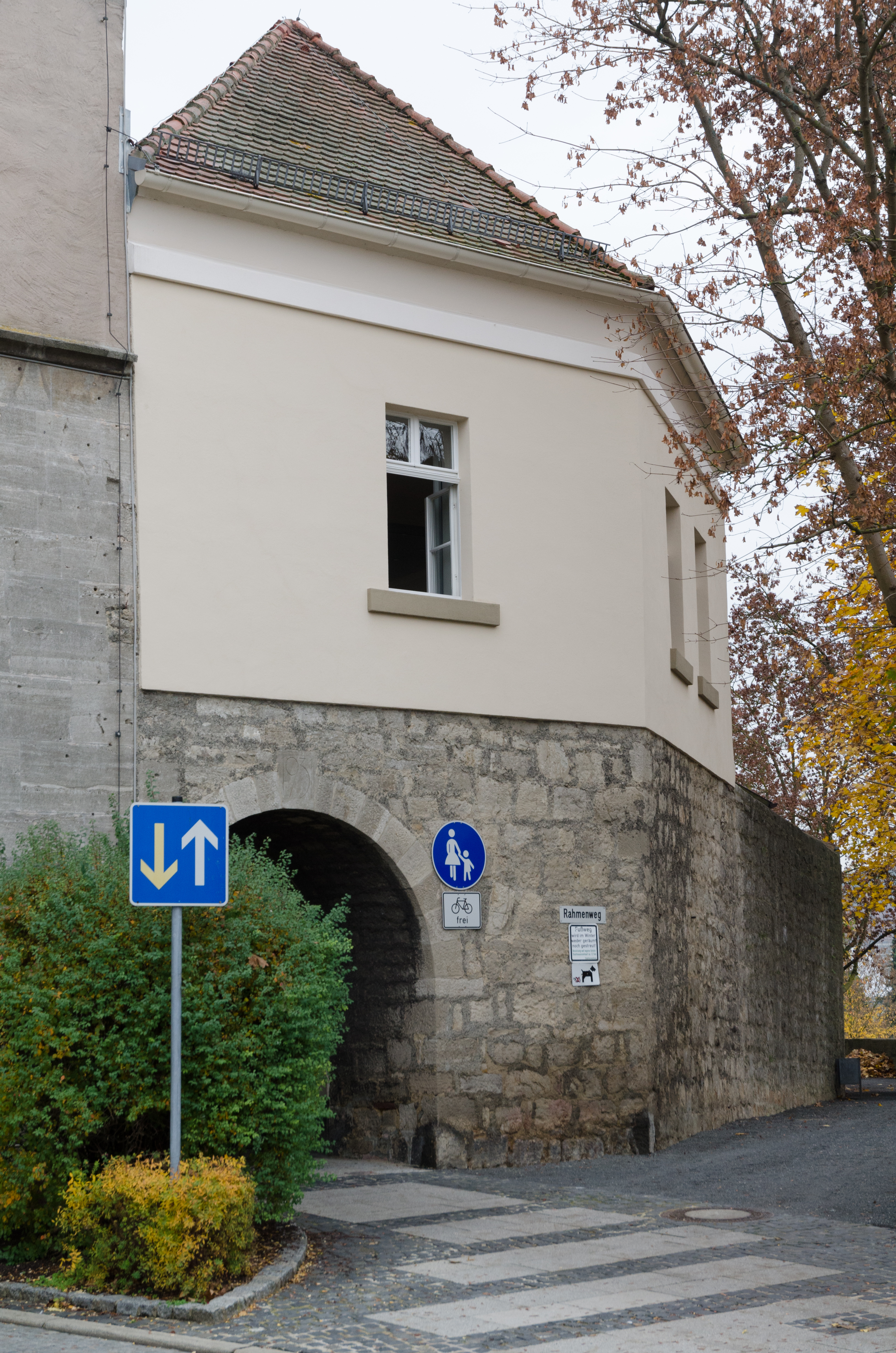
Hohnstraße 37

## Baudenkmäler nach Gemeindeteilen

### Bad Neustadt
In der Altstadt von Bad Neustadt an der Saale sind Platz- und Straßenbilder von besonderer Bedeutung ausgewiesen. Zunächst werden die Baudenkmäler in diesen Bereichen aufgeführt; danach die restlichen der Kernstadt.

#### Bauerngasse
Umgrenzung: Bauerngasse 1-41, 43, Kellereigasse 11, 18, Storchengasse 19.

| Lage                                 | Objekt             | Beschreibung | Akten-Nr.      | Bild           |
| ------------------------------------ | ------------------ | --- | -------------- | -------------- |
| Bauerngasse 1 (Standort)             | Halbwalmdachhaus   | Zweigeschossiges Eckhaus, Fachwerkobergeschoss verputzt, 18./19. Jahrhundert | D-6-73-114-14  | weitere Bilder |
| Bauerngasse 8 (Standort)             | Dreiseithof        | Zweigeschossig mit massivem Erdgeschoss, Fachwerkobergeschoss und Halbwalmdach, 18./19. Jahrhundert, über älterem Kern, Einfahrtstor bezeichnet „1627“                                                                         | D-6-73-114-17  | weitere Bilder |
| Bauerngasse;Bauerngasse 8 (Standort) | Dreiseithof        | Hofmauer | D-6-73-114-17  | weitere Bilder |
| Bauerngasse 19 (Standort)            | Ackerbürgerhaus    | Massives Erdgeschoss mit seitlicher Tordurchfahrt, leicht vorkragendes verputztes Fachwerkobergeschoss, Walmdach, profilierter Torbogen mit Sitznischen, 17. Jahrhundert                                                       | D-6-73-114-21  | weitere Bilder |
| Bauerngasse 21 (Standort)            | Wohnhaus           | Stattlicher giebelständiger Halbwalmdachbau mit massivem Erdgeschoss und verputztem Fachwerkobergeschoss, 17./18. Jahrhundert                                                                                                  | D-6-73-114-22  | weitere Bilder |
| Bauerngasse 25 (Standort)            | Ehemalige Synagoge | Jetzt Wohnhaus, traufseitiger, dreigeschossiger Satteldachbau mit Seitenrisaliten, 1892 von Georg Michel, Enteignung im September 1938 und Umbau zum Getreidespeicher, 1952 Umbau zum Wohnhaus mit vortretendem Mittelrisalit. | D-6-73-114-289 | weitere Bilder |
| Bauerngasse 29 (Standort)            | Wohnhaus           | Zweigeschossiger traufständiger Satteldachbau mit massivem Erdgeschoss, hier profilierte Rahmenformen, Obergeschoss verputztes Fachwerk, 18. Jahrhundert                                                                       | D-6-73-114-24  | weitere Bilder |
| Bauerngasse 38 (Standort)            | Wohnhaus           | Traufständig, zweigeschossig, massives Erdgeschoss, Fachwerkobergeschoss, Satteldach, 18. Jahrhundert | D-6-73-114-26  | weitere Bilder |
| Bauerngasse 39 (Standort)            | Ackerbürgerhof     | Zweigeschossiger traufständiger Putzbau, massives Erdgeschoss mit zentraler Tordurchfahrt, Fachwerkobergeschoss, Satteldach, 17. Jahrhundert                                                                                   | D-6-73-114-27  | weitere Bilder |
| Bauerngasse 40, 40a (Standort)       | Pforte             | Rundbogig, Stein, bezeichnet „1581“ | D-6-73-114-28  | weitere Bilder |

#### Hohnstraße
Umgrenzung: Hohnstraße 1, 2, 2 1/2, 3-35, 37, 39.

| Lage                                                    | Objekt                                 | Beschreibung | Akten-Nr.      | Bild           |
| ------------------------------------------------------- | -------------------------------------- | --- | -------------- | -------------- |
| Hohnstraße 1 (Standort)                                 | Halbwalmdachbau                        | Eckbau auf Winkelgrundriss, dreigeschossig, Obergeschosse in verputztem Fachwerk, 17./18. Jahrhundert | D-6-73-114-33  | weitere Bilder |
| Hohnstraße 1, am Rückgebäude, Roßmarktstraße (Standort) | Inschrifttafeln                        | Bezeichnet „1581“ und „1847“ | D-6-73-114-33  | weitere Bilder |
| Hohnstraße 6 (Standort)                                 | Hoftor                                 | Rundbogig mit Inschrift im Schlussstein, bezeichnet „1650“ | D-6-73-114-35  | weitere Bilder |
| Hohnstraße 9 (Standort)                                 | Wohn- und Geschäftshaus                | Teilunterkellerter zweigeschossiger giebelständiger Satteldachbau, Erdgeschoss massiv, Obergeschoss Fachwerk verputzt, 1417/18 (dendro.dat.), Umbau des nordwestlichen Straßengiebels 1530/31 (dendro.dat), rückwärtige Verlängerung 1556/57 (dendro.dat.) | D-6-73-114-347 | BW             |
| Hohnstraße 9 (Standort)                                 | Rückgebäude                            | Dreigeschossiges satteldachgedecktes Rückgebäude, 1650/51 (dendro.dat.) | D-6-73-114-347 | BW             |
| Hohnstraße 19; Salzpforte (Standort)                    | Wohn- und Geschäftshaus                | Zweigeschossiger Eckbau mit Halbwalmdach, massives Erdgeschoss mit profilierten geohrten Tür- und Fenstergewänden, Obergeschoss verputztes Fachwerk, 18. Jahrhundert                                                                                       | D-6-73-114-36  | weitere Bilder |
| Hohnstraße 19 (Standort)                                | Hausmadonna                            | Gefasste spätbarocke Steinfigur, 18. Jahrhundert | D-6-73-114-36  | weitere Bilder |
| Hohnstraße 26 (Standort)                                | Ehemaliges Gasthaus Zum goldenen Löwen | Traufseithaus mit reich gegliederter Fassade, im linken Teil rustiziertes Korbbogentor mit Pilastern, Löwenskulpturen und Inschrifttafel, bezeichnet „1785“                                                                                                | D-6-73-114-37  | weitere Bilder |
| Hohnstraße 26 (Standort)                                | Ehemaliges Gasthaus Zum goldenen Löwen | Schmiedeeisernes Wirtshausschild | D-6-73-114-37  | weitere Bilder |
| Hohnstraße 26 (Standort)                                | Ehemaliges Gasthaus Zum goldenen Löwen | Zwei schmiedeeiserne Wasserspeier | D-6-73-114-37  | weitere Bilder |
| Hohnstraße 35 (Standort)                                | Gasthof Schwan und Post                | Zweigeschossiger spätbarocker verputzter Massivbau mit Mansardwalmdach, reiche Fassadengliederung durch Eckpilaster, geohrte Fenstergewände und profiliertes Haustürgewände mit Oberlicht und Bogenfeld, 1772/73 (dendrochronologisch datiert)             | D-6-73-114-39  | weitere Bilder |
| Hohnstraße 35 (Standort)                                | Gasthof Schwan und Post                | Zwei Nischenfiguren, St. Michael und St. Ursula | D-6-73-114-39  | weitere Bilder |
| Hohnstraße 35 (Standort)                                | Gasthof Schwan und Post                | Vorhangbogenpforte, bezeichnet „1812“ | D-6-73-114-39  | weitere Bilder |

#### Kellereigasse
Umgrenzung: Kellereigasse 4a, 6-12, 14, 16, 18, Bauerngasse 21.

| Lage                        | Objekt                            | Beschreibung | Akten-Nr.     | Bild           |
| --------------------------- | --------------------------------- | --- | ------------- | -------------- |
| Kellereigasse 8 (Standort)  | Ackerbürgerhaus                   | Giebelständig, zweigeschossig, verputztes Fachwerk, Satteldach, 18. Jahrhundert | D-6-73-114-42 | weitere Bilder |
| Kellereigasse 7 (Standort)  | Ehemalige Würzburger Amtskellerei | Seit 1817 Gefängnis, Dreiflügelanlage aus zwei- bis dreigeschossigen Gebäuden mit Satteldächern, Westflügel mit Treppengiebel, um 1610 (dendro.dat.), dreigeschossiger Ostflügel mit gekuppelten, hochrechteckigen Renaissancefenstern, 1352 (dendro.dat.), Dachwerk um 1500 (dendro.dat.); zweigeschossiger Nordostflügel, bez. 157, Südflügel um 1765 (dendro.dat.), Hofmauer mit vermauertem älterem Rundbogentor, 17./18. Jh., und jüngerem mittigen Hoftor, 19. Jh. | D-6-73-114-43 | weitere Bilder |
| Kellereigasse 7 (Standort)  | Ehemalige Würzburger Amtskellerei | Hofmauer mit vermauertem älterem Rundbogentor, 17./18. Jahrhundert, und jüngerem mittigen Hoftor, 19. Jahrhundert | D-6-73-114-43 | weitere Bilder |
| Kellereigasse 8 (Standort)  | Ackerbürgerhof                    | Zweigeschossiger Traufseitbau, massives Erdgeschoss mit spätbarocken Fenstergewänden und rundbogiger seitlicher Tordurchfahrt, Obergeschoss verputztes Fachwerk, bezeichnet „1754“ | D-6-73-114-44 | weitere Bilder |
| Kellereigasse 18 (Standort) | Wohnhaus                          | Kleines Eckwohnhaus mit Halbwalmdach, verputztes Fachwerk mit vorkragenden Stockschwellen, 17./18. Jh., mit zum Hof abgeschlepptem Dach | D-6-73-114-45 | weitere Bilder |
| Kellereigasse 18 (Standort) | Einfriedung                       | Rundbogige Pforte | D-6-73-114-45 | weitere Bilder |

#### Marktplatz
Umgrenzung: Marktplatz 1-27, 29, 31, 33, 35, 37, Hohnstraße 1.

| Lage                                           | Objekt                  | Beschreibung | Akten-Nr.     | Bild           |
| ---------------------------------------------- | ----------------------- | --- | ------------- | -------------- |
| Marktplatz (Standort)                          | Marktbrunnen            | Sockel mit vier Becken, darüber kannelierte Säule, 1881, bekrönt von Statue einer Quellnymphe, 17. Jahrhundert                           | D-6-73-114-67 | weitere Bilder |
| Marktplatz 1 (Standort)                        | Wohn- und Geschäftshaus | Giebelständig, zweigeschossig, Fachwerk, Satteldach, frühes 16. Jahrhundert                                                              | D-6-73-114-50 | weitere Bilder |
| Marktplatz 3 (Standort)                        | Wohn- und Geschäftshaus | Dreigeschossiges Eckhaus mit Giebel zum Markt, verputztes Fachwerk, Halbwalmdach, 17./18. Jahrhundert                                    | D-6-73-114-51 | weitere Bilder |
| Marktplatz 7 (Standort)                        | Bürgerhaus              | Massivbau mit Walmdach, geohrte Rahmenformen, um 1750, Erker mit Traubenträgerrelief, historistisch                                      | D-6-73-114-52 | weitere Bilder |
| Marktplatz 7, an der Roßmarktstraße (Standort) | Bruchsteinscheune       | Mit Satteldach, 17./18. Jahrhundert | D-6-73-114-52 | weitere Bilder |
| Marktplatz 9 (Standort)                        | Wohn- und Geschäftshaus | Dreigeschossiger Massivbau, giebelständig, mit Krüppelwalm, Rahmenformen, 18. Jahrhundert                                                | D-6-73-114-53 | weitere Bilder |
| Marktplatz 12 (Standort)                       | Stadtapotheke           | Zweigeschossiges giebelständiges Halbwalmdachhaus, verputztes Fachwerk, Rahmenformen, 1750                                               | D-6-73-114-54 | weitere Bilder |
| Marktplatz 14 (Standort)                       | Wohn- und Geschäftshaus | Zweigeschossig, giebelständig, Halbwalmdach, verputztes Fachwerk, 18. Jahrhundert                                                        | D-6-73-114-55 | weitere Bilder |
| Marktplatz 16 (Standort)                       | Wohn- und Geschäftshaus | Dreigeschossiger giebelständiger Halbwalmdachbau, verputztes Fachwerk, mit vorkragenden Obergeschossen, 17. Jahrhundert                  | D-6-73-114-56 | weitere Bilder |
| Marktplatz 17 (Standort)                       | Bürgerhaus              | Giebelständig, zweigeschossig, Satteldach, Fachwerkobergeschoss des 16. Jahrhunderts in Teilen verändert, Fachwerkgiebel 16. Jahrhundert | D-6-73-114-57 | weitere Bilder |
| Marktplatz 18 (Standort)                       | Madonnenrelief          | 18. Jahrhundert | D-6-73-114-58 | weitere Bilder |
| Marktplatz 19 (Standort)                       | Bürgerhaus              | Giebelständig mit Halbwalmdach, massives Erdgeschoss, verputztes Fachwerkobergeschoss, 17. Jahrhundert, Torbogen bezeichnet „1494“       | D-6-73-114-59 | weitere Bilder |
| Marktplatz 21, in der Storchengasse (Standort) | Hausmarke eines Bäckers | 18. Jahrhundert, und Keilstein, 1866 | D-6-73-114-60 | BW             |
| Marktplatz 21, in der Storchengasse (Standort) | Nebengebäude            | Fachwerkbau mit Halbwalmdach und Tor mit Radabweisern                                                                                    | D-6-73-114-60 | weitere Bilder |
| Marktplatz 23 (Standort)                       | Wohn- und Geschäftshaus | Eckhaus, dreigeschossig mit Halbwalmdach, mit zweigeschossigem Anbau, Fachwerk verputzt, Rahmenformen, 18. Jahrhundert                   | D-6-73-114-62 | weitere Bilder |
| Marktplatz 23 (Standort)                       | Hoftor                  | Bezeichnet „1680“ | D-6-73-114-62 | weitere Bilder |
| Marktplatz 23; am Rückgebäude (Standort)       | Tympanon                | Mit Auge Gottes sowie zwei Schmuckschlusssteinen mit Rocailleformen, bezeichnet „1773“                                                   | D-6-73-114-62 | weitere Bilder |
| Marktplatz 25 (Standort)                       | Bürgerhaus              | Traufseithaus, dreigeschossig, Fachwerk, steiles Satteldach, Rahmenformen, Erker bezeichnet „1686“                                       | D-6-73-114-64 | weitere Bilder |
| Marktplatz 29 (Standort)                       | Wohn- und Geschäftshaus | Dreigeschossig, giebelständig, verputztes Fachwerk, Satteldach, 16./17. Jahrhundert                                                      | D-6-73-114-65 | weitere Bilder |

#### Roßmarktstraße
Umgrenzung: Roßmarktstraße 2, 4, 6, 7, 8, 10, 12, 14, 14 1/2, 16, 17, 17 1/2, 18, 20, 30-32, 34, 36, 38, 40, 42, 44, 46, 48, 50, Marktplatz 7, Salzpforte 1, Zwiebelgasse 9.

| Lage                             | Objekt                    | Beschreibung | Akten-Nr.     | Bild           |
| -------------------------------- | ------------------------- | --- | ------------- | -------------- |
| Roßmarktstraße (Standort)        | Ehemalige Portalbekrönung | 18. Jahrhundert | D-6-73-114-84 | weitere Bilder |
| Roßmarktstraße 10, 12 (Standort) | Ackerbürgerhaus           | Traufständig, zweigeschossig, Erdgeschoss massiv mit seitlicher Tordurchfahrt, Tor bezeichnet „1612“, Obergeschoss verputztes Fachwerk, Rahmenformen 18. Jahrhundert | D-6-73-114-78 | weitere Bilder |
| Roßmarktstraße 16 (Standort)     | Bürgerhaus                | Zweigeschossig, giebelständig mit Halbwalm, Fachwerk verputzt, Rahmenformen, 18. Jahrhundert                                                                         | D-6-73-114-80 | weitere Bilder |
| Roßmarktstraße 24 (Standort)     | Ackerbürgerhaus           | Zweigeschossig giebelständig, verputztes Fachwerk, Satteldach, 17. Jahrhundert, Erdgeschoss entkernt                                                                 | D-6-73-114-82 | weitere Bilder |

#### Spörleinstraße
Umgrenzung: Spörleingasse 1-18, 20, 22, 24, 26, 28, 30, 32, 34, 36, 38, Rathausstraße 2.

| Lage                         | Objekt                              | Beschreibung | Akten-Nr.      | Bild           |
| ---------------------------- | ----------------------------------- | --- | -------------- | -------------- |
| Spörleinstraße 3 (Standort)  | Gasthof Fränkischer Hof             | Giebelständiger zweigeschossiger Halbwalmdachbau, massives Erdgeschoss mit seitlicher Tordurchfahrt, Fachwerkobergeschoss, im Kern Ende 15. Jahrhundert, Hoftor bezeichnet „1493“ | D-6-73-114-99  | weitere Bilder |
| Spörleinstraße 3 (Standort)  | Gasthof Fränkischer Hof             | Rückwärtig dreiseitig den Hof rahmende Nebengebäude, Fachwerk mit Satteldach, Laubengang, 17./18. Jahrhundert | D-6-73-114-99  | weitere Bilder |
| Spörleinstraße 10 (Standort) | Sogenanntes ehemaliges Judenhaus    | Dreigeschossiger Traufseitbau mit steinsichtiger neuromanische Fassade, Satteldach, um 1870 | D-6-73-114-101 | weitere Bilder |
| Spörleinstraße 11 (Standort) | Ehemaliges Würzburger Amtshaus      | Jetzt Landratsamt, dreigeschossiger Walmdachbau, verputzt mit Gliederungselementen in Naturstein, aufwendiges Hauptportal mit reichem Wappenschmuck (Fürstbischöfe Johann Philipp von Greiffenklau-Vollraths und Johann Philipp Franz von Schönborn) über dem Sturz, 1716–1720 von Hofarchitekt Joseph Greising | D-6-73-114-102 | weitere Bilder |
| Spörleinstraße 13 (Standort) | Doppelhaus                          | Zweigeschossig, giebelständig, Satteldachbau mit Staffelgiebel, 1863 und 1898 und Fachwerkhaus mit Halbwalm, 18. Jahrhundert; beide Bauten über älterem Kern | D-6-73-114-1   | weitere Bilder |
| Spörleinstraße 18 (Standort) | Wohn- und Geschäftshaus             | Giebelständig dreigeschossig, verputztes Fachwerk mit vortretenden Stockschwellen, Halbwalmdach, 17. Jahrhundert | D-6-73-114-103 | weitere Bilder |
| Spörleinstraße 28 (Standort) | Ehem. Gasthof „Zum Schwarzen Bären“ | Dreigeschossiger Walmdachbau mit verputzten Fachwerkobergeschossen, 18. Jh., Erdgeschoss verändert | D-6-73-114-104 | weitere Bilder |
| Spörleinstraße 32 (Standort) | Schmales Wohn- und Geschäftshaus    | Dreigeschossig, giebelständig, mit Krüppelwalm, verputztes Fachwerk, 17./18. Jahrhundert | D-6-73-114-105 | weitere Bilder |
| Spörleinstraße 34 (Standort) | Wohn- und Geschäftshaus             | Dreigeschossig, giebelständig mit Halbwalmdach, verputztes Fachwerk, barockes Trinitätsrelief, 18. Jahrhundert | D-6-73-114-106 | weitere Bilder |
| Spörleinstraße 36 (Standort) | Wohn- und Geschäftshaus             | Giebelständig, massives Erdgeschoss mit rundbogigem Seiteneingang, verputztes Fachwerk, Satteldach, 17./18. Jahrhundert | D-6-73-114-107 | weitere Bilder |
| Spörleinstraße 38 (Standort) | Wohn- und Geschäftshaus             | Dreigeschossiges Eckhaus mit Walmdach, verputztes Fachwerk, 17. Jahrhundert | D-6-73-114-108 | weitere Bilder |

#### Storchengasse
Umgrenzung: Storchengasse 1-19, Spitalgasse 3, Bauerngasse 8.

| Lage                        | Objekt                  | Beschreibung | Akten-Nr.      | Bild           |
| --------------------------- | ----------------------- | --- | -------------- | -------------- |
| Storchengasse 5 (Standort)  | Bürgerhaus              | Dreigeschossiger Traufseitbau mit Satteldach und vorkragenden verputzten Fachwerkobergeschossen, 17./18. Jahrhundert | D-6-73-114-112 | weitere Bilder |
| Storchengasse 8 (Standort)  | Wohn- und Geschäftshaus | Zweigeschossig mit Satteldach, verputztes Fachwerk, bezeichnet „1673“ | D-6-73-114-113 | weitere Bilder |
| Storchengasse 15 (Standort) | Bürgerhaus              | Zweigeschossig, massives Erdgeschoss, verputztes Fachwerkobergeschoss, Walmdach, Rahmenformen, Torpfosten, um 1450 (ursprünglich rot-weiße Ecklisenen), barocke Überformung (mit Fensterachsen, Steingewänden für Fenster und Türen, umlaufender Traufgesimsbalken, aufgeputzte Eckquader, Kellenwurfputz) im 18. Jahrhundert. | D-6-73-114-117 | weitere Bilder |
| Storchengasse 17 (Standort) | Wohnhaus                | Zweigeschossiger Krüppelwalmdachbau, verputztes Fachwerk, wohl 17./18. Jh., ab ca. 1860 jüdisches Schul- u. Gemeindehaus, 1923 zur jüdischen Grundschule umgebaut | D-6-73-114-307 | BW             |

#### Restliche Straßen im Ensemble Altstadt
| Lage                                                           | Objekt                                                     | Beschreibung | Akten-Nr.      | Bild           |
| -------------------------------------------------------------- | ---------------------------------------------------------- | --- | -------------- | -------------- |
| Alte Pfarrgasse 3 (Standort)                                   | Ehemaliger Bildhäuser Hof                                  | 1803–1931 Rentamt, unregelmäßige Dreiflügelanlage, zweigeschossiger traufständiger Renaissancebau, Putzbau, Erdgeschoss massiv, Fachwerkobergeschoss und Volutengiebel, erste Hälfte 17. Jahrhundert | D-6-73-114-3   | weitere Bilder |
| Alte Pfarrgasse 3 (Standort)                                   | Ehemaliger Bildhäuser Hof, Kopfbau                         | Zweigeschossiger Putzbau mit Walmdach auf Winkelgrundriss |                | weitere Bilder |
| Alte Pfarrgasse 3 (Standort)                                   | Ehemaliger Bildhäuser Hof                                  | Muttergottesstatue, Sandstein, 18. Jahrhundert (ehemals Marktplatz 22) | D-6-73-114-3   | weitere Bilder |
| Alte Pfarrgasse 3 (Standort)                                   | Ehemaliger Bildhäuser Hof                                  | Hofseitiger Winkelbau mit Mansarddach | D-6-73-114-3   | weitere Bilder |
| Alte Pfarrgasse 3 (Standort)                                   | Ehemaliger Bildhäuser Hof                                  | Am Flügel vor der Stadtmauer zwei Wappensteine 18. Jahrhundert (einer bezeichnet „1761“) und ein Datierungsstein, bezeichnet „1494“ | D-6-73-114-3   | weitere Bilder |
| Alte Pfarrgasse 7 (Standort)                                   | Kleinhaus                                                  | Traufenständig, zweigeschossig, mit Fachwerkobergeschoss und steilem Satteldach, 17./18. Jahrhundert, Türsturz bezeichnet „1816“ | D-6-73-114-258 | weitere Bilder |
| Am Zollberg (Standort)                                         | Kreuzigungsgruppe                                          | Vor halbrund gemauerter Nische, spätbarocke Figuren auf Sockeln, am Kreuzfuß Tabernakel mit Engeln, seitlich, auf die Nischenmauer aufgesetzt, Rokokovasen mit Engeln, 1765 | D-6-73-114-9   | weitere Bilder |
| Apothekengasse 14 (Standort)                                   | Traufseithaus                                              | Dreigeschossig, massives Erdgeschoss, Obergeschosse verputztes Fachwerk, Satteldach, 17. Jahrhundert | D-6-73-114-12  | weitere Bilder |
| Gerberspfad (Standort)                                         | Kriegerdenkmal für 1870/71                                 | Obelisk mit Reliefs und Inschriften, von Kriegerhelm bekrönt, bezeichnet „1907“ | D-6-73-114-6   | weitere Bilder |
| Nähe Schweinfurter Straße (Standort)                           | Friedhof mit Friedhofsmauer                                | 19. Jahrhundert, stadtseits die alte Zwingermauer nutzend (siehe Stadtbefestigung) | D-6-73-114-91  | weitere Bilder |
| Goethestraße (Standort)                                        | Friedhofskapelle                                           | 19. Jahrhundert, Altar um 1750, dem überdachten Bereich hinter der Eingangswand integriert | D-6-73-114-91  | weitere Bilder |
| Goethestraße (Standort)                                        | Vierzehn Kreuzwegstationen                                 | Sandsteinreliefs, Mitte 19. Jahrhundert, an der Friedhofsmauer | D-6-73-114-91  | weitere Bilder |
| Goethestraße (Standort)                                        | Friedhofskreuz                                             | Mitte 19. Jahrhundert | D-6-73-114-91  | weitere Bilder |
| Goethestraße (Standort)                                        | Friedhof                                                   | Grabsteine des 17., 18. und der ersten Hälfte des 19. Jahrhunderts, in der Eingangswand eingemauert bzw. davor aufgestellt, ferner Familiengrab Endres-Brust mit expressionistischem Figurenschmuck, 1922 | D-6-73-114-91  | weitere Bilder |
| Goethestraße (Standort)                                        | Kreuzschlepper                                             | Sandstein, 18. Jahrhundert | D-6-73-114-32  | weitere Bilder |
| Klosterkirchengasse 1 (Standort)                               | Ehemalige Karmelitenklosterkirche St. Petrus und Paulus    | 1803 aufgehoben, seit 1838 städtischer Besitz, im Typ der Bettelordenskirchen Saalbau mit nördlichem Seitenschiff und Rechteckchor, um 1352, Fenster und Pfeiler 1611 und 1679(d) verändert, Turm mit Spitzhelm an der Südostecke von 1611, Einrichtung der Kapelle mit Pultdach am Ende des Seitenschiffs neben dem Chor als Lorettokapelle 1684, Ausbau der Annakapelle am Langhaus 1693; mit Ausstattung | D-6-73-114-49  | weitere Bilder |
| Klosterkirchengasse 1 (außen an der Lorettakapelle) (Standort) | Steinfigur                                                 | Unsere Liebe Frau vom Berge Karmel | D-6-73-114-49  | weitere Bilder |
| Rathausgasse 2 (Standort)                                      | Rathaus                                                    | Dreigeschossiger Massivbau mit Satteldach und Staffelgiebel, Umbau im Sinne des historisierenden Heimatstils, bezeichnet „1922“ | D-6-73-114-75  | weitere Bilder |
| Rathausgasse 2 (Standort)                                      | Ehemalige Brunnensäule                                     | Bezeichnet „1857“ | D-6-73-114-8   | weitere Bilder |
| Rathausgasse 4 (Standort)                                      | Ehemaliges Klostergebäude                                  | 1684, seit 1857 Amtsgericht, schlichte dreigeschossige Vierflügelanlage, 1693–1703 | D-6-73-114-49  | weitere Bilder |
| Pfarrer-Alois-Friedrich-Platz 1 (Standort)                     | Wohnhaus                                                   | Giebelständig, zweigeschossig, verputztes Fachwerkobergeschoss, 17. Jahrhundert, Erdgeschoss im 19. Jahrhundert verändert | D-6-73-114-46  | weitere Bilder |
| Pfarrer-Alois-Friedrich-Platz 3 (Standort)                     | Ehemalige Kuratie des Klosters Bildhausen, heute Pfarrhaus | Zweigeschossiger Massivbau mit Satteldach und Volutengiebeln, reiches Säulenportal mit Diamantierungen und Dreiecksgiebel, darüber Wappenstein mit Bauinschrift, bezeichnet „1602“ | D-6-73-114-48  | weitere Bilder |
| Pfarrer-Alois-Friedrich-Platz 7 (Standort)                     | Katholische Pfarrkirche Mariä Himmelfahrt                  | Klassizistischer Bau mit Lisenengliederung und hochrechteckigen Fenstern über Rechteckgrundriss mit leicht aus der Ostfassade vortretendem Frontturm mit Zeltdach, unter gemeinsamem Walmdach dreischiffige Säulenhalle des Langhauses und gleich breiter Westchor, gewissermaßen ein Hallenumgangschor mit zentral eingebautem überkuppeltem Monopteros als Sanktuarium, 1794–98 von Alois Geigel, nach seinem Tod 1798–1801 der Rohbau durch Andreas Gärtner vollendet, Innenausbau 1834–36 nach Plänen von Johann Philipp Mattlener, Sakristeianbau 1955; mit Ausstattung | D-6-73-114-47  | weitere Bilder |
| Pfarrer-Alois-Friedrich-Platz 7 (vor der Kirche) (Standort)    | Steinkreuz                                                 | Barock, ehemaliges Friedhofskreuz, 18. Jahrhundert | D-6-73-114-47  | weitere Bilder |
| Schuhmarktstraße 1, 3, 5 (Standort)                            | Villsche Altenstiftung                                     | Massiver zweigeschossiger Eckbau mit Putzbau mit Natursteingliedrungselementen, später Klassizismus, 1872, erweitert 1903 | D-6-73-114-88  | weitere Bilder |
| Schweinfurter Straße (Standort)                                | Kreuzigungsgruppe                                          | Spätbarock, auf halbrunder Sockelmauer Kreuze Christi und der beiden Schächer, darunter Figuren Maria und Johannes, 1771 | D-6-73-114-92  | weitere Bilder |
| Spitalgasse 2, Storchengasse 7 (Standort)                      | Ehemaliges Spital                                          | Dreigeschossiges Walmdachhaus mit polygonalem Treppenhaus, Obergeschosse verputztes Fachwerk, 17./18. Jahrhundert; Torpfeiler, um 1800 | D-6-73-114-95  | weitere Bilder |
| Spitalgasse 2, Storchengasse 7 (Standort)                      | Torpfeiler                                                 | um 1800 | D-6-73-114-95  | weitere Bilder |
| Spitalgasse 3 (Standort)                                       | Wohn- und Geschäftshaus                                    | Zweigeschossiges Eckhaus mit Giebel zur Storchengasse, verputztes Fachwerk, Satteldach, im Kern 17./18. Jahrhundert | D-6-73-114-96  | weitere Bilder |

#### Restliche Kernstadt
| Lage                                                      | Objekt                                       | Beschreibung | Akten-Nr.      | Bild            |
| --------------------------------------------------------- | -------------------------------------------- | --- | -------------- | --------------- |
| Am Zollberg, Kreuzung Otto-Hahn-Straße (Standort)         | Bildstock                                    | Dornenkrönungsrelief, seitlich Heilige (links eine weibliche Heilige, rechts St. Georg, Rückseite mit schlichtem Kreuz, um 1615) | D-6-73-114-10  | weitere Bilder  |
| Am Zollberg 1 (Standort)                                  | Ehemaliges Postamtsgebäude, jetzt Polizei    | Traditionalistische Dreiflügelanlage, traufständiger zweigeschossiger Hauptflügel mit Halbwalmdach über Treppengiebeln, rückwärtig asymmetrisch angeordnete eingeschossige Nebengebäude um eine Hofanlage, 1929                                                                         | D-6-73-114-7   | weitere Bilder  |
| Brend (Standort)                                          | Standbild des heiligen Joseph                | Auf hohem Sockel, Sandstein, bezeichnet „1717“ | D-6-73-114-30  | BW              |
| Franz-Marschall-Straße 9 (Standort)                       | Brendbrücke                                  | Steinerne Fußgängerbrücke, einbogig, 18. Jahrhundert | D-6-73-114-74  | BW              |
| Gartenstraße 1 (Standort)                                 | Marienkapelle                                | Massiver verputzter Saalbau mit Spitzhelmdachreiter und polygonalem Althaus mit aufgesetzter Marienfigur, neugotisch, 1899 von Bezirksbaumeister Popp | D-6-73-114-31  | weitere Bilder  |
| Goethestraße 11 (Standort)                                | Evangelisch-lutherische Christuskirche       | Bruchsteinsichtiger traditionalistischer Saalbau mit Satteldach, Turm mit Zwiebelhaube seitlich der Giebelfassade, 1934/35; mit Ausstattung | D-6-73-114-264 | weitere Bilder  |
| Goethestraße 11 (Standort)                                | Einfriedung                                  | Zugehörige Einfriedungsmauer | D-6-73-114-264 | BW              |
| Kolpingstraße (Standort)                                  | Ehrenmal für die Opfer der beiden Weltkriege | Steinerne Sitzfigur, von Professor Wilhelm Uhlig, 1965, mit dem Zwingermauerstück mit Relieftafeln zur Erinnerung an die Opfer der Kriege und der Gewalt (siehe Stadtbefestigung) und als Gegendenkmal zum Kriegerehrenmal für 1870/71 am Gerberspfad (siehe dort) in Beziehung gesetzt | D-6-73-114-266 | weitere Bilder  |
| Meininger Straße (Standort)                               | Meilenstein                                  | Sandstein, Mitte 19. Jahrhundert | D-6-73-114-275 | BW              |
| Mönchshauck (Standort)                                    | Israelitischer Friedhof                      | Angelegt 1889, ummauerte Anlage mit 154 Grabdenkmälern des 19./20. Jahrhunderts | D-6-73-114-69  | weitere Bilder  |
| Nähe Meininger Straße (Standort)                          | Ehemalige Brückenfigur des heiligen Nepomuk  | Zweite Hälfte 18. Jahrhundert; Ecke Brendanlage | D-6-73-114-68  | weitere Bilder  |
| Nähe Mühlbacher Straße (Standort)                         | Steinkreuz                                   | Sogenanntes Sühnekreuz, 17. Jahrhundert; in den Saalewiesen | D-6-73-114-73  | BW              |
| Nähe Mühlbacher Straße, Einfahrt Busbahnhof (Standort)    | Säulenbildstock                              | Aufsatz mit Reliefs der Kreuzigung, seitlich die Heiligen Sebastian und Georg sowie Katharina und Barbara, rückwärtig Inschrift, bezeichnet „1629“ | D-6-73-114-72  | Säulenbildstock |
| Otto-Hahn-Straße 55 (Standort)                            | Villa                                        | Dreigeschossiger Walmdachbau mit Risaliten und Erkerturm 1900, für Bürgermeister Otto Hahn als Wohn- und Geschäftshaus (Bank) erbaut | D-6-73-114-247 | weitere Bilder  |
| Nähe Salzpforte (Standort)                                | Kruzifix auf Tischsockel mit Tabernakel      | 18. Jahrhundert | D-6-73-114-70  | BW              |
| Schweinfurter Straße (Standort)                           | Bildstock                                    | Judaskussrelief, rückwärtig Heilige Familie, seitlich Heilige, spätbarocker Dekor, 1757 | D-6-73-114-93  | BW              |
| Siemensstraße 12 (Standort)                               | Bahnhofsgebäude                              | Breitgelagerter dreiflügeliger zweigeschossiger Sandsteinquaderbau mit Walmdachungen, um 1873; mit technischer Ausstattung, um 1912 | D-6-73-114-94  | weitere Bilder  |
| Siemensstraße 12 ()                                       | Stellwerk Süd                                | In stilistisch angepassten Formen um 1912, mit technischer Ausstattung | D-6-73-114-94  |                 |
| St.-Konrad-Platz 3 (Standort)                             | Katholische Pfarrkirche St. Konrad           | Saalkirche mit eingezogenem Chor, Betonbau mit Satteldach, seitlich freistehender Campanile mit Pyramidendach, 1953–54 | D-6-73-114-262 | weitere Bilder  |
| Nähe St.-Konrad-Straße; Ecke St. Konrad-Straße (Standort) | Ecce-Homo-Figur                              | Barocke Sandsteinstatue auf Sockel, 18. Jahrhundert | D-6-73-114-87  | BW              |

### Bad Neuhaus
Salzburg
Ausgedehnte Ganerbenburganlage, Ringmauer mit Torturm und Wehrtürmen und vorgelagertem Graben, 12. Jh. mit Scharten, Fenstern und Türen 16. und 17. Jh., darin Ruinen von ehemaligen Ansitzen mit Wohntürmen, Wohn- und Wirtschaftsgebäuden des 12./13. und des 16. Jahrhunderts.
- Torturm, viergeschossiger Quadersteinbau, um 1200 (Lage)
- Steinbrücke vor Torturm, 1737 (Lage)
- Bonifatius-Kapelle, neugotische Burgkapelle, Saalkirche mit flach geneigtem Satteldach, eingezogenem Chor und Turm mit Kreuzdach, 1841/48 von Oberbaurat August von Voit, Bildhauerarbeiten von Andreas Halbig (Lage)
- Grabplatte des 1154 verstorbenen Pfalzgrafen Hermann von Stahleck, 1559 erneuert

Im Ansitz A
- Jägerhaus (Lage)
- Großer Bergfried, Anfang 13. Jh., mit Brunnenhausanbau (Lage)
- Dreiflügeliger Wohn- und Wirtschaftsbau am Südwesteck mit ehemaligem Kelterhaus, kleinem Saalbau und Küchenbau, 12./13. Jh., im 16. Jh. spätgotisch bzw. nachgotisch und mit Renaissanceerker überformt (Lage)

Im Ansitz B
- sogenannte Münze, Wohnturm mit Satteldach, giebelseitig frühgotische Zierarchitektur, Mitte 13. Jh. (Lage)
- sogenannter Geweihturm, dreigeschossiger Wohnturm, Satteldach mit Treppengiebeln, um 1200 (Lage)

Im Ansitz C
- Bergfried (Lage)
- Großer Wohnturm (Lage)

Im Ansitz D
- Wohnbau an der Südostecke (Lage)
- Gefängnisturm (Lage)

Im Ansitz E
- Wachturm (Lage)

Im Ansitz F
- Sogenannter Jungfernkuss, ehemaliger Wehrturm (Lage)
- Schäferturm, ehemals Wehrturm an heutiger Burgschenke (Lage)

Aktennummer: D-6-73-114-124.

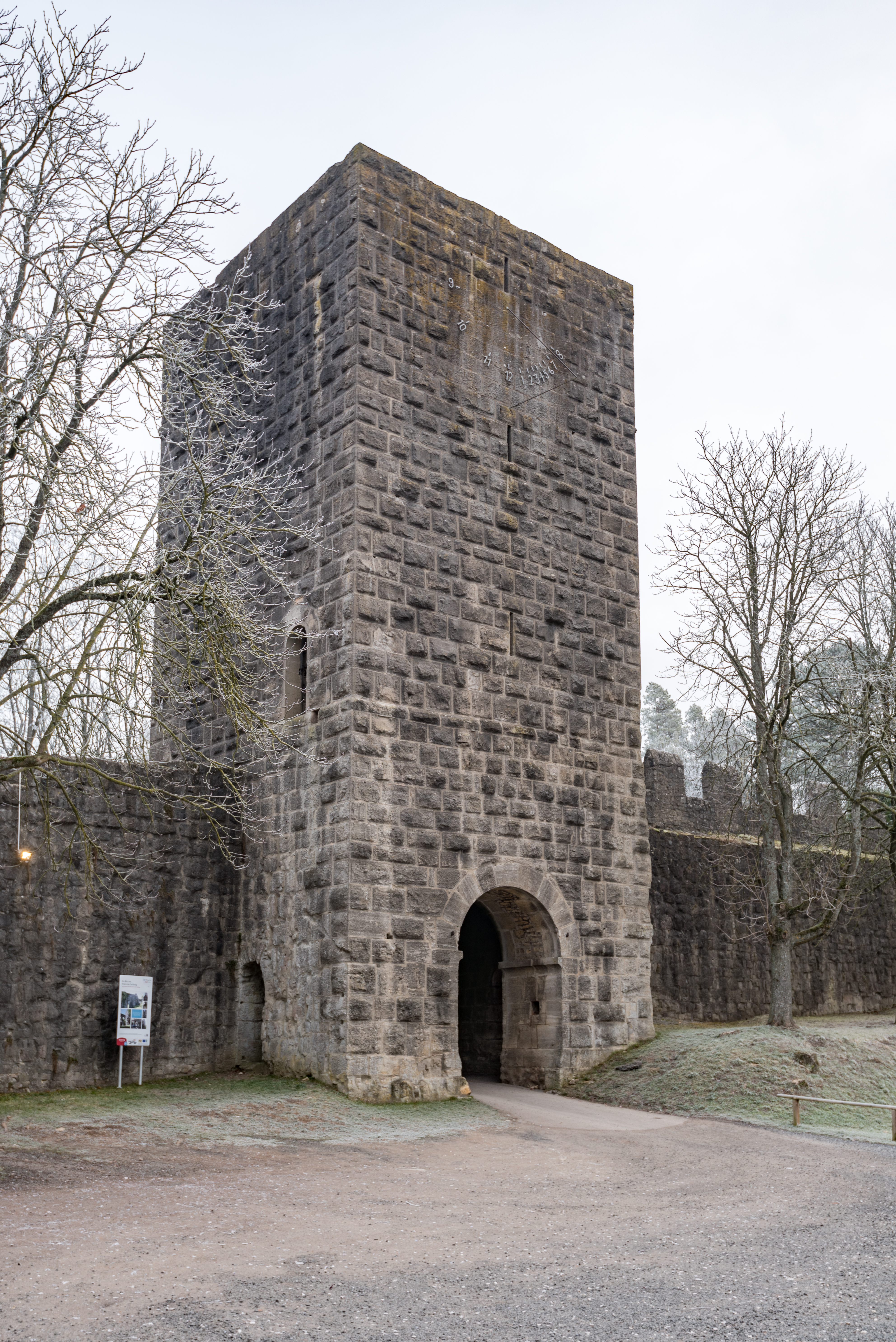
Torturm weitere Bilder
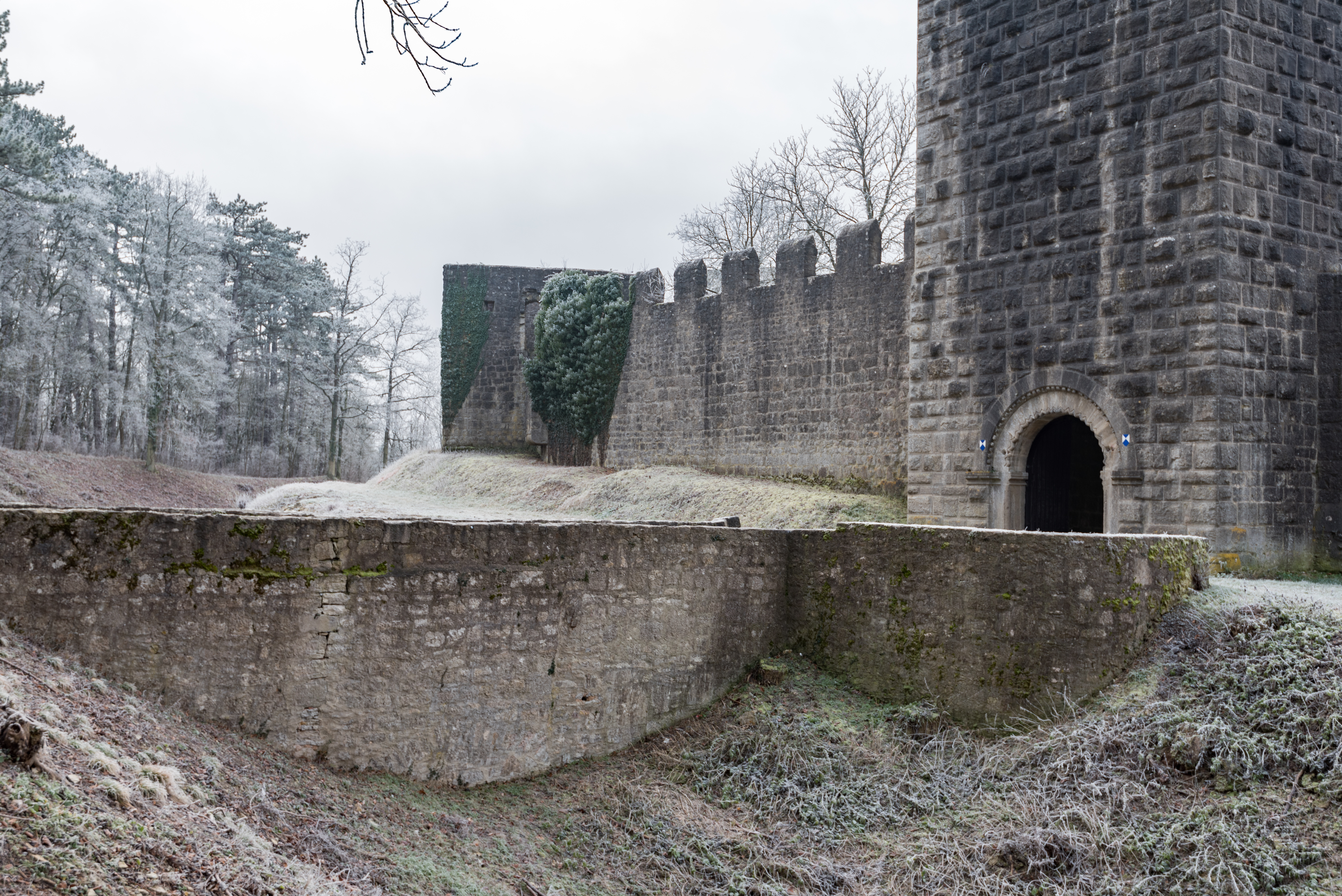
Steinbrücke weitere Bilder
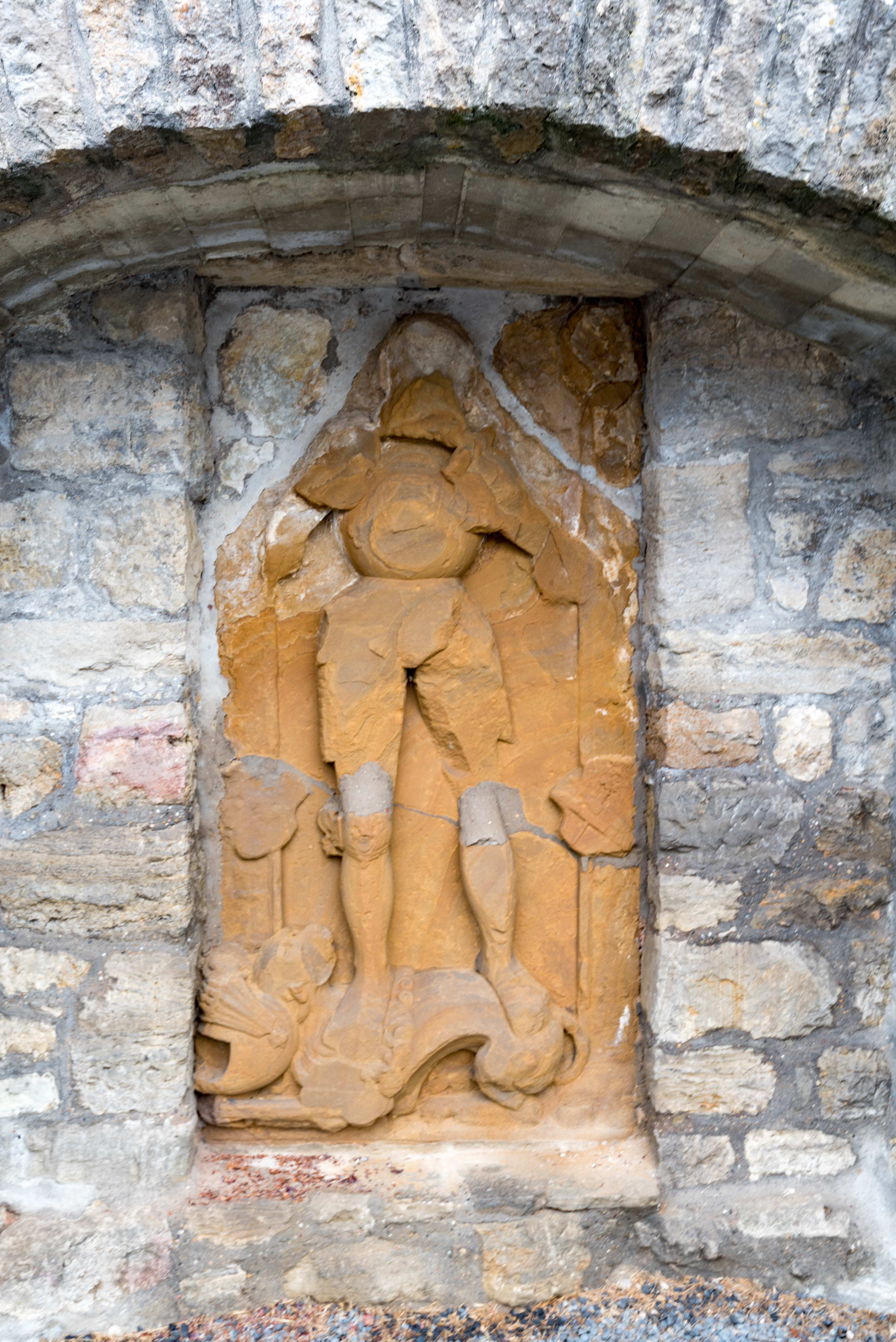
Grabplatte Hermann von Stahleck weitere Bilder
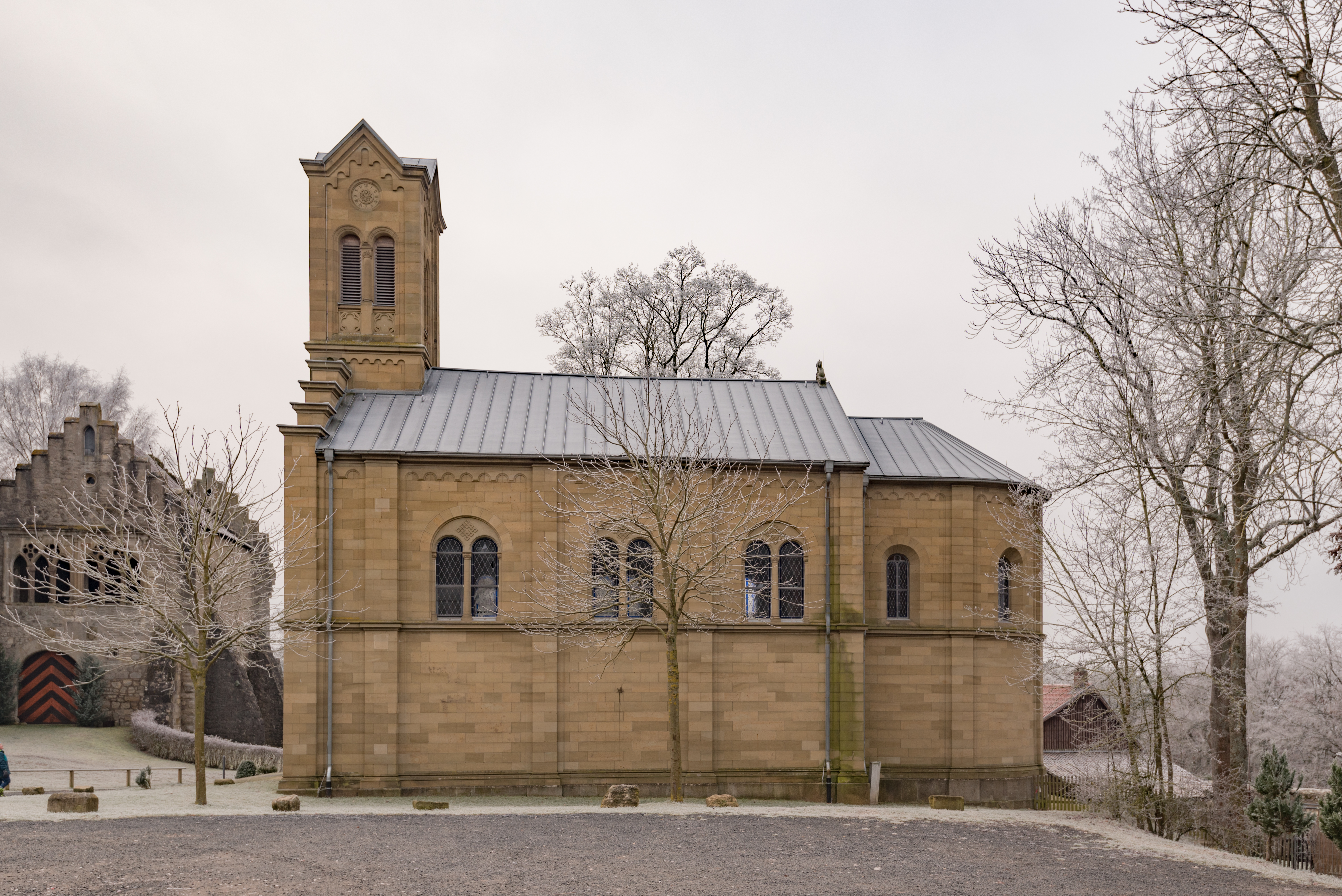
Kapelle St. Bonifatius weitere Bilder
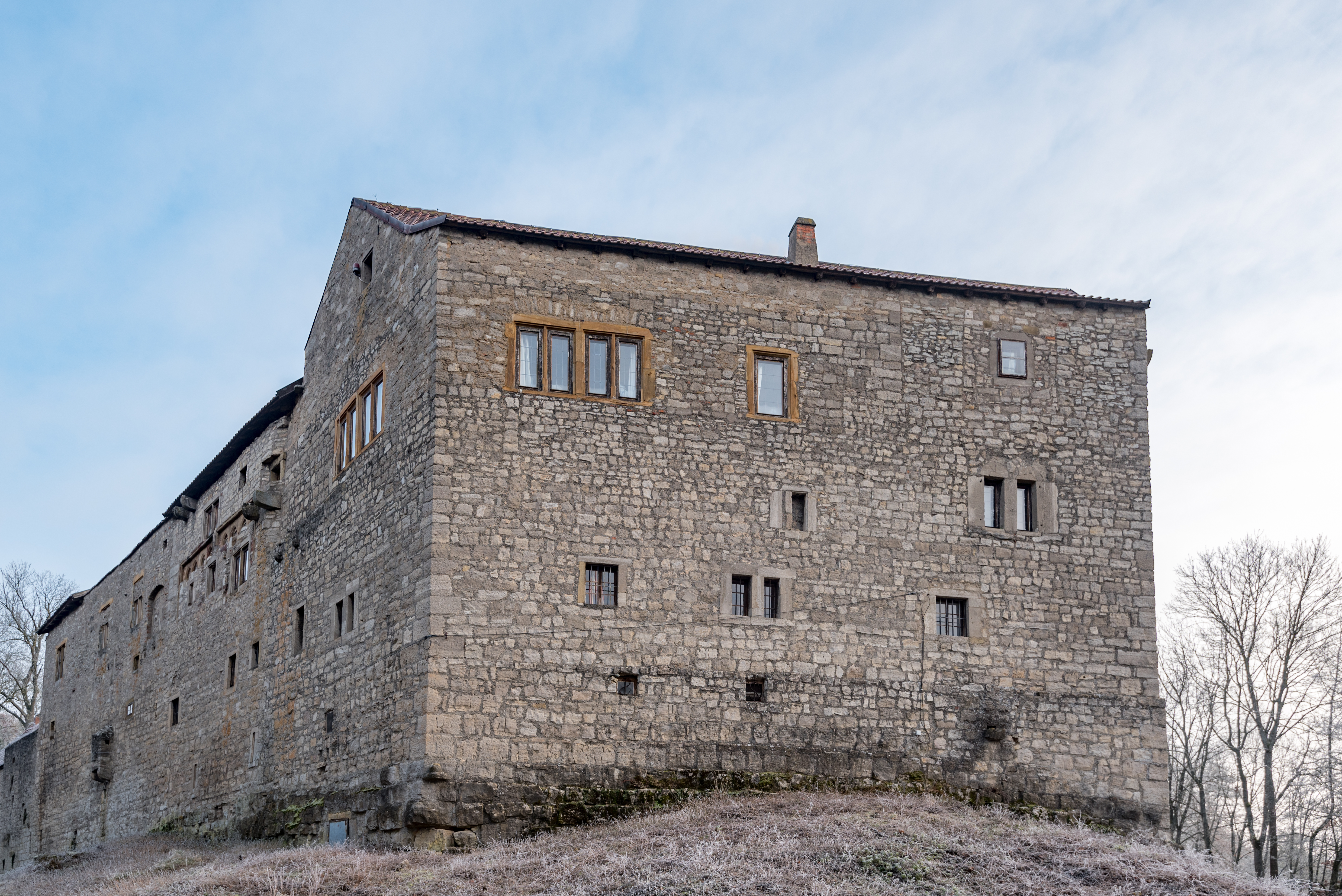
Ansitz A, Wohnbau am Südosteck, Feldseite weitere Bilder
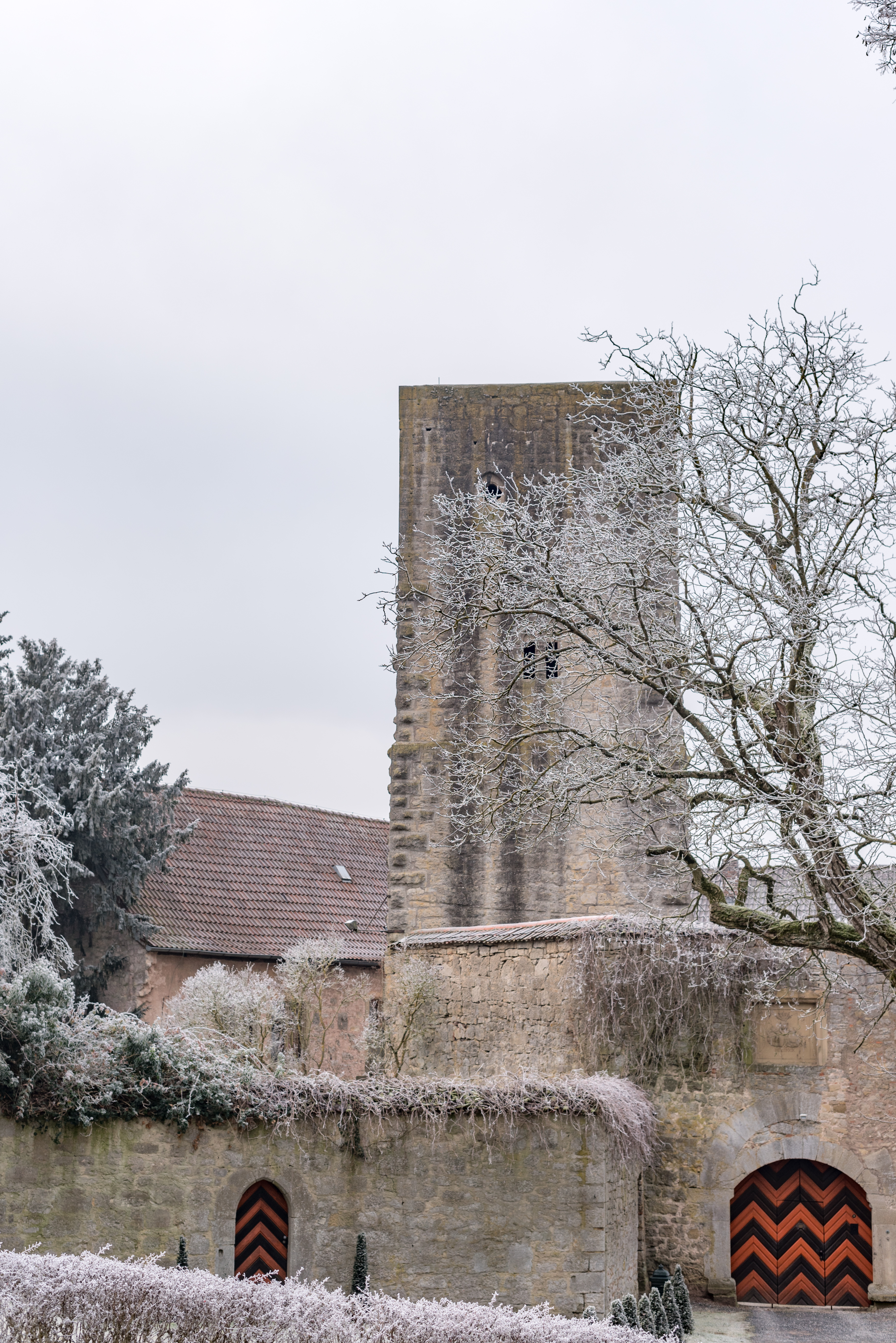
Großer Bergfried weitere Bilder
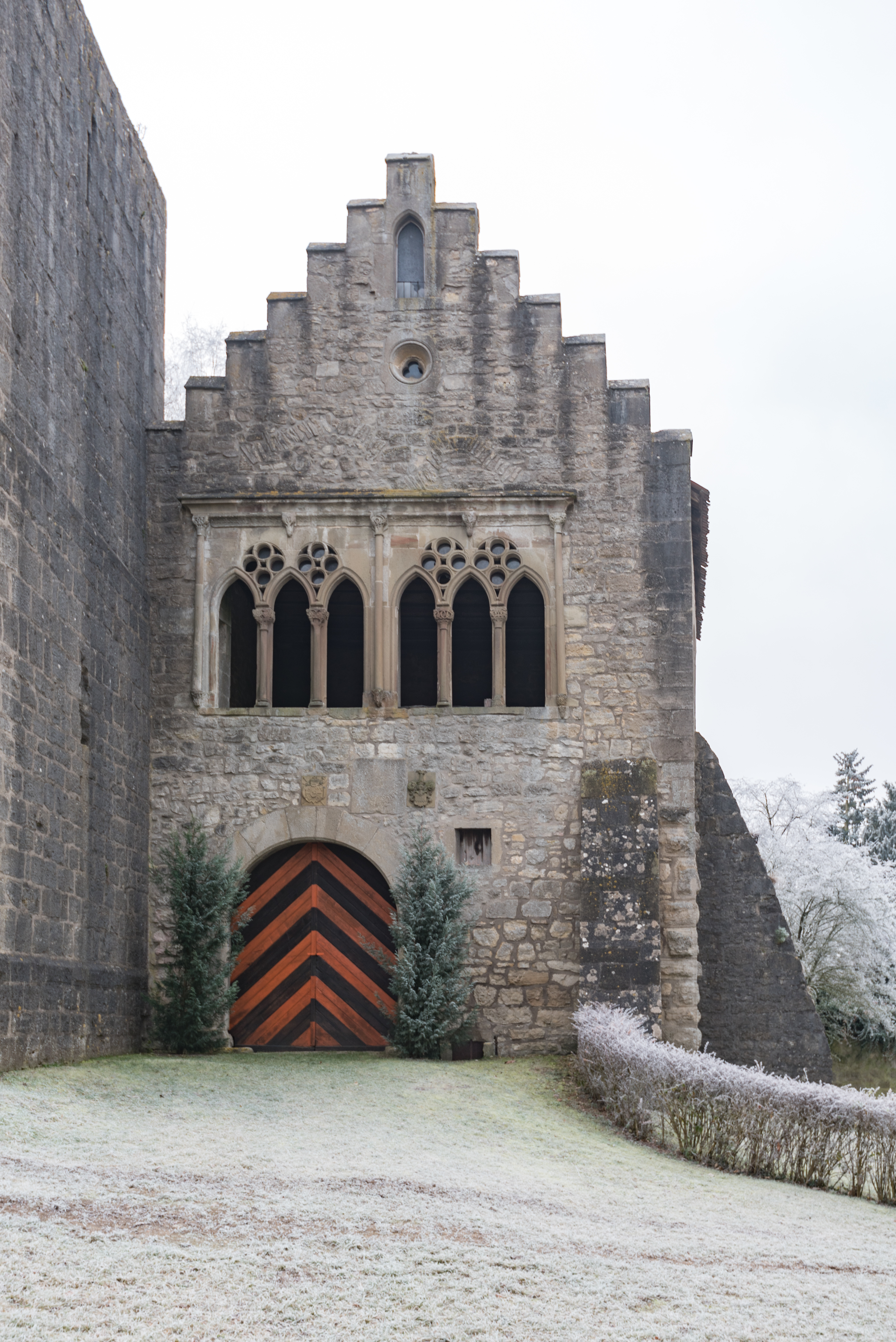
Ansitz B, Münze weitere Bilder
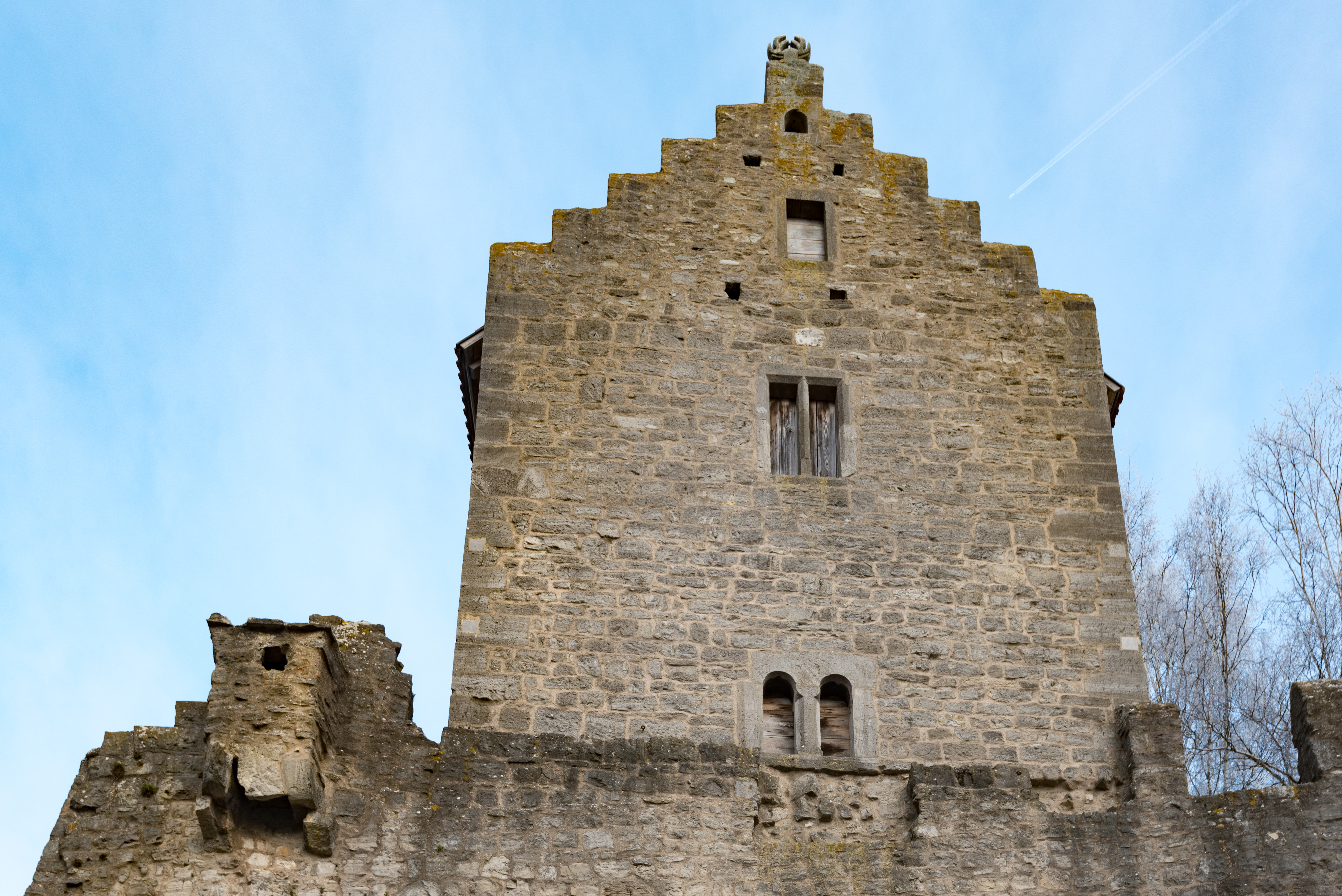
Geweihturm weitere Bilder
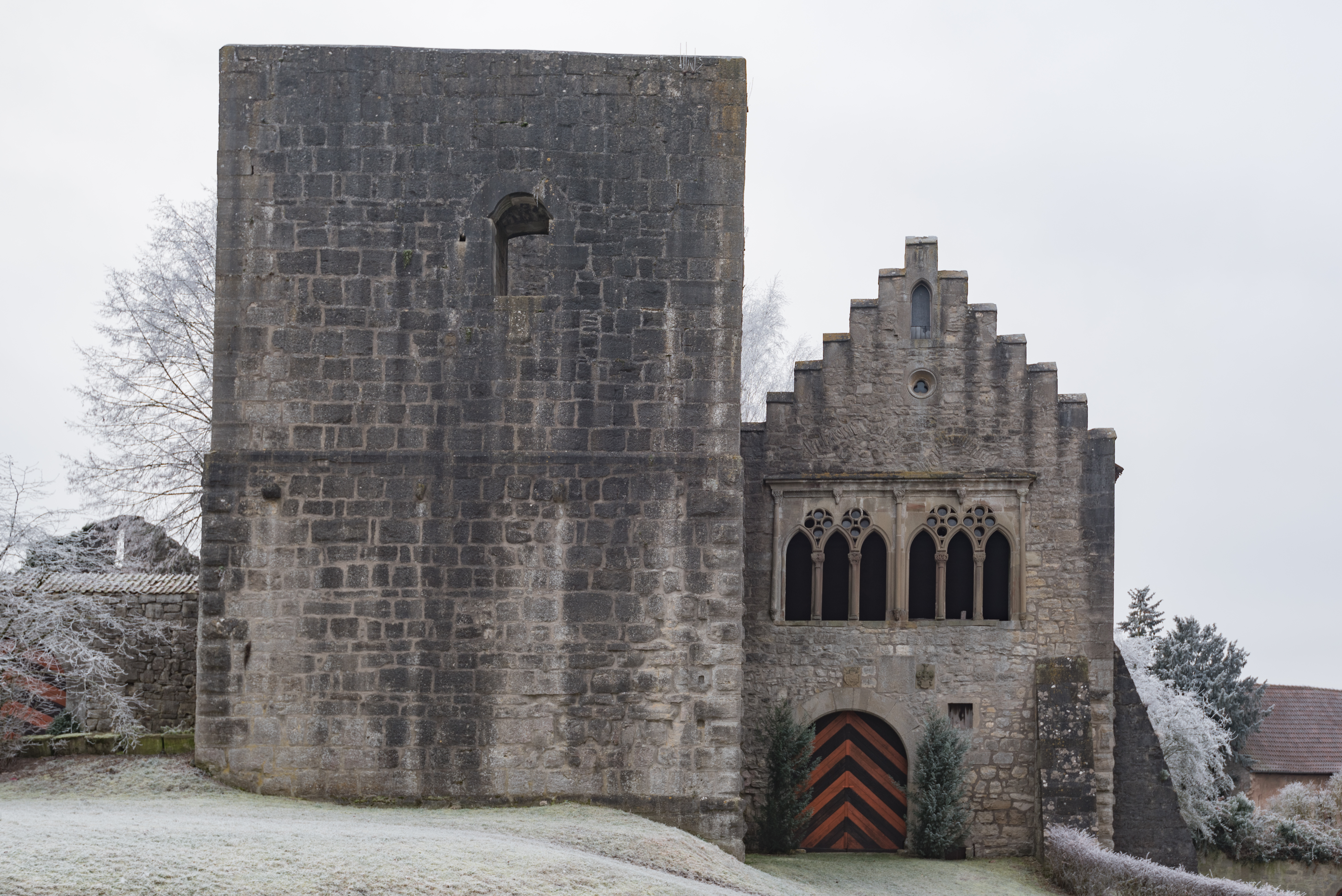
Bergfried weitere Bilder
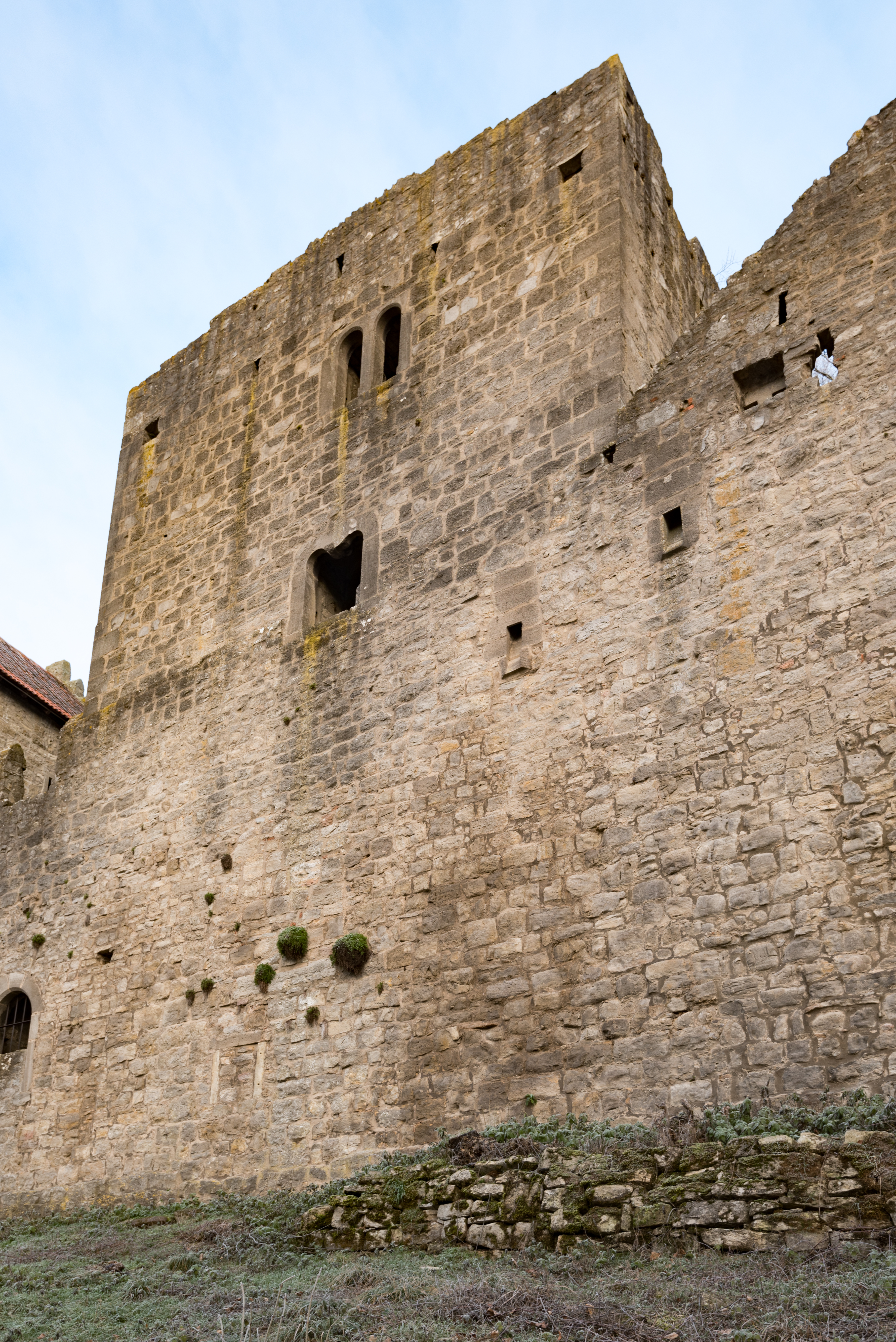
Großer Wohnturm weitere Bilder
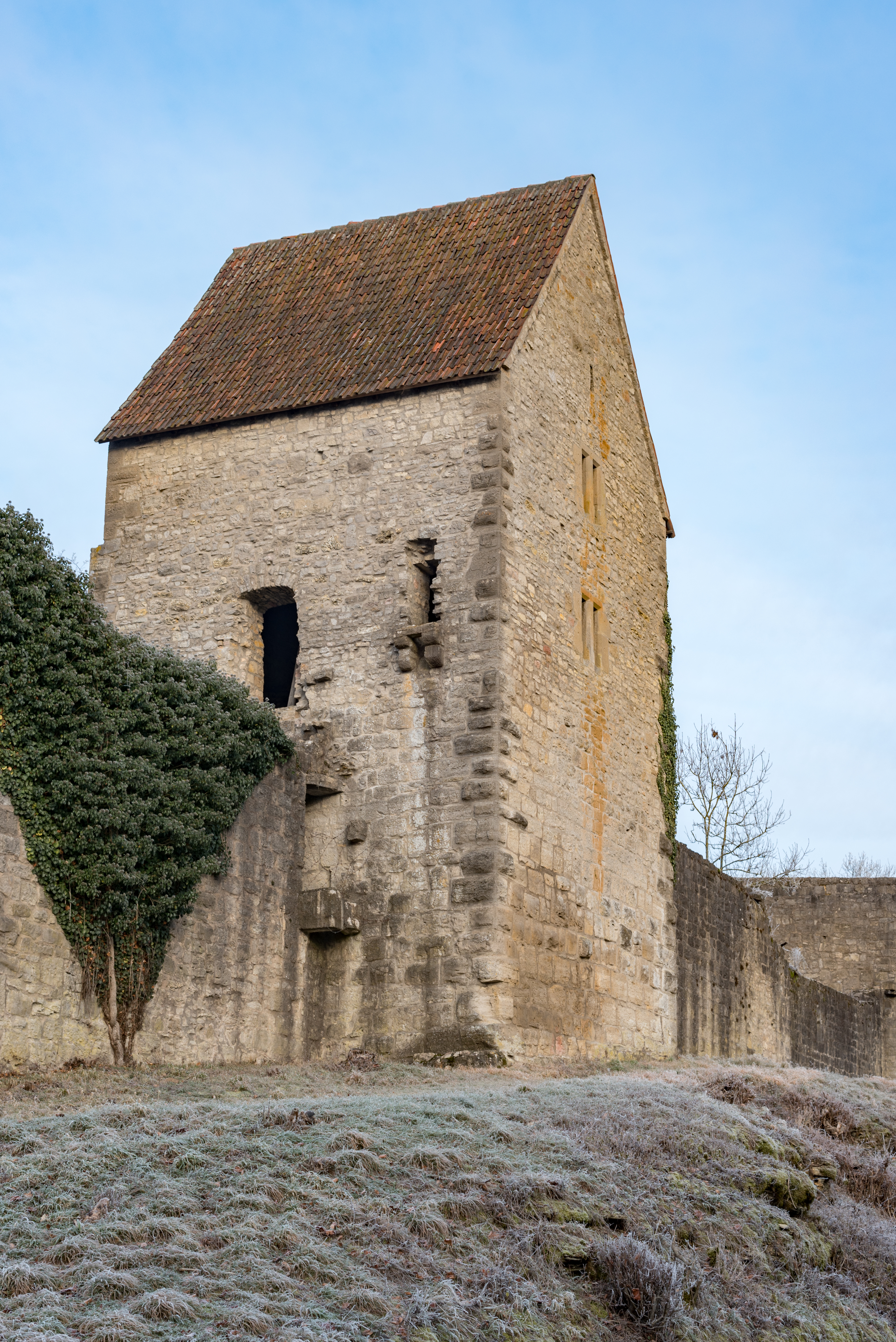
Großer Wohnturm weitere Bilder
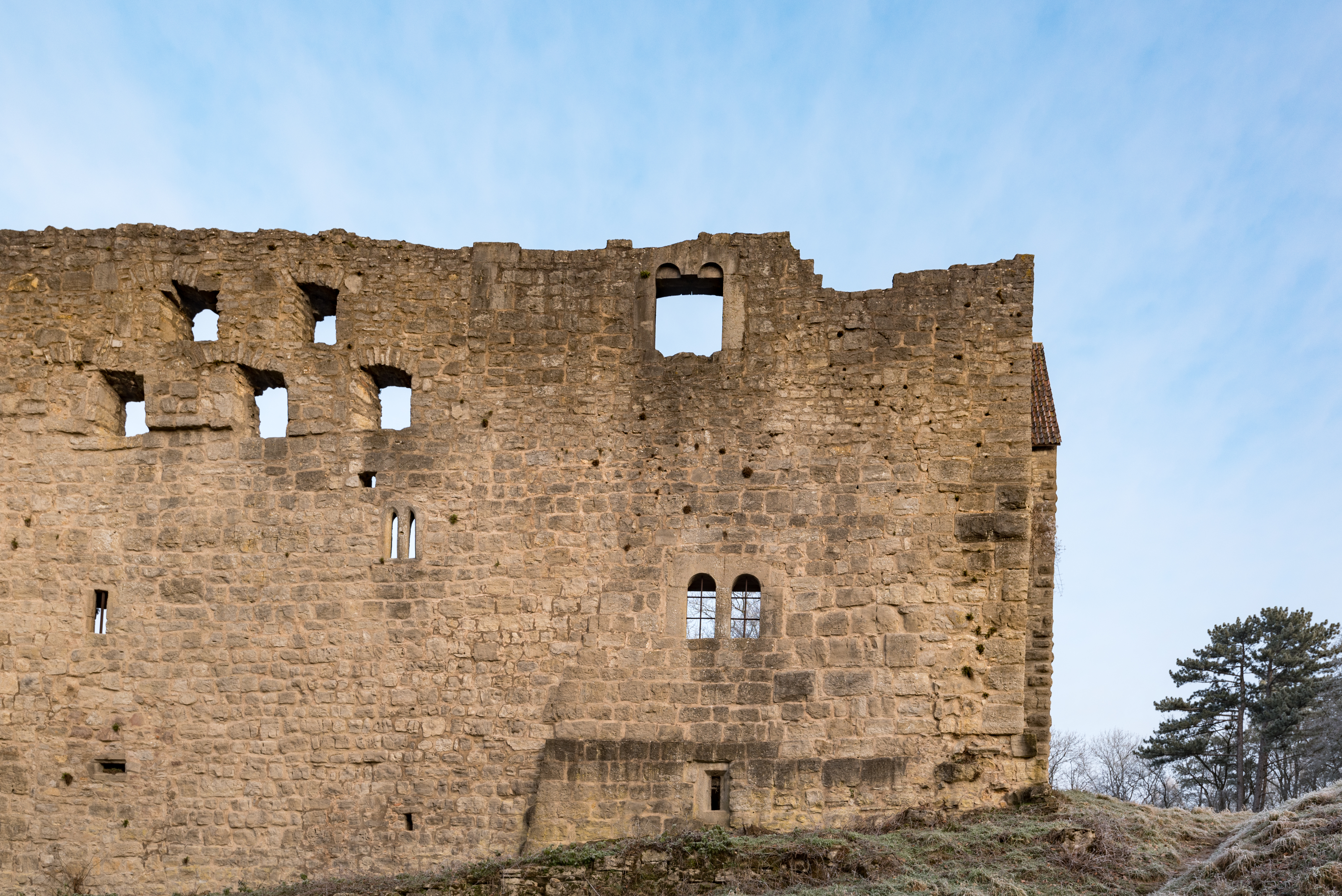
Großer Wohnturm weitere Bilder
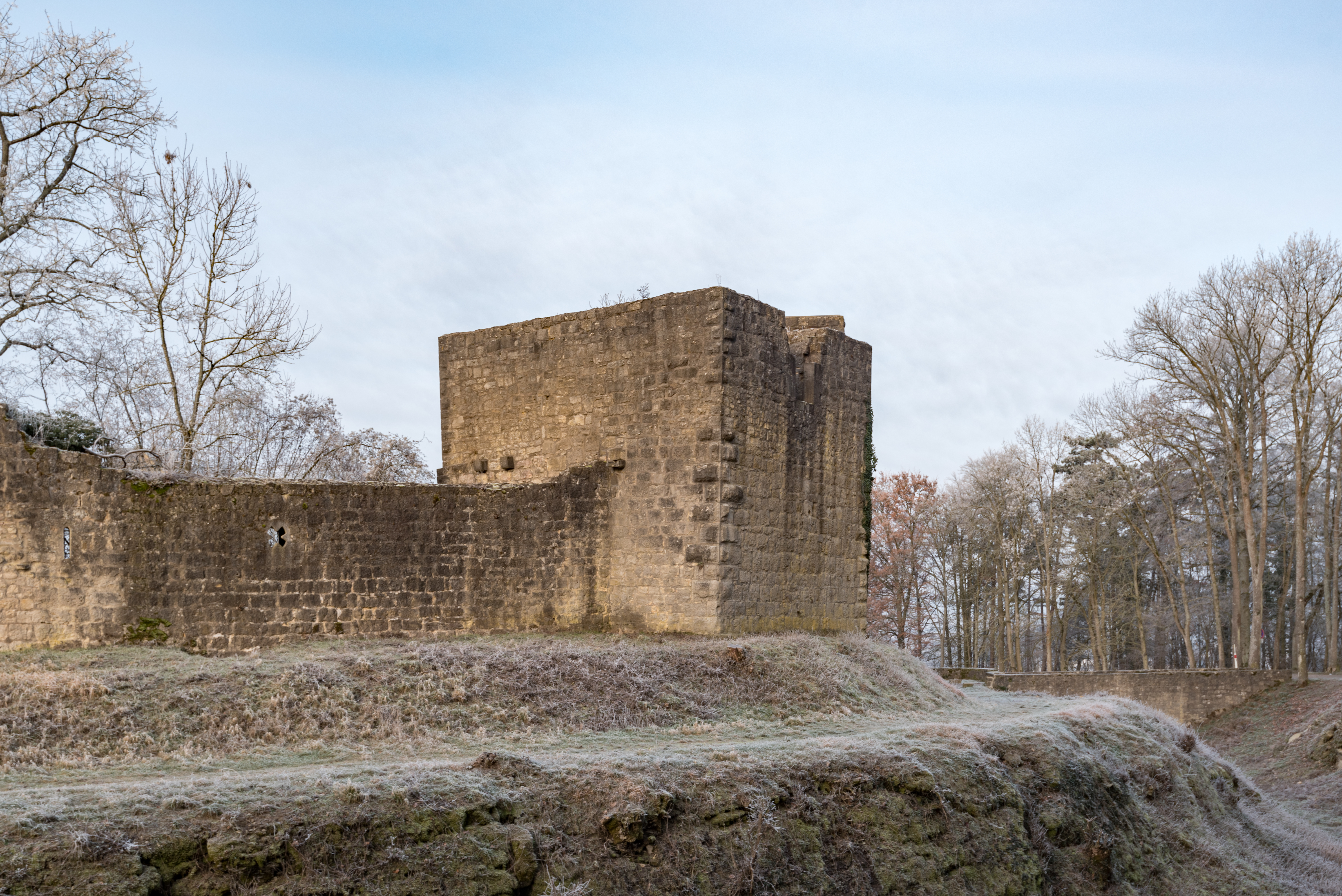
Wachturm weitere Bilder
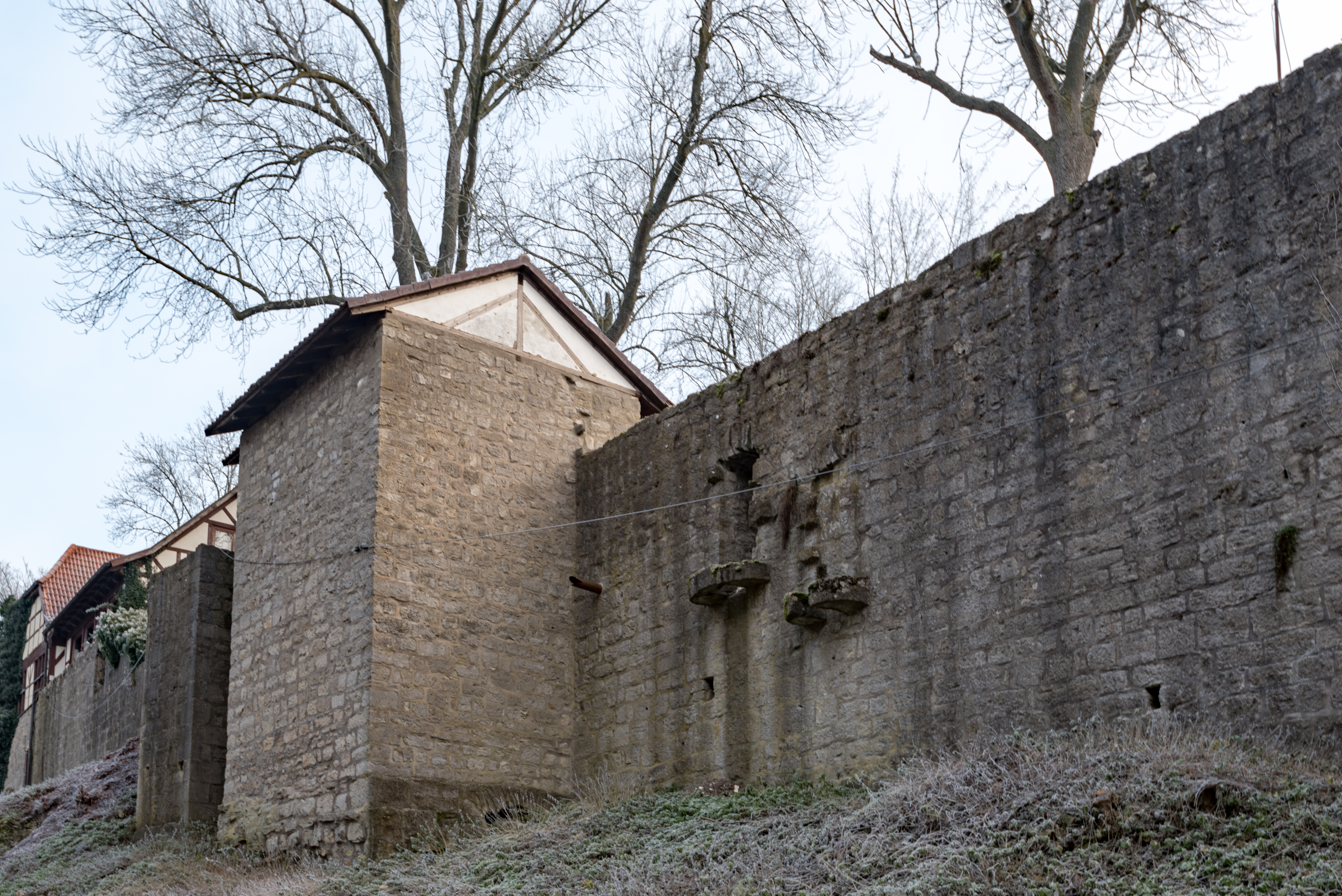
Jungfernkuß weitere Bilder
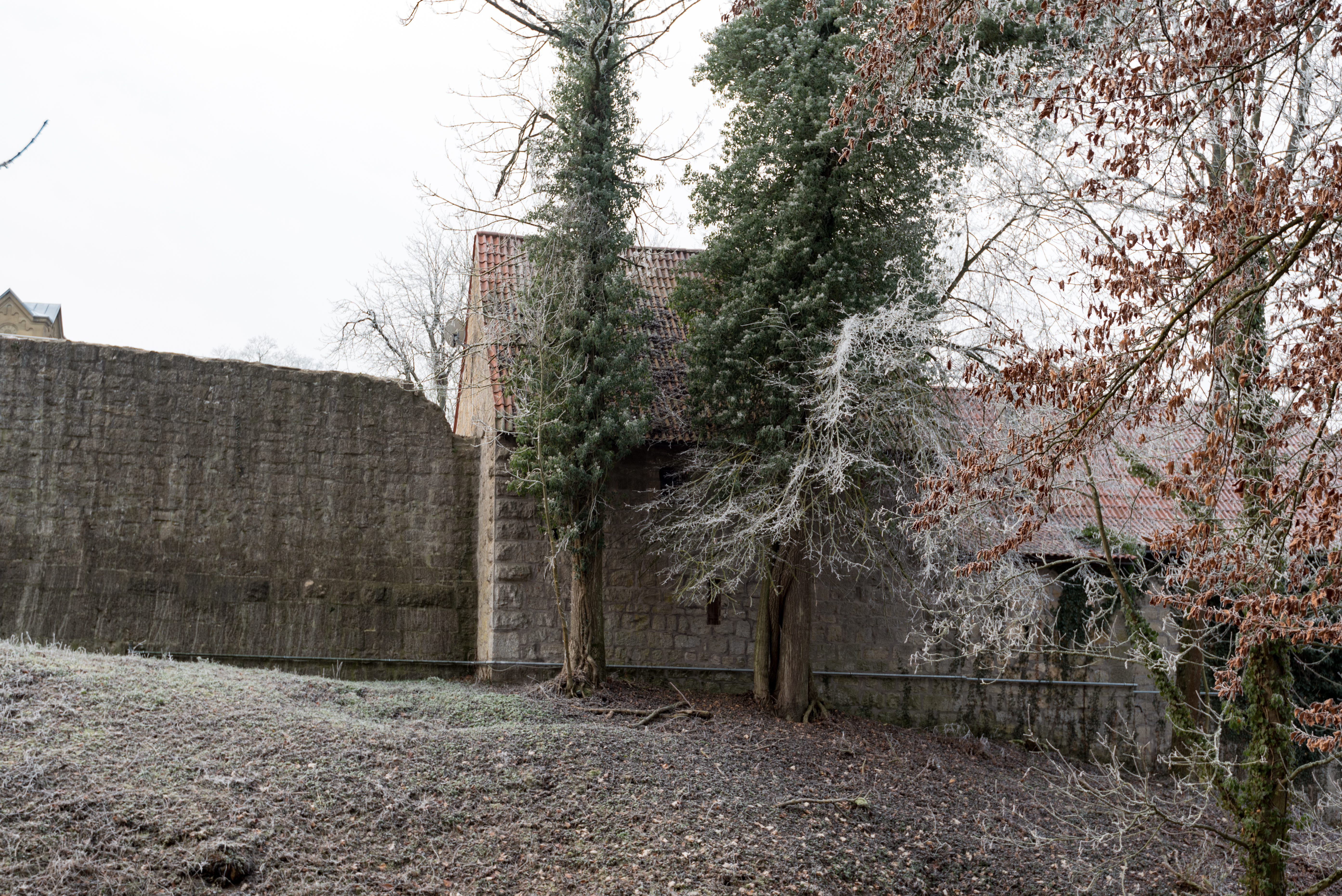
Schäferturm weitere Bilder

| Lage                                                                          | Objekt                                            | Beschreibung | Akten-Nr.      | Bild             |
| ----------------------------------------------------------------------------- | ------------------------------------------------- | --- | -------------- | ---------------- |
| An der Wandelhalle 1, Schlossplatz 5 (Standort)                               | Katholische Schlosskapelle Heiliges Kreuz         | Spätbarocker Querkirchensaal mit Satteldach, seitlich angefügter Turm mit Zwiebelhaube, Herrschaftslogenanbau mit Pultwalmdach und mit Verbindungsgang zum ehemaligen Schloss, von Heinrich Todesco 1773–76; mit Ausstattung | D-6-73-114-120 | weitere Bilder   |
| An der Wandelhalle 1, Schlossplatz 5 (Standort)                               | Heiligenhäuschen                                  | Mit Puttenhimmel, Sandstein, 18. Jahrhundert | D-6-73-114-120 | weitere Bilder   |
| Burgstraße 40, am Fußweg zur Salzburg (Standort)                              | Steinkreuz                                        | Sandstein, um 1880 | D-6-73-114-245 | BW               |
| Kurhausstraße 31, 33, Schlossplatz 3, 4, Mühlbach, Untere Hinterau (Standort) | Kurpark, ehemaliger Schlosspark                   | Durch Wandel- und Trinkhalle, Schlosskapelle (vgl. An der Wandelhalle 1), Schloss (vgl. Schlossplatz 5) und Badehaus (vgl. Schlossplatz 4) vom Ort abgeschirmte gestaltete Gartenanlage mit Treillagen, Kernanlage das Wegoval des ehemaligen Schlossparks vor Schloss und Wandelhalle Ende 18. Jahrhundert, Umgestaltungen und Erweiterungen drittes Viertel 19. Jahrhundert, Anfang 20. Jahrhundert und um 1930 | D-6-73-114-272 | weitere Bilder   |
| Kurhausstraße 31, 33, Schlossplatz 3, 4, Mühlbach, Untere Hinterau (Standort) | Kurpark, Barockskulpturen                         | unter anderem Jahreszeiten symbolisierende Putti aus dem Schlosspark Weisendorf (bei Höchstadt) | D-6-73-114-272 | weitere Bilder   |
| Mühlbach (Standort)                                                           | Kurpark, zweibogige Steinbrücke über den Mühlbach | 19. Jahrhundert | D-6-73-114-272 | weitere Bilder   |
| Schlossplatz 2 (Standort)                                                     | Ehem. Logierhaus                                  | „Villa Else“, zweigeschossiger Massivbau mit Mansardwalmdach und Zwerchgiebel, barockisierender Jugendstil, 1911 | D-6-73-114-274 | Ehem. Logierhaus |
| Schlossplatz 3, 4 (Standort)                                                  | Kurpark, Wandel- und Trinkhalle                   | Zweiflügliger Eckbau mit rundem Mittelpavillon, Betonbau mit flach geneigtem Walmdach, bezeichnet „1929“ | D-6-73-114-272 | weitere Bilder   |
| Untere Hinterau (Standort)                                                    | Kurpark, Polygonaler Musikpavillon                | Offene Holzkonstruktion durch Zeltdach abgeschlossen, um 1930 | D-6-73-114-272 | weitere Bilder   |
| Schlossplatz 3, 4 (Standort)                                                  | Ehemaliges Badehaus                               | Eingeschossige massive Vierflügelanlage mit Mansardwalmdächern: breitgelagerter Hauptflügel, durch zwei kurze Nebenflügel mit den Seitenpavillons des vom zweigeschossigen Mittelabavillon überragten Gartenflügels verbunden, neubarock, 1906–1908; Gartenfront auf Kurpark bezogen (vgl. Kurpark) | D-6-73-114-122 | weitere Bilder   |
| Schlossplatz 5 (Standort)                                                     | Ehemaliges Schloss, jetzt Schlosshotel            | Breitgelagerter zweigeschossiger Bau mit kurzen Seitenflügeln und Mansardwalmdach, spätbarock, 1767, von Heinrich Todesco für Egid Borié, auf der Gartenterrasse zwei Sphingen; mit Ausstattung; der ehemalige Schlosspark ist heute Teil des Kurparks, vgl. dort | D-6-73-114-123 | weitere Bilder   |

### Brendlorenzen
| Lage                                                                        | Objekt                                        | Beschreibung | Akten-Nr.               | Bild                 |
| --------------------------------------------------------------------------- | --------------------------------------------- | --- | ----------------------- | -------------------- |
| Adolf-Johannes-Straße (Standort)                                            | Kreuzigungsgruppe                             | Sandstein, um 1770 | D-6-73-114-128          | BW                   |
| Auf dem Altenberg (Standort)                                                | Stumpf eines ehemaligen Wartturms             | Naturstein, 15. Jahrhundert | D-6-73-114-175          | BW                   |
| An der Linde 11 (Standort)                                                  | Wohnhaus                                      | Zweigeschossiger Satteldachbau mit Zierfachwerk in Obergeschoss und Giebel, 18. Jahrhundert | D-6-73-114-127          | BW                   |
| Brend, am sogenannten Wehr (Standort)                                       | Bildstock                                     | Mit Vesperbild und Marienkrönung, seitlich Apostel Johannes und Petrus, in rahmendem Wolkenhimmel mit Engeln, barock, bezeichnet „1658“ | D-6-73-114-126          | Bildstock            |
| Brückenstraße, bei der Sparkasse (Standort)                                 | Heiligenhäuschen                              | Sandstein mit Michaelsrelief, 1816 | D-6-73-114-138          | BW                   |
| Bündstraße (Standort)                                                       | Heiligenhäuschen                              | Massiver Satteldachbau, im Innern Relief des Auferstandenen, 18. Jahrhundert | D-6-73-114-130          | BW                   |
| Hauptstraße (Standort)                                                      | Kriegerdenkmal für 1870/71                    | Mit bekrönender Marienstatue, bezeichnet „1900“ | D-6-73-114-137          | weitere Bilder       |
| Hauptstraße (Standort)                                                      | Steinkreuz                                    | Auf Inschriftsockel, Sandstein, zweite Hälfte 19. Jahrhundert | D-6-73-114-139          | weitere Bilder       |
| Hauptstraße 37 (Standort)                                                   | Bauernhaus                                    | Zweigeschossig, giebelständiger Satteldachbau, massives Erdgeschoss, Zierfachwerk in Obergeschoss und Giebel, 17./18. Jahrhundert | D-6-73-114-132          | weitere Bilder       |
| Hauptstraße 39 (Standort)                                                   | Bauernhof: Wohnhaus                           | zweigeschossig, giebelständig mit Satteldach, verputztes Fachwerk, 17./18. Jahrhundert | D-6-73-114-133          | weitere Bilder       |
| Hauptstraße 39 (Standort)                                                   | Bauernhof: Hoftor                             | bezeichnet „1834“, mit profilierter Spitzbogenpforte 16./17. Jahrhundert | D-6-73-114-133          | weitere Bilder       |
| Hauptstraße 41 (Standort)                                                   | Bauernhaus                                    | Zweigeschossiges giebelständiges Satteldachhaus, verschindeltes Fachwerk, 18./19. Jahrhundert | D-6-73-114-134          | weitere Bilder       |
| Hauptstraße 45 (Standort)                                                   | Hausfigur                                     | Heiliger Joseph, gefasste barocke Holzstatue, 18. Jahrhundert | D-6-73-114-135          | weitere Bilder       |
| Hauptstraße, gegenüber Nr. 70, Abzweigung Adolf-Johannes-Straße (Standort)  | Bildstock                                     | Relief mit Stiftern unter Kreuzigungsgruppe, rückseitig Johanneshaupt über Inschrift, um 1700 | D-6-73-114-158          | weitere Bilder       |
| Hauptstraße 114 (Standort)                                                  | Hausfigur                                     | Gefasste Marienstatue aus Holz, 18. Jahrhundert | D-6-73-114-141          | BW                   |
| Hauptstraße 118 (Standort)                                                  | Bauernhaus                                    | Zweigeschossiges giebelständiges Satteldachhaus, massives Erdgeschoss, Fachwerkobergeschoss, teils verputzt, 18. Jahrhundert, Giebelseite zweite Hälfte 19. Jahrhundert | D-6-73-114-142          | weitere Bilder       |
| Hauptstraße 121 (Standort)                                                  | Bauernhaus                                    | Zweigeschossiger giebelständiger Satteldachbau, massives Erdgeschoss, Giebel mit Zierfachwerk, 18. Jahrhundert | D-6-73-114-143          | weitere Bilder       |
| Hauptstraße 124 (Standort)                                                  | Bauernhaus                                    | Giebelständiger zweigeschossiger Satteldachbau, massives Erdgeschoss, Obergeschoss verputztes Fachwerk, 18. Jahrhundert | D-6-73-114-144          | BW                   |
| Hauptstraße 124 (Standort)                                                  | Pforte                                        | Bezeichnet „1822“ | D-6-73-114-144          | weitere Bilder       |
| Hauptstraße 125 (Standort)                                                  | Bauernhaus                                    | Zweigeschossiges giebelständiges Satteldachhaus, massives natursteinsichtiges Erdgeschoss, Fachwerkobergeschoss, 18. und 19. Jahrhundert | D-6-73-114-145          | weitere Bilder       |
| Hauptstraße 127 (Standort)                                                  | Bauernhaus                                    | Zweigeschossiger giebelständiger Satteldachbau, verputztes Fachwerk, 18. Jahrhundert | D-6-73-114-146          | weitere Bilder       |
| Hauptstraße 127 (Standort)                                                  | Geohrte Sandsteinpforte                       | Bezeichnet „1723“ | D-6-73-114-146          | weitere Bilder       |
| Hauptstraße 127 (Standort)                                                  | Kreuzschlepper                                | Holz gefasst, 18. Jahrhundert | D-6-73-114-146          | BW                   |
| Hauptstraße 127, 129 (Standort)                                             | Hoftor mit Pforte                             | Pfeiler mit pyramidalen Aufsätzen, Sandstein, Anfang 19. Jahrhundert | D-6-73-114-147          | weitere Bilder       |
| Hauptstraße 145 (Standort)                                                  | Bauernhaus                                    | Zweigeschossiger giebelständiger Satteldachbau, verputztes Fachwerk, 18. Jahrhundert | D-6-73-114-152          | weitere Bilder       |
| Hauptstraße 147 (Standort)                                                  | Bauernhaus                                    | Zweigeschossiger giebelständiger Satteldachbau, teils verputzt, giebelseitig Zierfachwerk, 18. Jahrhundert | D-6-73-114-153          | weitere Bilder       |
| Hauptstraße 149 (Standort)                                                  | Bauernhaus                                    | Zweigeschossiges giebelständiges Satteldachhaus, verputztes Fachwerk, 18. Jahrhundert | D-6-73-114-154          | weitere Bilder       |
| Hauptstraße 154 (Standort)                                                  | Pforte                                        | Mit geradem Sturz, Sandstein, bezeichnet „1851“ | D-6-73-114-155          | weitere Bilder       |
| Hauptstraße 188 (Standort)                                                  | Hausfigur                                     | Marienstatue, Holz gefasst, spätgotisch | D-6-73-114-157          | BW                   |
| Karolingerstraße (Standort)                                                 | Bildstock                                     | Mit spätgotischer Statue der heiligen Barbara um 1470/80, Sandstein, bezeichnet „1787“ | D-6-73-114-160          | weitere Bilder       |
| Karolingerstraße; neben dem Barbara-Bildstock (Standort)                    | Wegkreuz                                      | Sandstein, bezeichnet „1865“ | D-6-73-114-159          | weitere Bilder       |
| Karolingerstraße 13 (Standort)                                              | Katholische Pfarrkirche St. Johannes Baptista | Chorturmkirche mit querhausartige, zum Schiff durch Arkaden geöffnete Annexbauten, auf kreuzförmigem Grundriss, verputzter Steinbau mit Satteldach 1125(dendrochronologisch datiert) und 1189(dendrochronologisch datiert), im Kern karolingisch, Chorturm 12./1262(dendrochronologisch datiert), an der Chornordseite Sakristeianbau, am Eckpfeiler spätgotische Konsolen und Bauinschrift, 1423, innerer Umbau und Dachwerk 1711(dendrochronologisch datiert)-20, Anbau der neuen Sakristei 1971/72, mit Ausstattung | D-6-73-114-161          | weitere Bilder       |
| Nähe Karolingerstraße (Standort)                                            | Kirchhofmauer                                 | Sandstein, 18. Jahrhundert mit Rundbogentor um 1600, 1970 erneuertem Mauerstück | D-6-73-114-161          | weitere Bilder       |
| Nähe Karolingerstraße (Standort)                                            | Pietà                                         | Barock, um 1700 über Rundbogentor | D-6-73-114-161          | weitere Bilder       |
| Nähe Karolingerstraße (Standort)                                            | Kreuz                                         | Bezeichnet „1791“, hinter Pietà | D-6-73-114-161          | weitere Bilder       |
| Nähe Karolingerstraße (Standort)                                            | Spätgotischer Ölberg                          | Sandstein, im Kern 1497, bei Versetzung 1719 verändert, 1968 an heutigen Standort versetzt, dabei Inschrift und zwei Sockelreliefs durch Kopien ersetzt | D-6-73-114-161          | Spätgotischer Ölberg |
| Nähe Karolingerstraße (Standort)                                            | Kreuzweg                                      | 14 neugotische Kreuzwegstationen, Sandstein, zweite Hälfte 19. Jahrhundert | D-6-73-114-161          | weitere Bilder       |
| Nähe Karolingerstraße (Standort)                                            | Kriegerdenkmal                                | Für die Gefallenen der beiden Weltkriege, Inschriftblock bekrönt von Skulptur eines sterbenden Soldaten, um 1920/30 in der südlichen Friedhoferweiterung Golgathakreuz, Sandstein, von 1833 | D-6-73-114-161          | weitere Bilder       |
| Nähe Karolingerstraße, in der südlichen Friedhoferweiterung (Standort)      | Golgathakreuz                                 | Sandstein, von 1833 | D-6-73-114-161          | BW                   |
| Langhans, am Weg zur Sandheite (Standort)                                   | Wegkreuz                                      | Sandstein, Mitte 19. Jahrhundert | D-6-73-114-169          | BW                   |
| Langhans; Weg zur Sandheite (Standort)                                      | Heiligenhäuschen                              | Innen Pietà, massiv verputzt, 19. Jahrhundert | D-6-73-114-172          | BW                   |
| Leutershauser Pfad; Abzweigung zum Fichtig (Standort)                       | Bildstock                                     | Reliefs: Kreuzigungsgruppe und Gottvater, Sandstein, bezeichnet „1620“ | D-6-73-114-164          | BW                   |
| Leutershauser Straße 6; Nähe Leutershauser Straße (Standort)                | Katholische Kapelle St. Laurentius            | Spätromanische Chorturmkirche, verputzter Massivbau, Schiff mit Satteldach, Turm mit Zeltdach, Mitte 13. Jahrhundert | D-6-73-114-162          | weitere Bilder       |
| Leutershauser Straße 6; Nähe Leutershauser Straße (Standort)                | Gadenmauer                                    | Mit Schießscharten und Spitzbogenportal | D-6-73-114-162          | weitere Bilder       |
| Nähe Besengaustraße (Standort)                                              | Wegkreuz                                      | Sandstein, bezeichnet „1888“ | D-6-73-114-129          | BW                   |
| Nähe Brend; an der Brendbrücke, an der Straße nach Leutershausen (Standort) | Nepomukfigur                                  | Sandstein, spätbarock, bezeichnet „1750“ | D-6-73-114-168          | BW                   |
| Nähe Kreuzmühle; Weg zur Kreuzmühle (Standort)                              | Bildstock                                     | Reliefs: Immaculata, Kreuzigungsgruppe, seitlich heiliger Martin und heiliger Nikolaus, Sandstein, bezeichnet „1790“ | D-6-73-114-171          | BW                   |
| Nähe Leutershauser Straße, vor der Laurentiuskirche (Standort)              | Bildstock                                     | Klassizistisch, mit Trinitätsrelief, seitlich heiliger Urban und heiliger Laurentius, Sandstein, bezeichnet „1797“ | D-6-73-114-163          | weitere Bilder       |
| Nähe Schreiberstraße; beim Münchhausenweg (Standort)                        | Heiligenhäuschen                              | Darin gefasste Pietà, Kalkstein, bezeichnet „1873“ | D-6-73-114-173          | BW                   |
| Sandheide (Standort)                                                        | Heiligenhäuschen                              | Wohl Fachwerk verputzt, rückwärtig mit Holzkreuz über dem First, innen Retabel mit Marienrelief, 19. Jahrhundert | D-6-73-114-174          | BW                   |
| am Wiesenpfad (Standort)                                                    | Steinkreuz                                    | 1637 | D-6-73-114-170          | BW                   |
| Stockgasse 8 (Standort)                                                     | Bauernhaus                                    | Zweigeschossiger giebelständiger Satteldachbau, Fachwerkobergeschoss traufseitig verputzt, Giebel mit Zierfachwerk, um 1700 | D-6-73-114-165          | weitere Bilder       |
| Stockgasse 9, 11 (Standort)                                                 | Hoftor des ehemaligen Schlosses               | Naturstein verputzt, 18. Jahrhundert | D-6-73-114-166          | BW                   |
| Stockgasse 33 (Standort)                                                    | Gartenpavillon                                | Zweigeschossiger Bau, Erdgeschoss massiv, polygonales verputztes Fachwerkobergeschoss, Kuppeldach, um 1780 | D-6-73-114-125          | weitere Bilder       |
| Stockgasse 33 (Standort)                                                    | Gartenmauer                                   | Mit spätbarocker Pforte, um 1780 | D-6-73-114-125          | weitere Bilder       |
| Taubenmühlweg 5 (Standort)                                                  | Ehemalige Mühle                               | Zweigeschossiger Halbwalmdachbau, Erdgeschoss in Naturstein, Obergeschoss Fachwerkbau, 1750/51 (dendrochronologisch datiert), giebelseitig erdgeschossiger Anbau in Naturstein, Satteldach mit Fachwerkgiebel, 1597/98 (dendrochronologisch datiert) | D-6-73-114-242 Wikidata | weitere Bilder       |
| Brendlorenzen Hauptstraße 133 (Standort)                                    | Bauernhaus                                    | Zweigeschossiges giebelständiges Satteldachhaus, verputztes Fachwerk, 17./18. Jahrhundert | D-6-73-114-149          | BW                   |

### Dürrnhof
| Lage                                                 | Objekt                    | Beschreibung | Akten-Nr.      | Bild                      |
| ---------------------------------------------------- | ------------------------- | --- | -------------- | ------------------------- |
| Achtäcker; an der Straße nach Löhrieth (Standort)    | Flurkreuz                 | Sandstein, 19. Jahrhundert                                                                                           | D-6-73-114-178 | Flurkreuz                 |
| Achtäckerweg (Standort)                              | Bildstock                 | St. Ägidius, Sandstein, 1883                                                                                         | D-6-73-114-177 | BW                        |
| Lindenstraße 12 (Standort)                           | Filialkirche St. Aegidius | Saalbau mit eingezogenem Chor, Satteldach, Haubendachreiter und spätbarocke Giebelfassade, von 1760; mit Ausstattung | D-6-73-114-176 | Filialkirche St. Aegidius |
| Tannenbaum; an der Straße nach Herschfeld (Standort) | Bildstock                 | Heilige Familie, an den Seiten die Heiligen Andreas und Aegidius, Sandstein, bezeichnet „1743“                       | D-6-73-114-179 | BW                        |

### Herschfeld
| Lage                                                          | Objekt                                                                        | Beschreibung | Akten-Nr.                | Bild           |
| ------------------------------------------------------------- | ----------------------------------------------------------------------------- | --- | ------------------------ | -------------- |
| Falltorstraße 9 (Standort)                                    | Bauernhof                                                                     | Zweigeschossiges giebelständiges Wohnhaus mit Halbwalmdach, verputztes Fachwerk, bezeichnet „1798“, Nebengebäude teils Fachwerk, teils massiv mit Satteldach                            | D-6-73-114-181           | weitere Bilder |
| Falltorstraße 9 (Standort)                                    | Bauernhof                                                                     | Hoftoranlage, über der klassizistischen Pforte die Heiligen Sebastian und Wendelin, bezeichnet „1800“                                                                                   | D-6-73-114-181           | weitere Bilder |
| Falltorstraße 11 (Standort)                                   | Pforte                                                                        | Profilierte Kalksteinpforte mit geradem Sturz, 18. Jahrhundert | D-6-73-114-182           | weitere Bilder |
| Falltorstraße 13 (Standort)                                   | Hofmauer mit Renaissancegrabmal des Abtes Johannes VIII. Greve von Bildhausen | Relief in Ädikularrahmen, Kalkstein, 1545 | D-6-73-114-183           | weitere Bilder |
| Friedhofstraße, Kirchstraße 3 (Standort)                      | Wegkreuz                                                                      | Steinkreuz, bezeichnet „1870“ | D-6-73-114-184           | weitere Bilder |
| Friedhofstraße, Kirchstraße 3 (Standort)                      | Friedhofstor                                                                  | Spitzbogig, Naturstein, von 1792 | D-6-73-114-188           | weitere Bilder |
| Friedhofstraße, Kirchstraße 3 (Standort)                      | Kriegergedächtniskapelle                                                      | Neubarocker Massivbau auf quadratischem Grundriss mit verschiefertem Haubendach, innen Skulptur des toten Christus, um 1920                                                             | D-6-73-114-188           | weitere Bilder |
| Friedhofstraße, Kirchstraße 3 (Standort)                      | Friedhofskreuz                                                                | Um 1900, bei der Friedhoferweiterung 2006 restauriert und hierher versetzt | D-6-73-114-188           | BW             |
| Gerhart-Hauptmann-Straße (Standort)                           | Bildstock mit Maria                                                           | Anna und Joachim, Sandsteinsockel mit Muschelkalkaufsatz, Rokoko, bezeichnet „1764“ | D-6-73-114-243           | BW             |
| Kastanienallee (Standort)                                     | Flurkreuz                                                                     | Sandstein, von 1884 | D-6-73-114-185           | BW             |
| Kirchstraße 16 (Standort)                                     | Bildstock                                                                     | Reliefs, Vesperbild, Marienkrönung, Sandstein, barock, bezeichnet „1730“ | D-6-73-114-189           | weitere Bilder |
| Königshofer Straße, an der Saalebrücke (Standort)             | Heiligenhäuschen                                                              | Mit gefasstem Steinrelief des hl. Valentin, Sandstein, in noch barockisierenden Formen, bezeichnet „1832“                                                                               | D-6-73-114-190           | BW             |
| Königshofer Straße 12 (Standort)                              | Ehemalige katholische Pfarrkirche St. Nikolaus                                | Saalbau mit Satteldach von 1825, seitlich gestellter mittelalterlicher Turm mit Zwiebelhaube, großer und kleiner Laterne, mit Ausstattung, mit Ausstattung                              | D-6-73-114-192           | weitere Bilder |
| Königshofer Straße 12, an der Fassade (Standort)              | Säulenportal                                                                  | barockes aus Bildhausen, Ende 17. Jh.; mit Ausstattung | D-6-73-114-192 zugehörig | weitere Bilder |
| Königshofer Straße 12 (Standort)                              | Kirchhofmauer                                                                 | Reste der Kirchhofmauer mit Pforte von 1696 | D-6-73-114-192           | weitere Bilder |
| Königshofer Straße 19 (Standort)                              | Pforte mit Vorhangbogen                                                       | Sandstein, 17. Jahrhundert | D-6-73-114-194           | BW             |
| Königshofer Straße 33 (Standort)                              | Heiligenhäuschen                                                              | Über Balustern in die Hauswand eingelassener Reliefstein, wohl von einem Abtgrabmal aus Bildhausen, Sandstein, um 1700, um 1825 hier eingesetzt                                         | D-6-73-114-197           | BW             |
| Königshofer Straße 27 (Standort)                              | Hoftor                                                                        | Mit Pforte und Heiligenfigur massiv verputzt, 1855 | D-6-73-114-195           | weitere Bilder |
| Königshofer Straße 39, 41 (Standort)                          | Pforte                                                                        | Rundbogig, Sandstein, bezeichnet „1700“ | D-6-73-114-198           | BW             |
| Kreisstraße NES 3, an der Straße nach Rödelmaier (Standort)   | Heiligenhäuschen                                                              | Mit Pietàrelief, Sandstein, bezeichnet „1860“ | D-6-73-114-203           | weitere Bilder |
| Liebenthaler Straße, an der Straße nach Rödelmaier (Standort) | Flurkreuz                                                                     | Stein, bezeichnet „1895“ | D-6-73-114-202           | BW             |
| Mühlenweg 15 (Standort)                                       | Ehemalige Mühle                                                               | Hofanlage, Wohnhaus mit Fachwerkobergeschoss und Satteldach, zweite Hälfte 18. Jahrhundert, das Erdgeschoss erneuert, mit angebauten Nebengebäuden, teils mit Überformungen             | D-6-73-114-201           | BW             |
| Mühlenweg 15 (Standort)                                       | Nebengebäude                                                                  | Freistehend, teils mit Überformungen | D-6-73-114-201           | BW             |
| Nähe Königshofer Straße, vor der ehemaligen Kirche (Standort) | Madonnenstatue                                                                | Heller Kalkstein auf hohem Sandsteinsockel, historistisch, zweite Hälfte 19. Jahrhundert                                                                                                | D-6-73-114-193           | weitere Bilder |
| Nähe Mühlenweg, am Ortsausgang nach Rödelmaier (Standort)     | Kapelle                                                                       | Massiv mit Satteldach, 1824, innen Rokokograbmal des Abtes Engelbert Klöpfer von Bildhausen, altarartig mit Reliefaufsatz und mit Schriftkartusche als Antependium, von 1754            | D-6-73-114-199           | weitere Bilder |
| Thüringer Straße, am Ortsausgang nach Rödelmaier (Standort)   | Bildstock                                                                     | Altarähnlich mit geschwungenem Sockel und reichem Aufsatz, Nische mit Relief der Pietà von heiligen Bischöfen flankiert und von heiligem Josef (?) bekrönt, Rokoko, Sandstein, von 1769 | D-6-73-114-204           | BW             |
| Wanderweg; neben der Kapelle (Standort)                       | Sogenanntes Pestkreuz                                                         | Sandstein, 17./18. Jahrhundert | D-6-73-114-187           | BW             |
| Wanderweg (Standort)                                          | Wegkapelle                                                                    | Massiv mit flach geneigtem Satteldach, innen Marienstatue, 19. Jahrhundert | D-6-73-114-186           | BW             |

### Lebenhan
Schloss Löwenhain
Ehemals Schloss derer von Gebsattel, nach 1919 Ausbau zu Kloster und Schule durch die Kongregation der Heiligen Familie, Schlossgebäude mit Hof, Nutz- und Ziergarten sowie Einfriedungen mit Mauer, zwei Toren und zwei Pavillons:
- dreigeschossiger Hauptbau (Lage) mit Walmdach von 1750, gartenseitigem Altanvorbau Mitte 19. Jh.
- zweigeschossiger turmartiger Anbau auf quadratischem Grundriss mit Zinnenbekrönung, Mitte 19. Jh., an der Südostecke des Hauptbaus
- Flügelbau, 1750 über Kellern von 1603 zweigeschossig errichtet, 1929 um ein Geschoss mit Halbwalmdach erhöht, westlich mit dem Hauptbau fluchtend, mit Ausstattung
- neubarocke Kapelle, nach Westseite Halbwalmdach und Haubendachreiter, nach Osten Satteldach und Apsis, 1921, dem Flügelbau nördlich quer vorgelagert, mit Ausstattung (Lage)
- ehemalige Waschhaus, sandsteinsichtig, eingeschossig mit Treppengiebeln, 1856, neben der Hofzufahrt (Lage)
- ehemaliger Nutzgarten mit Wegkreuz
- kleiner Ziergarten mit geschwungener Wegführung, wohl Mitte 19. Jh.
- Schlossmauer und Grenzzäune zwischen Hof und Gartenbereichen
- zwei eingeschossige Pavillons mit Walm- bzw. Zeltdach, 18. Jh. an der Schlossmauer: 1. am Nutzgarten (Lage), 2. am Ziergarten (Lage)
- zwei Tore mit Wappenlöwen, 18. Jh.: 1. Hofeinfahrtstor (Lage), 2. Tor zwischen Hof und Nutzgarten (Lage)

Aktennummer: D-6-73-114-208.

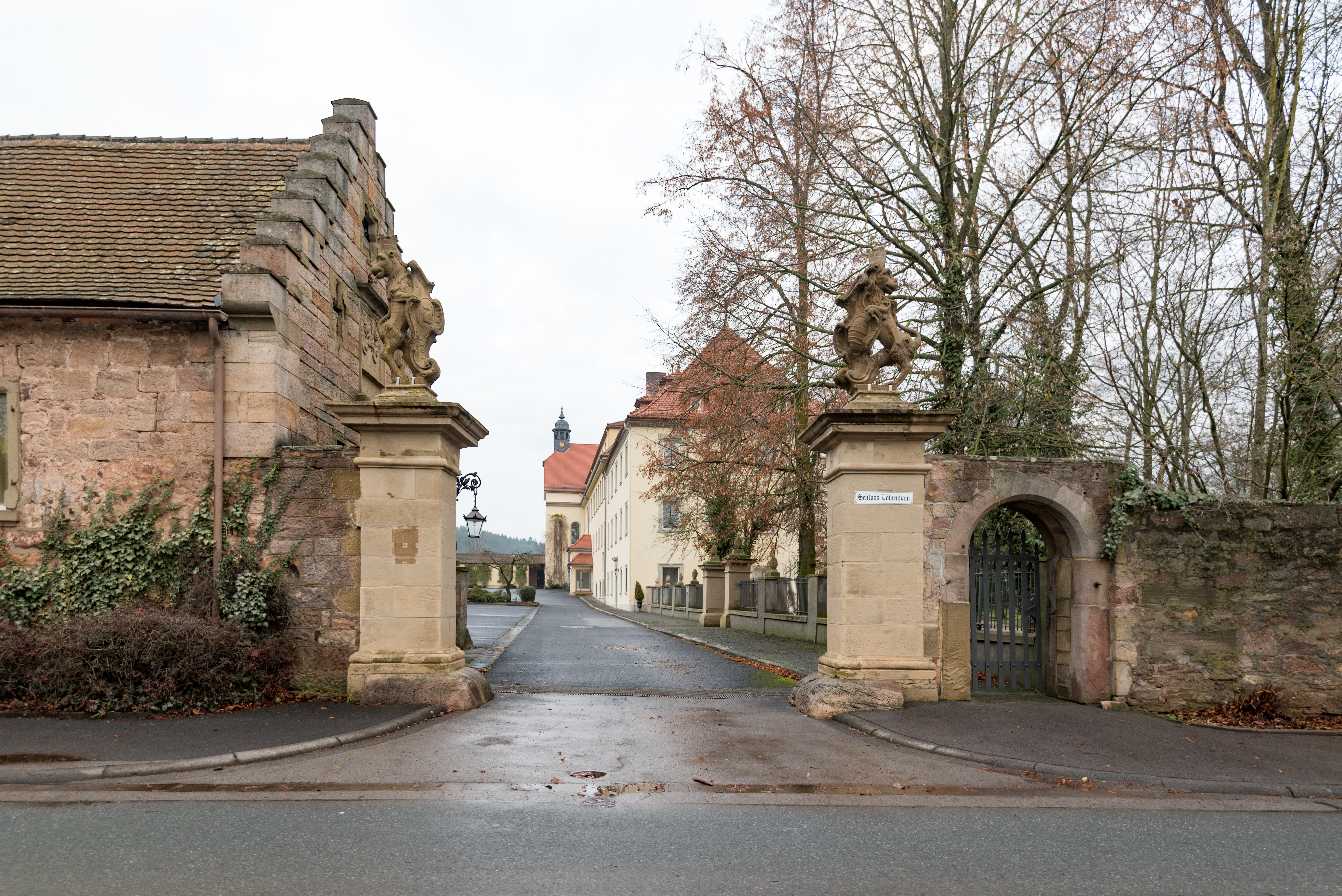
Hofeinfahrt
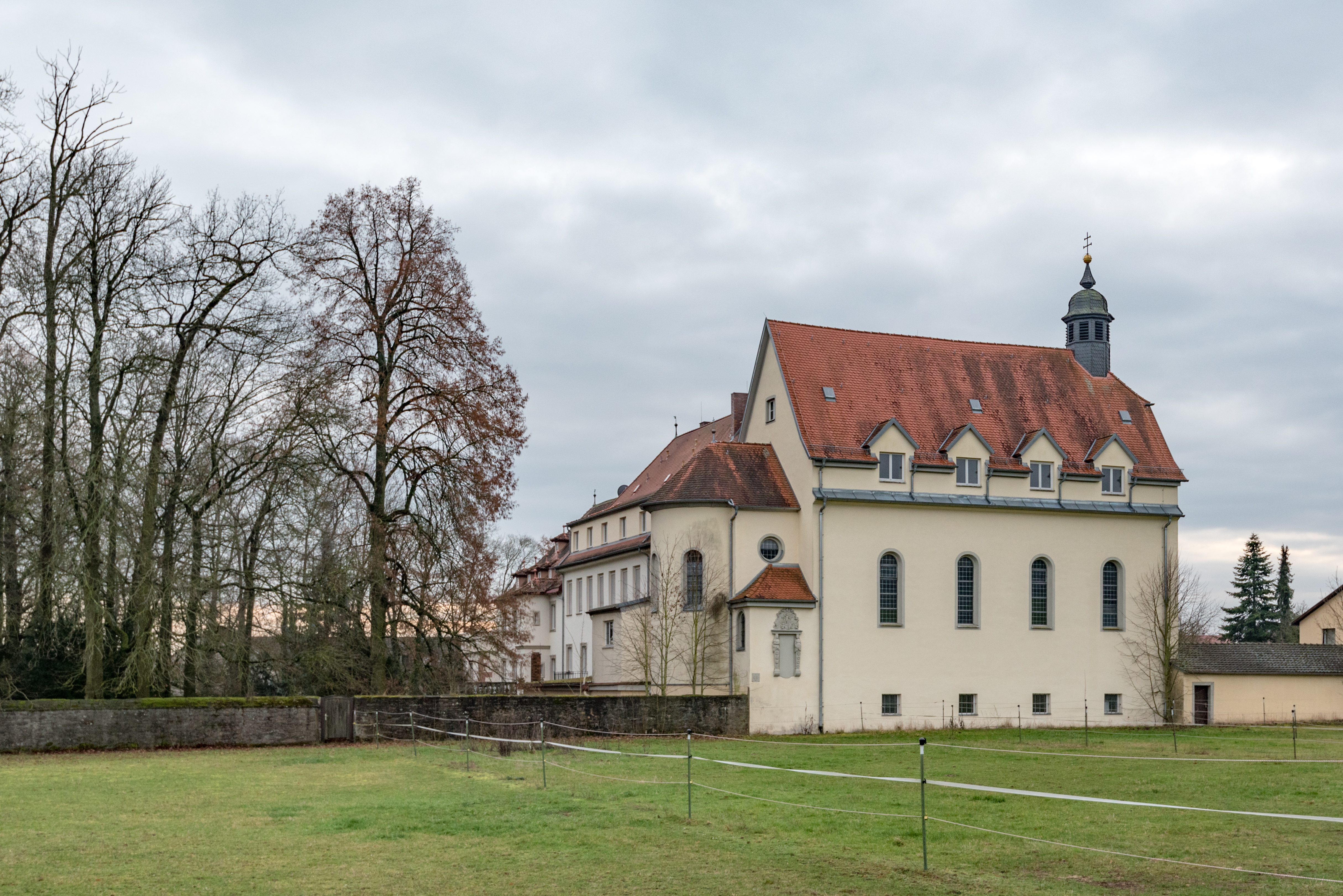
Kapelle von Norden
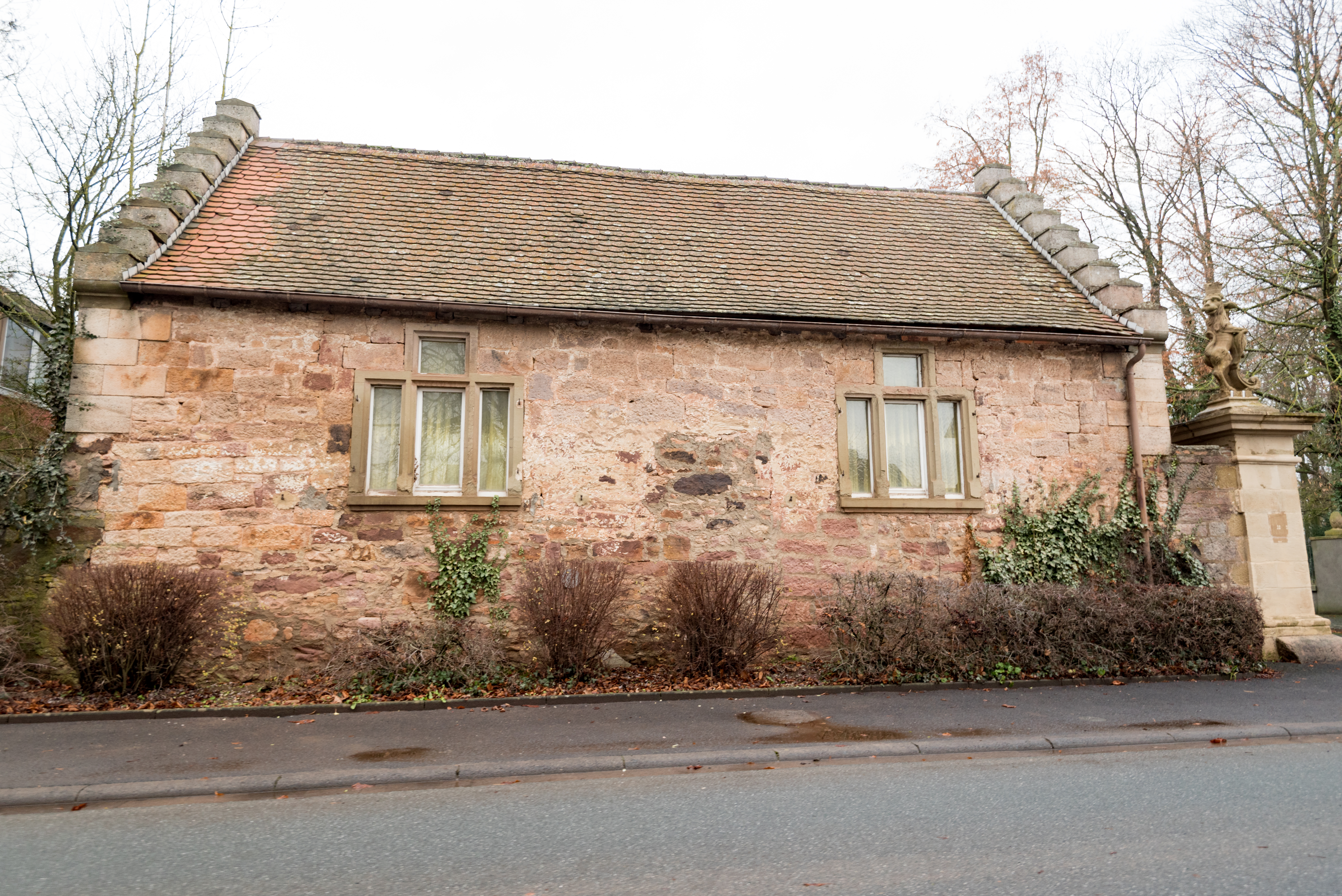
Waschhaus
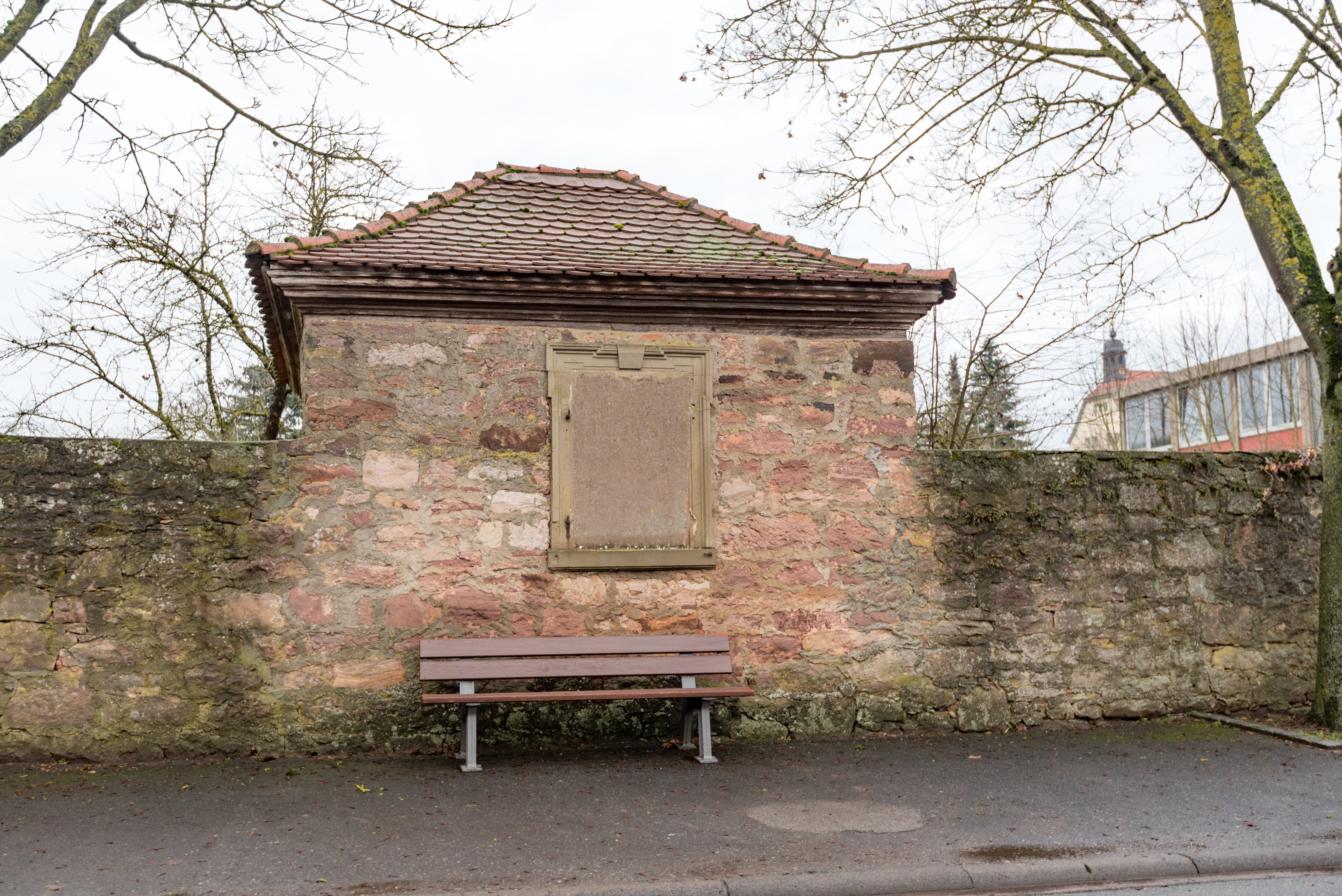
Westlicher Pavillon
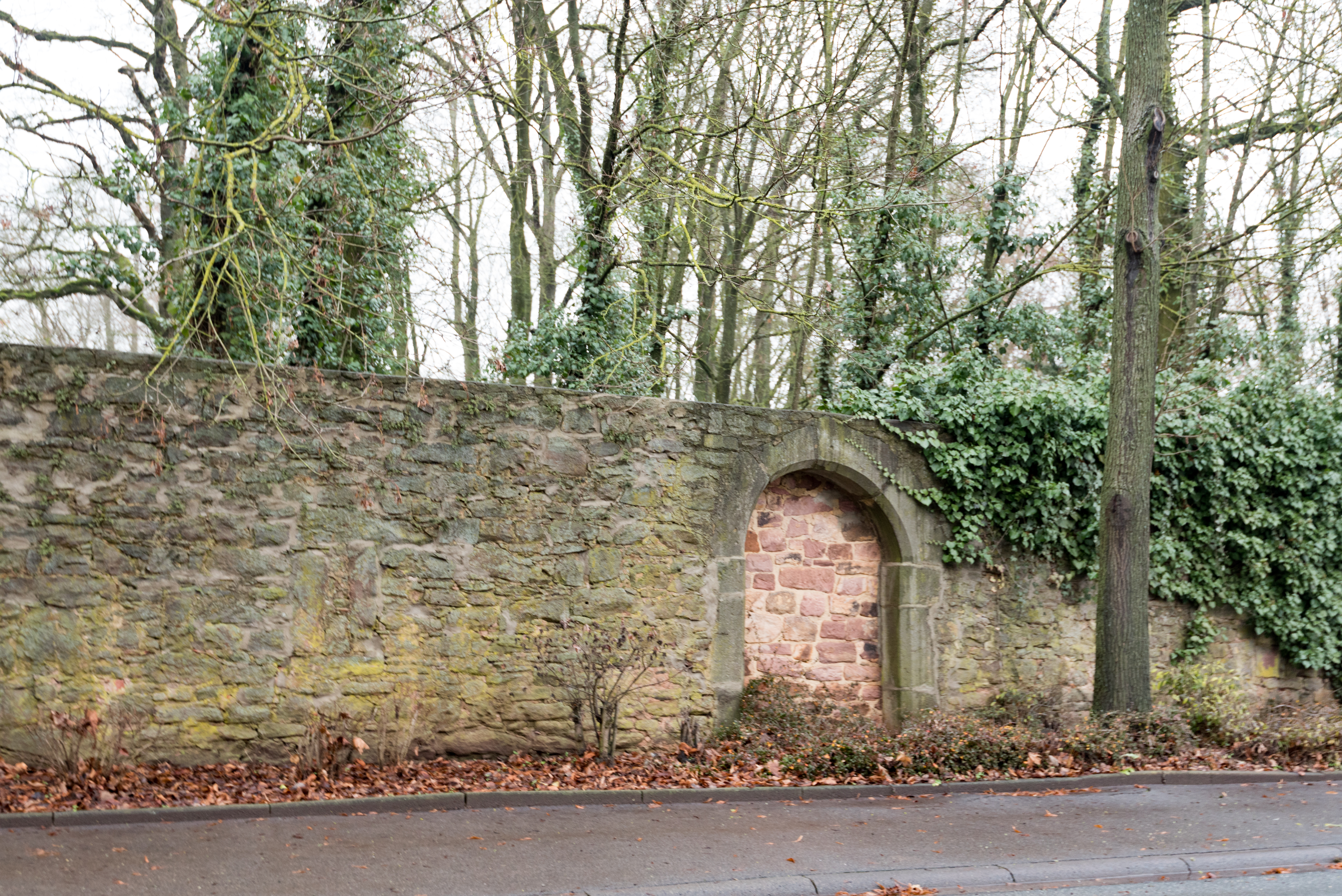
Schlossmauer, Südostecke

| Lage                                          | Objekt                                 | Beschreibung | Akten-Nr.      | Bild           |
| --------------------------------------------- | -------------------------------------- | --- | -------------- | -------------- |
| An der Alten Kirche 1 (Standort)              | Katholische Kuratiekirche Mariä Geburt | Chorturmkirche, im Kern mittelalterlich, Turm mit Spitzhelm, Schiff mit Dreiecksgiebel und Flachsatteldach, 1748 erneuert; mit Ausstattung | D-6-73-114-205 | weitere Bilder |
| Blumengartenweg, Weg nach Wollbach (Standort) | Steinkreuz                             | Sandstein, 19. Jahrhundert | D-6-73-114-217 | weitere Bilder |
| Blumengartenweg, Brendfeld (Standort)         | Bildstock                              | Relief Maria mit Kind als Halbfigur, Sandstein, 1911                                                                                       | D-6-73-114-219 | BW             |
| Brender Weg, Ziegeleiweg (Standort)           | Friedhof                               | Mit Steinmauer 19. Jahrhundert | D-6-73-114-257 | weitere Bilder |
| Brender Weg, Ziegeleiweg (Standort)           | Kriegerdenkmal                         | Für die Gefallenen der beiden Weltkriege, Kruzifix und Inschrifttafeln, um 1960                                                            | D-6-73-114-257 | BW             |
| Brender Weg, Ziegeleiweg (Standort)           | Zwei Grabplatten                       | Mit Ahnenwappen, 1859 und 1861 | D-6-73-114-257 | BW             |
| Büchelberg, Straße nach Wollbach (Standort)   | Steinkreuz                             | Am Kreuzfuß Nische mit IHS-Symbol, am Sockel Stifterinschrift, bezeichnet „1899“                                                           | D-6-73-114-215 | Steinkreuz     |
| Neugereut, Straße nach Schweinhof (Standort)  | Bildstock                              | Reliefs Marienkrönung und Maria mit Kind, seitlich Heilige, Basis mit Bandelwerk, 18. Jahrhundert                                          | D-6-73-114-223 | weitere Bilder |
| Röste, Flurweg nach Wollbach (Standort)       | Steinkreuz                             | Kunststein, wohl erstes Viertel 20. Jahrhundert                                                                                            | D-6-73-114-216 | BW             |
| Schönauer Weg 1 (Standort)                    | Heiligenhäuschen                       | Sandstein, bezeichnet „1887“ | D-6-73-114-222 | weitere Bilder |
| Schweinhofer Straße 9 (Standort)              | Ehemalige Schule                       | Zweigeschossiger Walmdachbau, um 1830 | D-6-73-114-209 | weitere Bilder |
| Schweinhofer Straße 9 (Standort)              | Ehemals Stallung des Schlosses         | Zweite Hälfte 19. Jahrhundert, eingeschossiger verputzter Ziegelbau mit Treppengiebel, 1920 zur Gastwirtschaft umgebaut                    | D-6-73-114-345 | weitere Bilder |
| Schweinhofer Straße 27 (Standort)             | Hausfigur                              | Madonna, 18. Jahrhundert | D-6-73-114-210 | BW             |
| Trieb, Straße nach Schweinhof (Standort)      | Bildstock mit Kreuzigungsgruppe        | Rückseite mit Inschrift, bezeichnet „1718“                                                                                                 | D-6-73-114-221 | BW             |
| Ziegeleiweg, am Friedhof (Standort)           | Heiligenhäuschen                       | Mit Figurengruppe, Beweinung unter dem Kreuz, des 17. Jahrhunderts                                                                         | D-6-73-114-214 | weitere Bilder |

### Löhrieth
| Lage                            | Objekt                                     | Beschreibung | Akten-Nr.      | Bild           |
| ------------------------------- | ------------------------------------------ | --- | -------------- | -------------- |
| Bildhauser Straße (Standort)    | Kriegerdenkmal                             | Kruzifix aus Stein mit Korpus auf Kreuz aus Baumstämmen, um 1920, davor zwei Ehrentafeln für die Gefallenen der beiden Weltkriege | D-6-73-114-270 | Kriegerdenkmal |
| Bildhauser Straße 10 (Standort) | Bauernhaus                                 | Zweigeschossiges giebelständiges Wohnhaus mit Satteldach, Zierfachwerk überputzt, bezeichnet „1799“                               | D-6-73-114-226 | Bauernhaus     |
| Bildhauser Straße 32 (Standort) | Katholische Filialkirche St. Jakobus Major | Massiver spätbarocker Saalbau mit eingezogenem Chor, Satteldach, Haubendachreiter, 1754; mit Ausstattung                          | D-6-73-114-229 | weitere Bilder |
| Tannenstraße (Standort)         | Bildstock                                  | Aufsatz mit Tatzenkreuz, Sandstein, bezeichnet „1726“ (mit später hinzugefügtem Madonnenrelief)                                   | D-6-73-114-228 | weitere Bilder |

### Mühlbach
| Lage                                             | Objekt                              | Beschreibung | Akten-Nr.      | Bild           |
| ------------------------------------------------ | ----------------------------------- | --- | -------------- | -------------- |
| Bildhauser Berg (Standort)                       | Friedhofskreuz                      | Sandstein, bezeichnet „1812“ vor zwei vermauerten Grabsteinen des 19. Jahrhunderts | D-6-73-114-234 | BW             |
| Ecke Brunnenweg, Mühlberg (Standort)             | Bildstock                           | Ornamental-plastisch aus Rocaillen aufgebauter Schaft, darüber Relief mit Kreuzigungsgruppe, rückwärtig Vesperbild, seitlich Passionsszenen, drittes Viertel 18. Jahrhundert                                                   | D-6-73-114-233 | weitere Bilder |
| Grasberg (Standort)                              | Bildstock                           | Reliefs: Marienkrönung und Kreuzschlepper, Rokoko, 18. Jahrhundert | D-6-73-114-237 | BW             |
| Hohengrube; an der Saalebrücke (Standort)        | Nepomukfigur                        | Sandstein, barock, 18. Jahrhundert | D-6-73-114-236 | BW             |
| Kurhausstraße 1 (Standort)                       | Katholische Kuratie Heilige Familie | Gemeindezentrum, zwei- bis viergeschossige Baugruppe mit Mansardwalm und Satteldach, über der basilikalen Kirche mit Chor und Vorhalle Dachreiter mit gestufter Zwiebelhaube, Seitenschiff mit Pultdach, 1925; mit Ausstattung | D-6-73-114-230 | weitere Bilder |
| Kurhausstraße 2 (Standort)                       | Ehemalige Mühle                     | Zweigeschossiger, giebelständiger Halbwalmdachbau, verputztes Fachwerk, geohrte Haustürrahmung, 17./18. Jhd. | D-6-73-114-231 | weitere Bilder |
| Kurhausstraße 2 (Standort)                       | Nebengebäude                        | Eingeschossiger Satteldachbau auf L-förmigem Grundriss, 2. Hälfte 19. Jhd. | D-6-73-114-231 | BW             |
| Kurhausstraße 14 (Standort)                      | Ackerbürgerhaus                     | Zweigeschossiger, giebelständiger Satteldachbau, verputztes Fachwerk, Satteldach, 17./18. Jahrhundert | D-6-73-114-232 | BW             |
| Kurhausstraße 14 (Standort)                      | Pforte und Hoftor                   | 19. Jahrhundert | D-6-73-114-232 | BW             |
| Mühlbacher Bach; Straße nach Löhrieth (Standort) | Flurkreuz                           | Sandstein, bezeichnet „1852“ | D-6-73-114-235 | BW             |

### Schweinhof
Der Weiler Schweinhof liegt in der Gemarkung Lebenhan.

| Lage                                                                         | Objekt         | Beschreibung | Akten-Nr.      | Bild           |
| ---------------------------------------------------------------------------- | -------------- | --- | -------------- | -------------- |
| B 279 (Standort)                                                             | Meilenstein    | Sandstein, drittes Viertel 19. Jahrhundert | D-6-73-114-276 | BW             |
| Kreisstraße NES 14, an der Straße gegenüber dem Weiler Schweinhof (Standort) | Steinkreuz     | Sandstein, von 1856 | D-6-73-114-241 | weitere Bilder |
| Kreisstraße NES 14, an der Straße zur B 279 (Standort)                       | Kreuzschlepper | Sandstein, bezeichnet „1772“ | D-6-73-114-240 | weitere Bilder |
| Schweinhof 2 (Standort)                                                      | Bauernhof      | Zweigeschossiges massives Wohnhaus auf Winkelgrundriss, mit Walm und Treppengiebel, mit anschließendem Nebengebäude mit Satteldach verbunden, 1857/59, Hausfigur 18. Jahrhundert | D-6-73-114-238 | BW             |

## Ehemalige Baudenkmäler
In diesem Abschnitt sind Objekte aufgeführt, die früher einmal in der Denkmalliste eingetragen waren, jetzt aber nicht mehr. Objekte, die in anderem Zusammenhang – also z. B. als Teil eines Baudenkmals – weiter eingetragen sind, sollen hier nicht aufgeführt werden. Aktennummern in diesem Abschnitt sind ehemalige, jetzt nicht mehr gültige Aktennummern.

| Lage                                       | Objekt                                    | Beschreibung | Akten-Nr.      | Bild           |
| ------------------------------------------ | ----------------------------------------- | --- | -------------- | -------------- |
| Bad Neustadt Alte Pfarrgasse 5 (Standort)  | Kleinhaus                                 | Traufenständig, zweigeschossig, mit Fachwerkobergeschoss und Satteldach, 17./18. Jahrhundert | D-6-73-114-4   | weitere Bilder |
| Bad Neustadt Bauerngasse 14 (Standort)     | Wohnwirtschaftsgebäude                    | Giebelständiger zweigeschossiger Satteldachbau, verputztes Zierfachwerk, mit profilierten Stockwerküberständen und geschnitztem (Blattwerk und Voluten) Eckständer, hofseitig Laubengang, 1618 (dendrochronologisch datiert), Giebelseite 1873 (dendrochronologisch datiert) verbreitert | D-6-73-114-19  | BW             |
| Bad Neustadt Bauerngasse 14 (Standort)     | rückwärtiges Nebengebäude                 | Erdgeschoss und Keller aus Bruchstein, im Erdgeschoss rundbogiges Gewände, 14. Jahrhundert, im Keller spitzbogiges Portal mit Birnstabprofil | D-6-73-114-19  | BW             |
| Bad Neustadt Hohnstraße 3 (Standort)       | Ehemaliger Keilstein mit Reliefkopf       | Klassizistisch, Anfang 19. Jahrhundert | D-6-73-114-34  | weitere Bilder |
| Bad Neustadt Hohnstraße 31 (Standort)      | Wohn- und Geschäftshaus                   | Zweigeschossiger traufständiger Halbwalmdachbau, massives Erdgeschoss, seitlich barockes Fenstergewände, Fachwerkobergeschoss verputzt, 18. Jahrhundert | D-6-73-114-38  | weitere Bilder |
| Bad Neustadt Hohnstraße 37 (Standort)      | Altes Amtshaus                            | Massiver verputzter Satteldachbau mit Lisenengliederung, Erdgeschoss mit geohrten Tür- und Fenstergewänden, 18. Jahrhundert, Obergeschoss 19. Jahrhundert | D-6-73-114-40  | Altes Amtshaus |
| Bad Neustadt Mühlbacher Straße (Standort)  | Bildstock                                 | 18. Jahrhundert | D-6-73-114-71  | BW             |
| Bad Neustadt Storchengasse 13 (Standort)   | Stein                                     | Bezeichnet „1550“; eingemauert | D-6-73-114-116 | BW             |
| Bad Neustadt Storchengasse 4 (Standort)    | Ehemaliges Wohnhaus einer Hofanlage       | Zweigeschossig, giebelständig, massives Erdgeschoss mit barocken Fensterrahmungen, Fachwerkobergeschoss, Satteldach, 18. Jahrhundert | D-6-73-114-111 | weitere Bilder |
| Bad Neustadt Storchengasse 9 (Standort)    | Bürgerhaus                                | Giebelständig, zweigeschossig, verputztes Fachwerk, Satteldach, seitliche Tordurchfahrt, 17./18. Jahrhundert | D-6-73-114-114 | weitere Bilder |
| Bad Neustadt Zwiebelgasse 5 (Standort)     | Inschrift                                 | Am Torbogen der Durchfahrt, bezeichnet „1753“ | D-6-73-114-119 | weitere Bilder |
| Lebenhan Blumengartenweg ()                | Wegkreuz                                  | Zweite Hälfte 19. Jahrhundert | D-6-73-114-220 |                |
| Lebenhan Schweinhofer Straße 36 (Standort) | Ehemaliges Wirtschaftsgebäude und Gasthof | Zweigeschossiger Satteldachbau in verputztem Fachwerk, 17. Jahrhundert | D-6-73-114-211 | BW             |

## Abgegangene Baudenkmäler
In diesem Abschnitt sind Objekte aufgeführt, die früher einmal in der Denkmalliste eingetragen waren, jetzt aber nicht mehr existieren, z. B. weil sie abgebrochen wurden. Aktennummern in diesem Abschnitt sind ehemalige, jetzt nicht mehr gültige Aktennummern.

| Lage                                        | Objekt                    | Beschreibung | Akten-Nr.               | Bild           |
| ------------------------------------------- | ------------------------- | --- | ----------------------- | -------------- |
| Bad Neustadt An der Stadthalle 4 (Standort) | Stadthalle                | Breitgelagerter Bau der Nachkriegsmoderne mit flachgeneigtem Walmdach und Eingangsvorbau, Dachreiter mit filigraner Laterne, Kratzputzrelief, Freitreppenanlage und Betoneinfassungen der vorgelagerten Grünflächen, von Konrad Wiesner 1956; Abriss 2014                                                                               | D-6-73-114-265          | weitere Bilder |
| Bad Neustadt Hohnstraße 35 (Standort)       | Nebengebäude              | Dreigeschossiges giebelständiges Nebengebäude in verputztem Fachwerk, mit Hoftor, 18. Jahrhundert; 2017 abgerissen | D-6-73-114-39 zugehörig | weitere Bilder |
| Bad Neustadt Schuhmarktstraße 9 (Standort)  | Türrahmung                | Barock, mit Oberlicht, 18. Jahrhundert | D-6-73-114-89           | BW             |
| Bad Neuhaus An der Wandelhalle 2 (Standort) | Ehem. Jüdische Wohnhäuser | Eckwohnhaus, zweigeschossiger Massivbau mit Halbwalmdach, am rechten Türpfosten ehem. Mesusa, Oberlicht bezeichnet mit „1794“; im Winkel nordöstlich angefügtes zweigeschossiges traufständiges Wohn- und Geschäftshaus mit Mansarddach, biedermeierliche Haustür mit Oberlicht, 1. Hälfte 19. Jahrhundert; abgebrochen im Februar 2023 | D-6-73-114-121          | weitere Bilder |
| Brendlorenzen Hauptstraße 132 (Standort)    | Bauernhaus                | Zweigeschossiger Giebelständiger Satteldachbau, verputztes Fachwerk, 18. Jahrhundert | D-6-73-114-148          | BW             |
| Herschfeld Königshofer Straße 32 (Standort) | Pforte mit geradem Sturz  | Kalkstein, 18. Jahrhundert | D-6-73-114-196          | BW             |
| Herschfeld Liebenthaler Straße (Standort)   | Heiligenhäuschen          | Von 1893 | D-6-73-114-200          | BW             |